# Réseau de bus Argenteuil - Boucles de Seine
Le réseau de bus Argenteuil - Boucles de Seine est un réseau de transports en commun par autobus circulant en Île-de-France, organisé par Île-de-France Mobilités. Il est exploité par le groupe Keolis à travers la société Keolis Argenteuil Boucles de Seine depuis le 1er janvier 2022.
Il est composé de 50 lignes, dont 20 à vocation scolaire, qui desservent principalement la communauté d'agglomération Saint-Germain - Boucles de Seine à l'est des Yvelines, et la commune d'Argenteuil à l'ouest du Val-d'Oise.

## Histoire
Les prémices du réseau actuel remontent aux années 1980, correspondant à la création du réseau de bus R'Bus et du service urbain de Chatou, ancêtre du réseau de bus Bus en Seine.
À la suite de l'ouverture à la concurrence du réseau de bus francilien, les lignes des anciens réseaux de bus R'Bus et Bus en Seine ont intégré le nouveau réseau de bus Argenteuil - Boucles de Seine en date du 1er janvier 2022.

## Développement du réseau

### Avènement de Bus en Seine - Boucles de la Seine
Les premières liaisons urbaines remontent à la création de diverses lignes de bus au départ de la gare de Chatou - Croissy par la société Les Cars de Chatou, desservant principalement la commune yvelinoise de Chatou.
Lorsque la société CGEA entre dans le capital de la société Les Cars de Chatou, la création de la CGEA Transport Centre de la Boucle est œuvrée pour l'exploitation des lignes régulières, la LCC conservant les autres types de service.

Le réseau TUB (Transports Urbains de la Boucle) est alors créé et est géré par le SIVOM (Syndicat Intercommunal à Vocation Multiple) de la Boucle de Montesson.

Anciens logos du réseau de bus

En 1990, inauguration du lycée Les Pierres Vives à Carrières-sur-Seine et création de la ligne 11 (Houilles - Carrières ↔ Montesson Centre via le lycée Les Pierres Vives). Création et exploitation de la ligne 22 par la CGEA Transport Centre de Montesson.

Septembre 1997 : extension des lignes 7 (Le Vésinet - Le Pecq ↔ Montesson Centre) et 22 (Le Vésinet - Le Pecq ↔ Berges de Montesson) vers la Gare de Sartrouville, en remplacement de la section sud (entre la gare de Sartrouville et St Germain-en-Laye) de la ligne 9 des TVO (Argenteuil Gare ↔ Sartrouville Gare ↔ Montesson Centre ↔ Saint-Germain Château). Ces deux lignes sont alors exploitées à parité égale entre la CGEA Transport Centre de la Boucle et la TVO (Transports du Val-d'Oise). Entre 1997 et 2002, la TVO (filiale du groupe VIA-GTI) a délégué l'exploitation de ce service à l'IFT (Ile-de-France Tourisme), autre filiale du groupe VIA-GTI basée à Gennevilliers (Hauts-de-Seine). L'extension de la zone de service des lignes de la CGEA au détriment de la TVO a été rendue possible par le rachat - en 1997 - de la TVO par la CGEA (65 %) et la RATP (35 %).

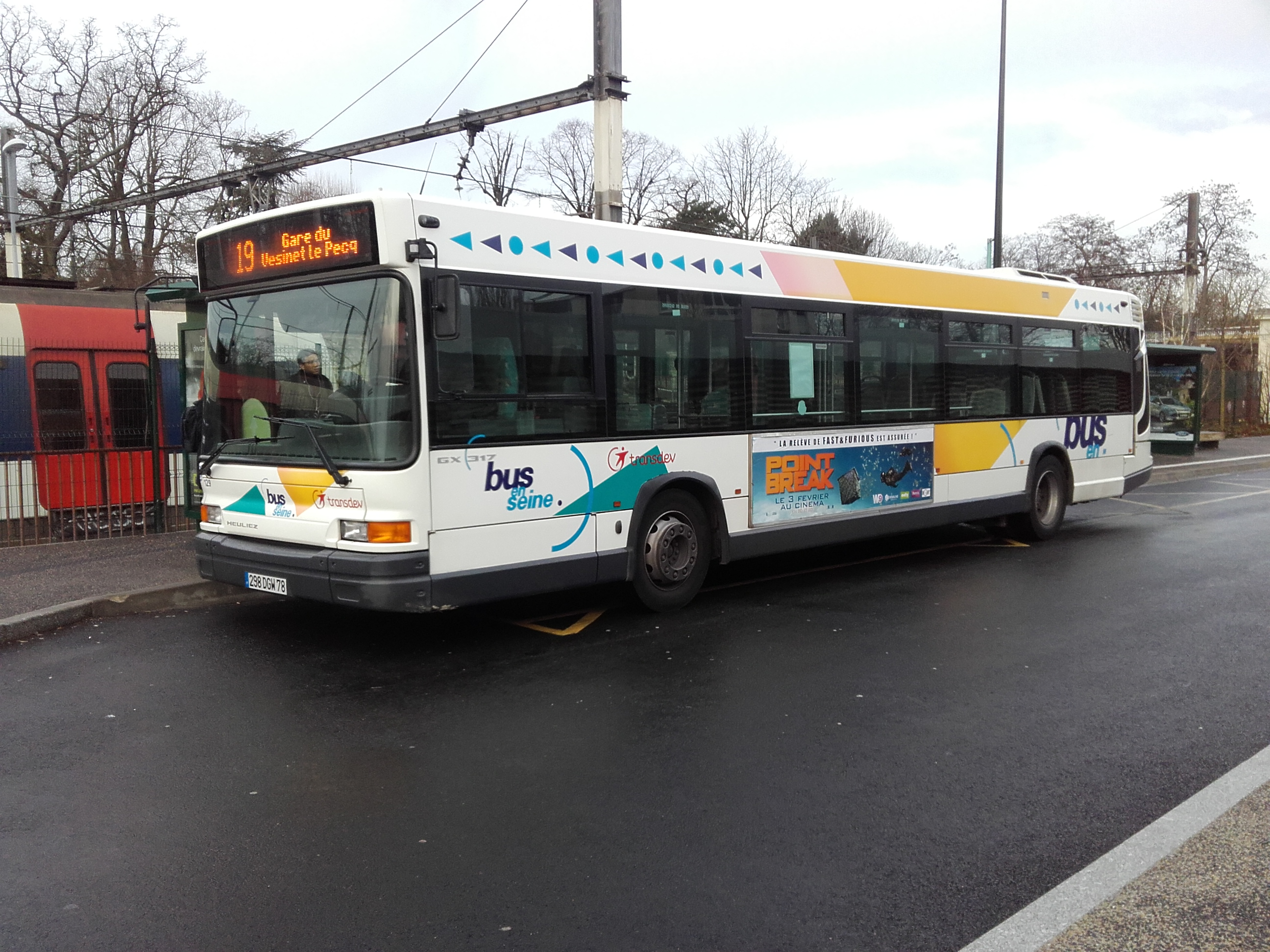
Heuliez GX 317 n°A129 sur la ligne 19 en gare du Vésinet - Le Pecq, en janvier 2016.

2006 : création de la Communauté d'agglomération de la Boucle de la Seine (Carrières-sur-Seine, Chatou, Croissy-sur-Seine, Houilles, Le Pecq, Le Vésinet, Montesson, Sartrouville) : les lignes de bus du réseau « Bus en Seine » sont désormais du ressort de la communauté de communes.
28 août 2006 : création de la ligne 20 (Le Vésinet - Le Pecq ↔ Le Vésinet Centre ↔ Chatou - Croissy).
- Le 8 janvier 2007, les lignes 8 et 11 sont fusionnées en une nouvelle ligne 19 qui assure une liaison directe entre la gare du Vésinet - Le Pecq et la gare de Houilles - Carrières-sur-Seine. Celle-ci permet la desserte du centre-ville de Montesson, du collège Pablo-Picasso et du quartier des Terres Blanches. La fréquence est renforcée par rapport aux anciennes lignes passant de douze à 55 courses quotidiennes avec un passage toutes les onze minutes aux heures de pointe. De plus, une offre est créée aux heures creuses avec une fréquence d'un bus toutes les 33 minutes environ, ce service n'existant pas sur les lignes 8 et 11. Enfin, un dernier départ est effectué à chaque terminus à 21 h 30[3].
- À cette même date, une course supplémentaire est créée le soir sur la ligne 7 en direction de Sartrouville faisant terminer ainsi le service plus tard. Par ailleurs, un circuit supplémentaire est créé pour les élèves du lycée Évariste-Galois de Sartrouville[3].
- Du fait de la création de la Communauté de Communes de la Boucle de la Seine et de l'intégration des communes de Houilles et Sartrouville dans cette structure, les lignes TVO 23 et 25 ont été intégrées au réseau « Bus en Seine » en 2007. Ces deux lignes continuent d'être exploitées par la TVO.
- Le 1er septembre 2008, l'ensemble des lignes du réseau, à l'exception des lignes 10 et 20, voient leur amplitude horaire élargie en semaine jusqu'à 22 h au départ des gares desservies par le RER A, la ligne 7 circulant durant cette période entre la gare de Chatou - Croissy et Croissy-sur-Seine. De plus, quatre courses supplémentaires sont créées le matin sur la ligne 3 en direction de la gare de Houilles - Carrières-sur-Seine. Enfin, un service est créé le samedi sur la ligne 19 avec une fréquence d'un bus toutes les trente minutes[4].
- À l'occasion de la fête de la musique du 21 juin 2009, un service de nuit est mis en place pour la première fois sur les lignes 3 (entre Houilles et Chatou) et 19 (entre Le Vésinet, Montesson et Houilles) avec des courses assurées entre minuit et 5h.
- Le 28 avril 2014, la ligne 7 Croissy, déjà intégrée au réseau Bus en Seine, est renumérotée sous l'indice 17, permettant de la distinguer de l'autre ligne 7 qui relie la gare du Vésinet - Le Pecq à la gare de Sartrouville. De plus, quatre nouvelles courses sont ajoutées le matin sur la ligne entre Croissy-sur-Seine et la gare de Chatou - Croissy[5].
- Le 1er septembre 2014, sur décision du STIF, les circuits scolaires sont intégrés dans les lignes régulières ; création de la ligne 26 en remplacement des circuits C6, C7 et C8 pour le lycée Les Pierres Vives à Carrières-sur-Seine depuis Houilles ; la desserte du lycée Évariste Galois à Sartrouville est assuré par la ligne 23.

Le 16 avril 2018, le réseau est profondément restructuré et les lignes abandonnent leurs indices numériques au profit d'indices à lettres comme indiqué dans le tableau ci-dessous, :

### Ancien réseau R'bus (TVO)

Ancien logo du réseau.

Le réseau R'Bus a été mis en service le 11 mai 1985.
En raison de la baisse de sa fréquentation durant la deuxième moitié des années 1990, les villes d'Argenteuil, Bezons et Sartrouville et le transporteur s'engagent dans « un contrat de progrès » en partenariat avec le STIF.
Le 16 septembre 1996, la ligne 1 voit son itinéraire modifié afin de mieux desservir le Vieux Pays de Sartrouville tel que le centre commercial du Plateau et la cité des Indes. À cette même date, la ligne 30.19 est créée, correspondant au prolongement de la ligne 30.05 de la gare de Cormeilles-en-Parisis à la gare de Sartrouville. Cette nouvelle ligne est exploitée en pool entre Transports du Val-d'Oise et les cars Lacroix.
Le réseau subit une restructuration de son parc le 26 août 2002 avec la suppression de la ligne 35, qui reliait Argenteuil — Poste du Val à Argenteuil — Place Chauvelot, où elle ne transportait que onze voyageurs par jour et faisait doublon avec plusieurs lignes. La ligne 514 est limitée à Bezons - La Berthie tandis que la ligne 24 reprend son itinéraire à Bezons en rejoignant la gare de Houilles - Carrières-sur-Seine. Afin d'améliorer la desserte des zones industrielles, la ligne 5 est prolongée du parc d'activités du Prunay  jusqu'au parc d'activités des Perriers en semaine. La ligne 9 est équipée intégralement de bus articulés.
La ligne PAVA voit le jour le 24 août 2009 en assurant la desserte du parc d'activités du Val-d'Argent à Argenteuil. Cette mesure s'inscrit dans un plan de modernisation du parc. La ligne 34 voit son itinéraire modifié et la desserte des Coteaux d'Argenteuil assurée du lundi au vendredi toute la journée alors qu'auparavant cette desserte n'avait lieu qu'aux heures de pointe,.
Le 23 août 2010, la ligne 1 améliore ses correspondances avec la ligne 5 et la navette PAVA : deux arrêts sont créés et deux changent de nom et la ligne PAVA voit également ses correspondances améliorées avec la création d'un arrêt et le déplacement d'un autre.
Depuis le 22 août 2011, la ligne 5 est prolongée de Parc d'activités des Perriers jusqu'à Parc d'activités des Trembleaux et voit alors sa fréquence renforcée du lundi au samedi. Ce renfort a permis une meilleure desserte des zones industrielles du Plateau de Sartrouville.
Le 19 novembre 2012, date de l'inauguration du prolongement vers Pont de Bezons de la ligne de tramway T2, de nombreux changements dans les itinéraires des bus sont intervenus. Deux lignes ont été créées et quatre lignes ont été modifiées,.
- La ligne 3 est créée en reliant Sartrouville - Sureaux à Pont de Bezons en desservant le quartier de l’Agriculture à Argenteuil.
- La ligne 4 fusionne avec la ligne 24, qui reliait Bezons - Justice à Gare de Houilles - Carrières-sur-Seine[22], et elle est prolongée de Argenteuil - Le Prunet à Gare de Houilles - Carrières-sur-Seine.
- La ligne 6 reprend l'itinéraire de la ligne 92 Mobilien (Gare d'Argenteuil à Gare de Nanterre - Préfecture)[22] et la ligne 367 l'autre partie depuis Pont de Bezons jusqu'à gare de Nanterre-Université. Cette nouvelle ligne dessert le centre-ville de Bezons et son offre est améliorée par rapport à la ligne 92.
- La ligne 9, ligne la plus forte du réseau, voit la desserte du quartier Voltaire à Sartrouville repris par la ligne 272 ; par ailleurs, les services partiels sont supprimés entraînant la disparition de la ligne 9 Navette qui reliait la gare de Sartrouville à la cité des Indes[23] et un itinéraire unique par les quais de Seine est mis en place.
- La ligne 34 fusionne avec la ligne 363 du réseau de bus RATP. Elle est prolongée du lundi au samedi de Pont de Bezons à la gare de Houilles - Carrières-sur-Seine et au lycée de Carrières-sur-Seine aux heures d'entrée et de sortie de l'établissement.
- La ligne 514 est simplifiée : la 514B (Bezons - Sacco et Vanzetti à Gare d'Argenteuil) est fusionnée avec la ligne 9 entre Gare d'Argenteuil et Val Notre-Dame et la ligne 4 assure dorénavant la liaison entre Val Notre-Dame et Pont de Bezons. La ligne 514E est renommée 514.

Les lignes 8, 34 et 514 étant en situation de surcharge, le STIF vote le renfort de ces trois lignes à partir du 15 juillet 2013 La ligne 8 transporte près de 4 000 voyageurs par jour et la ligne 514 a vu son amplitude de soirée prolongée de 22 h à 0 h 30.
La ligne 1 a vu son offre renforcée du lundi au samedi, son amplitude horaire prolongée le soir et la création d'un service les dimanches et fêtes depuis le 1er septembre 2014.

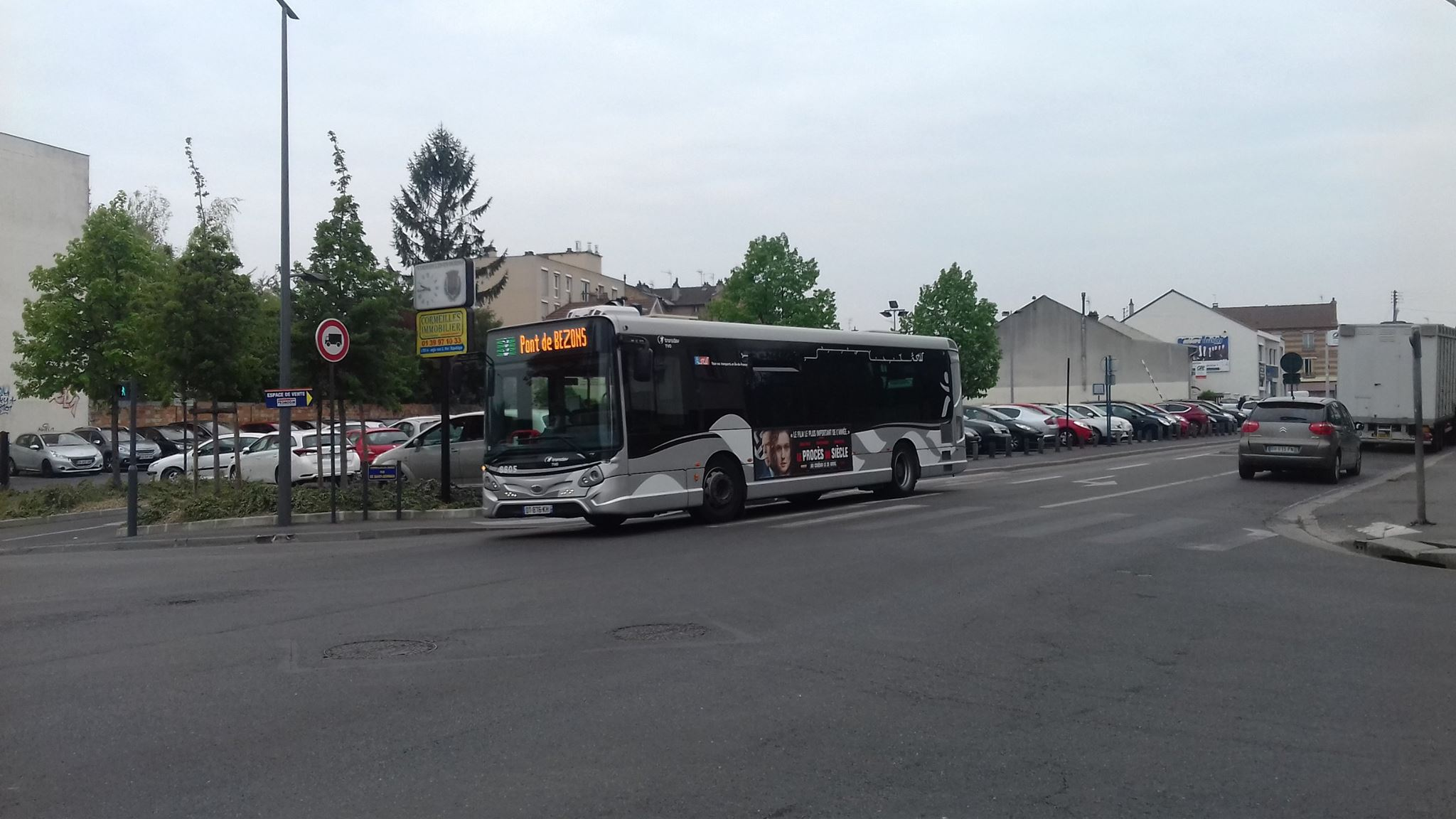
Heuliez GX 137 L n°8805 sur la ligne 3 à Cormeilles-en-Parisis, en avril 2017.

Avec la mise en service de la ligne 8 du tramway d'Île-de-France, la ligne 514 change d'indice et devient la ligne 7, à partir du 17 décembre 2014. Son offre est renforcée toute la semaine et son itinéraire modifié à Épinay-sur-Seine pour desservir le terminus Épinay - Orgemont du T8. L'arrêt Les Tilleuls est supprimé au profit de la déviation par Épinay - Orgemont et l'arrêt Orgemont est renommé Stalingrad.
Le 2 mars 2015, la ligne 3 est prolongée jusqu'à la gare de La Frette - Montigny, sa fréquence est renforcée en semaine aux heures de pointe avec un bus toutes les quinze minutes et son amplitude horaire est élargie. La ligne PAVA, sous-ligne de la ligne 1, est renumérotée sous l'indice 17 afin d'améliorer la lisibilité du réseau pour les voyageurs,.
Le 16 avril 2018, la ligne 34 abandonne son tronçon entre la gare de Houilles - Carrières-sur-Seine et le lycée Les Pierres Vives de Carrières-sur-Seine au profit de la nouvelle ligne H du réseau de bus Bus en Seine.

### Ouverture à la concurrence
En raison de l'ouverture à la concurrence des transports en commun en Île-de-France, le réseau de bus Argenteuil - Boucles de Seine se substitue aux lignes des réseaux implantés autour des communes d'Argenteuil et de Sartrouville le 1er janvier 2022, correspondant à la délégation de service public numéro 33 établie par Île-de-France Mobilités. Un appel d'offres a donc été lancé par l'autorité organisatrice afin de désigner une entreprise qui succèdera à l'exploitation de entreprises présentes pour une durée de cinq ans. C'est finalement Keolis, via sa filiale Keolis Argenteuil Boucles de Seine, qui a été désigné lors du conseil d'administration du 11 février 2021. Au moment de son ouverture à la concurrence, le réseau se compose des lignes 1, 2, 3, 4, 5, 6, 7, 8, 9, 17, 18, 34, 501, 502 et 503 du réseau de bus R'Bus, des lignes A, B, C, D, E, F, G, H, J, K, L, M, P, T, S1, S2, S3, S4, S5, S6 et S7 du réseau de bus Bus en Seine, des lignes 2, 6 et 12 de l'Établissement Transdev de Conflans, de la ligne 20 du réseau de bus Entre Seine et Forêt, les lignes 37 et 40 de l'établissement Transdev de Nanterre et les lignes 1, 12, 56 et 57 de l'établissement Transdev de Montesson La Boucle.
L'exploitation du réseau est confrontée à de nombreux problèmes tels un manque de conducteurs, des conducteurs au comportement inapproprié, le non respect des horaires, services non assurés, etc. obligeant les élus de la communauté d'agglomération Saint-Germain Boucles de Seine, ouvertement insatisfaits de l'opérateur Keolis et qui demande à faire appliquer des pénalités, à demander en août 2022 à rencontrer le directeur général d'Île-de-France Mobilités afin de trouver une solution.
Le 30 juin 2023, la navette du Vésinet — mise en service le 13 octobre 2022 — disparaît faute de fréquentation tandis que celle de Houilles mise en service en même temps est pérennisée et est pleinement intégrée au réseau le 1er novembre 2023, devenant de ce fait la ligne N,.
Le 2 septembre 2024, les circuits scolaires du lycée Évariste Galois de Sartrouville sont remplacés par quatre nouvelles lignes régulières à vocation scolaire (60, 61, 62 et 63).
Le 3 Mars 2025, la ligne 262 du réseau de bus RATP est intégrée au réseau Argenteuil - Boucles de Seine.
En septembre 2025, les lignes du réseau d'Argenteuil - Boucles de Seine adopteront la nouvelle numérotation régionale. Les lignes urbaines seront indicées 64xx.

## Lignes du réseau

### Lignes régulières

#### Lignes à un chiffre
| Ligne | Caractéristiques | Caractéristiques                                                                             | Caractéristiques                                                                             | Caractéristiques                                                                             | Caractéristiques                                                                             | Caractéristiques                                                                             | Caractéristiques                                                                             | Caractéristiques                                                                             | Caractéristiques                                                                             |
| 1 (r) | Gare d'Argenteuil ⥋ Gare de Sartrouville (via Gare du Val d'Argenteuil) | Gare d'Argenteuil ⥋ Gare de Sartrouville (via Gare du Val d'Argenteuil)                      | Gare d'Argenteuil ⥋ Gare de Sartrouville (via Gare du Val d'Argenteuil)                      | Gare d'Argenteuil ⥋ Gare de Sartrouville (via Gare du Val d'Argenteuil)                      | Gare d'Argenteuil ⥋ Gare de Sartrouville (via Gare du Val d'Argenteuil)                      | Gare d'Argenteuil ⥋ Gare de Sartrouville (via Gare du Val d'Argenteuil)                      | Gare d'Argenteuil ⥋ Gare de Sartrouville (via Gare du Val d'Argenteuil)                      | Gare d'Argenteuil ⥋ Gare de Sartrouville (via Gare du Val d'Argenteuil)                      | Gare d'Argenteuil ⥋ Gare de Sartrouville (via Gare du Val d'Argenteuil)                      |
| ----- | --- | -------------------------------------------------------------------------------------------- | -------------------------------------------------------------------------------------------- | -------------------------------------------------------------------------------------------- | -------------------------------------------------------------------------------------------- | -------------------------------------------------------------------------------------------- | -------------------------------------------------------------------------------------------- | -------------------------------------------------------------------------------------------- | -------------------------------------------------------------------------------------------- |
| 1 (r) | Ouverture / Fermeture — / — | Longueur 11,95 km                                                                            | Durée 10-40 min                                                                              | Nb. d’arrêts 32                                                                              | Matériel GX 337 Elec Heuliez GX 137 Citaro Facelift                                          | Jours de fonctionnement L, Ma, Me, J, V, S, D                                                | Jour / Soir / Nuit / Fêtes O / N / N / O                                                     | Voy. / an —                                                                                  | Dépôt Argenteuil                                                                             |
| 1 (r) | Desserte : - Villes et lieux desservis : Sartrouville (Hôtel de Ville, Maison de quartier Le Tonnerre, Perception municipale, Centre commercial Carrefour, Collège Louis-Paulhan, Cimetière, Cité des Indes) et Argenteuil (Maison de quartier du Val d'Argent Nord, Sous-Préfecture, Centre commercial du Val d'Argent, Lycée professionnel Fernand-Léger, Bibliothèque municipale R. Desnos, Dispensaire municipal I. Lézine, Cimetière du Chemin Vert, Stade du Coudray) - Gares desservies : Sartrouville, Val d'Argenteuil et Argenteuil |                                                                                              |                                                                                              |                                                                                              |                                                                                              |                                                                                              |                                                                                              |                                                                                              |                                                                                              |
| 1 (r) | Autre : - Zone traversée : 4 - Arrêt non accessibles aux UFR : Jean Poulmarch - Amplitudes horaires : La ligne fonctionne du lundi au vendredi de 5 h à 23 h 5, le samedi de 6 h 5 à 22 h 35 et les dimanches et fêtes de 6 h 10 à 22 h 20. - Date de dernière mise à jour : 7 janvier 2024. |                                                                                              |                                                                                              |                                                                                              |                                                                                              |                                                                                              |                                                                                              |                                                                                              |                                                                                              |
| 1 (r) | Dernière actualisation : — |                                                                                              |                                                                                              |                                                                                              |                                                                                              |                                                                                              |                                                                                              |                                                                                              |                                                                                              |
| 2 (m) | Saint-Germain-en-Laye — Gare RER ⥋ Maisons-Laffitte — Gare RER SNCF | Saint-Germain-en-Laye — Gare RER ⥋ Maisons-Laffitte — Gare RER SNCF                          | Saint-Germain-en-Laye — Gare RER ⥋ Maisons-Laffitte — Gare RER SNCF                          | Saint-Germain-en-Laye — Gare RER ⥋ Maisons-Laffitte — Gare RER SNCF                          | Saint-Germain-en-Laye — Gare RER ⥋ Maisons-Laffitte — Gare RER SNCF                          | Saint-Germain-en-Laye — Gare RER ⥋ Maisons-Laffitte — Gare RER SNCF                          | Saint-Germain-en-Laye — Gare RER ⥋ Maisons-Laffitte — Gare RER SNCF                          | Saint-Germain-en-Laye — Gare RER ⥋ Maisons-Laffitte — Gare RER SNCF                          | Saint-Germain-en-Laye — Gare RER ⥋ Maisons-Laffitte — Gare RER SNCF                          |
| 2 (m) | Ouverture / Fermeture — / — | Longueur —                                                                                   | Durée 15-70 min                                                                              | Nb. d’arrêts 22                                                                              | Matériel 7900 Hybrid 7900A Hybrid Citaro Facelift Citaro G Facelift                          | Jours de fonctionnement L, Ma, Me, J, V, S, D                                                | Jour / Soir / Nuit / Fêtes O / N / N / O                                                     | Voy. / an —                                                                                  | Dépôt Montesson Les Rabaux                                                                   |
| 2 (m) | Desserte : - Villes et lieux desservis : Saint-Germain-en-Laye, Le Mesnil-le-Roi et Maisons-Laffitte - Gares desservies : Saint-Germain-en-Laye et Maisons-Laffitte |                                                                                              |                                                                                              |                                                                                              |                                                                                              |                                                                                              |                                                                                              |                                                                                              |                                                                                              |
| 2 (m) | Autre : - Zone traversée : 4 - Arrêts non accessibles aux UFR : — - Amplitudes horaires : La ligne fonctionne du lundi au vendredi de 6 h 25 à 20 h 45, le samedi de 6 h 35 à 20 h 15 et les dimanches et fêtes de 9 h 25 à 18 h. - Particularités : - Les arrêts Strasbourg - Curie, Belloy - Parc et Belloy - Grille Royale ne sont pas desservis le samedi après-midi ni les dimanches et fêtes. - Les arrêts Place Royale et Gambetta sont desservis du lundi au vendredi en période scolaire à certaines heures. - Il existe des servies du lundi au vendredi en période scolaire entre les établissements scolaires de Saint-Germain-en-Laye et Maisons-Laffitte — Gare RER SNCF / Maisons-Laffitte — Place Colbert. - Date de dernière mise à jour : 7 janvier 2024. |                                                                                              |                                                                                              |                                                                                              |                                                                                              |                                                                                              |                                                                                              |                                                                                              |                                                                                              |
| 2 (m) | Dernière actualisation : — |                                                                                              |                                                                                              |                                                                                              |                                                                                              |                                                                                              |                                                                                              |                                                                                              |                                                                                              |
| 2 (r) | Gare d'Argenteuil ⥋ Sannois — Le Moulin | Gare d'Argenteuil ⥋ Sannois — Le Moulin                                                      | Gare d'Argenteuil ⥋ Sannois — Le Moulin                                                      | Gare d'Argenteuil ⥋ Sannois — Le Moulin                                                      | Gare d'Argenteuil ⥋ Sannois — Le Moulin                                                      | Gare d'Argenteuil ⥋ Sannois — Le Moulin                                                      | Gare d'Argenteuil ⥋ Sannois — Le Moulin                                                      | Gare d'Argenteuil ⥋ Sannois — Le Moulin                                                      | Gare d'Argenteuil ⥋ Sannois — Le Moulin                                                      |
| 2 (r) | Ouverture / Fermeture — / — | Longueur 4,85 km                                                                             | Durée 15-23 min                                                                              | Nb. d’arrêts 15                                                                              | Matériel GX 337 Elec                                                                         | Jours de fonctionnement L, Ma, Me, J, V, S, D                                                | Jour / Soir / Nuit / Fêtes O / N / N / O                                                     | Voy. / an —                                                                                  | Dépôt Argenteuil                                                                             |
| 2 (r) | Desserte : - Villes et lieux desservis : Argenteuil (Hôtel de Ville, Mairie annexe des Coteaux, Sous-Préfecture, Perception municipale, Marché des Coteaux, Collège Carnot, Lycée polyvalent G. Braque, Bibliothèque E. Triolet, Dispensaire municipal F. Goulène, Paroisse des Coteaux, Collège Saint-Joseph) et Sannois - Gare desservie : Argenteuil |                                                                                              |                                                                                              |                                                                                              |                                                                                              |                                                                                              |                                                                                              |                                                                                              |                                                                                              |
| 2 (r) | Autre : - Zone traversée : 4 - Arrêts non accessibles aux UFR : Vers Sannois : Clemenceau, Pyrénées et Romain Rolland, et Joffre (vers Argenteuil) - Amplitudes horaires : La ligne fonctionne du lundi au vendredi de 5 h 20 à 22 h, le samedi de 5 h 45 à 22 h 10 et les dimanches et fêtes de 7 h 35 à 22 h 10. - Date de dernière mise à jour : 7 janvier 2024. |                                                                                              |                                                                                              |                                                                                              |                                                                                              |                                                                                              |                                                                                              |                                                                                              |                                                                                              |
| 2 (r) | Dernière actualisation : — |                                                                                              |                                                                                              |                                                                                              |                                                                                              |                                                                                              |                                                                                              |                                                                                              |                                                                                              |
| 3     | Gare de Cormeilles-en-Parisis ⥋ Pont de Bezons (T2) | Gare de Cormeilles-en-Parisis ⥋ Pont de Bezons (T2)                                          | Gare de Cormeilles-en-Parisis ⥋ Pont de Bezons (T2)                                          | Gare de Cormeilles-en-Parisis ⥋ Pont de Bezons (T2)                                          | Gare de Cormeilles-en-Parisis ⥋ Pont de Bezons (T2)                                          | Gare de Cormeilles-en-Parisis ⥋ Pont de Bezons (T2)                                          | Gare de Cormeilles-en-Parisis ⥋ Pont de Bezons (T2)                                          | Gare de Cormeilles-en-Parisis ⥋ Pont de Bezons (T2)                                          | Gare de Cormeilles-en-Parisis ⥋ Pont de Bezons (T2)                                          |
| 3     | Ouverture / Fermeture 19 novembre 2012 / — | Longueur 13,20 km                                                                            | Durée 30-40 min                                                                              | Nb. d’arrêts 25                                                                              | Matériel GX 137 L                                                                            | Jours de fonctionnement L, Ma, Me, J, V, S                                                   | Jour / Soir / Nuit / Fêtes O / O / N / N                                                     | Voy. / an —                                                                                  | Dépôt Argenteuil                                                                             |
| 3     | Desserte : - Villes et lieux desservis : Cormeilles-en-Parisis (Lycée Philippe Kieffer, Théâtre du Cormier, Collège Louis-Hayet, ZA des Champs Guillaume et zone d'habitation et commerciale des Bois Rochefort), Bezons (Complexe sportif Jean-Moulin, Stade Delaune, Collège H. Vallon, Lycée E. Ronceray), Argenteuil (Collège Albert-Camus) et Sartrouville (Z.A. des Sureaux) - Gares et station desservies : Cormeilles-en-Parisis et Pont de Bezons (T2) |                                                                                              |                                                                                              |                                                                                              |                                                                                              |                                                                                              |                                                                                              |                                                                                              |                                                                                              |
| 3     | Autre : - Zone traversée : 4 - Arrêts non accessibles aux UFR : — - Amplitudes horaires : La ligne fonctionne du lundi au vendredi de 5 h 20 à 0 h et le samedi de 6 h 20 à 0 h 30. - Particularités : Depuis le 26 août 2019, la ligne abandonne son parcours entre la gare de La Frette - Montigny et la gare de Cormeilles-en-Parisis et assure une meilleure desserte scolaire du collège Louis-Hayet. - Date de dernière mise à jour : 23 février 2022. |                                                                                              |                                                                                              |                                                                                              |                                                                                              |                                                                                              |                                                                                              |                                                                                              |                                                                                              |
| 3     | Dernière actualisation : — |                                                                                              |                                                                                              |                                                                                              |                                                                                              |                                                                                              |                                                                                              |                                                                                              |                                                                                              |
| 4     | Gare d'Argenteuil ⥋ Gare de Houilles - Carrières-sur-Seine (via Argenteuil - Val Notre-Dame) | Gare d'Argenteuil ⥋ Gare de Houilles - Carrières-sur-Seine (via Argenteuil - Val Notre-Dame) | Gare d'Argenteuil ⥋ Gare de Houilles - Carrières-sur-Seine (via Argenteuil - Val Notre-Dame) | Gare d'Argenteuil ⥋ Gare de Houilles - Carrières-sur-Seine (via Argenteuil - Val Notre-Dame) | Gare d'Argenteuil ⥋ Gare de Houilles - Carrières-sur-Seine (via Argenteuil - Val Notre-Dame) | Gare d'Argenteuil ⥋ Gare de Houilles - Carrières-sur-Seine (via Argenteuil - Val Notre-Dame) | Gare d'Argenteuil ⥋ Gare de Houilles - Carrières-sur-Seine (via Argenteuil - Val Notre-Dame) | Gare d'Argenteuil ⥋ Gare de Houilles - Carrières-sur-Seine (via Argenteuil - Val Notre-Dame) | Gare d'Argenteuil ⥋ Gare de Houilles - Carrières-sur-Seine (via Argenteuil - Val Notre-Dame) |
| 4     | Ouverture / Fermeture — / — | Longueur 11,95 km                                                                            | Durée 40-50 min                                                                              | Nb. d’arrêts 35                                                                              | Matériel GX 337 Elec                                                                         | Jours de fonctionnement L, Ma, Me, J, V, S, D                                                | Jour / Soir / Nuit / Fêtes O / O / N / O                                                     | Voy. / an —                                                                                  | Dépôt Argenteuil                                                                             |
| 4     | Desserte : - Villes et lieux desservis : Argenteuil (Hôtel de Ville, Perception municipale, Collège Carnot, Lycée polyvalent G. Braque, Bibliothèque E. Triolet, Dispensaire municipal F. Goulène, Hôpital Victor-Dupouy, Cimetière du Centre, Collège Eugénie-Cotton, Stade des Courlis), Bezons (Collège Gabriel-Péri, Théâtre Paul-Éluard, Lycée professionnel Grand Cerf, Polyclinique du Plateau) et Houilles (Zone d'activités commerciales Espace Sarrazin) - Gares desservies : Argenteuil et Houilles - Carrières-sur-Seine |                                                                                              |                                                                                              |                                                                                              |                                                                                              |                                                                                              |                                                                                              |                                                                                              |                                                                                              |
| 4     | Autre : - Zone traversée : 4 - Arrêt non accessible aux UFR : — - Amplitudes horaires : La ligne fonctionne du lundi au vendredi de 4 h 25 à 23 h 20, le samedi de 6 h à 23 h 15 et les dimanches et fêtes de 6 h 50 à 23 h 10. Particularités : Service partiel en direction d’Argenteuil entre Gare de Houilles - Courlis à 22 h 45 - Date de dernière mise à jour : 7 janvier 2024. |                                                                                              |                                                                                              |                                                                                              |                                                                                              |                                                                                              |                                                                                              |                                                                                              |                                                                                              |
| 4     | Dernière actualisation : — |                                                                                              |                                                                                              |                                                                                              |                                                                                              |                                                                                              |                                                                                              |                                                                                              |                                                                                              |
| 6 (m) | Maisons-Laffitte — Gare RER SNCF (circulaire) ⥋ via Le Mesnil-le-Roi | Maisons-Laffitte — Gare RER SNCF (circulaire) ⥋ via Le Mesnil-le-Roi                         | Maisons-Laffitte — Gare RER SNCF (circulaire) ⥋ via Le Mesnil-le-Roi                         | Maisons-Laffitte — Gare RER SNCF (circulaire) ⥋ via Le Mesnil-le-Roi                         | Maisons-Laffitte — Gare RER SNCF (circulaire) ⥋ via Le Mesnil-le-Roi                         | Maisons-Laffitte — Gare RER SNCF (circulaire) ⥋ via Le Mesnil-le-Roi                         | Maisons-Laffitte — Gare RER SNCF (circulaire) ⥋ via Le Mesnil-le-Roi                         | Maisons-Laffitte — Gare RER SNCF (circulaire) ⥋ via Le Mesnil-le-Roi                         | Maisons-Laffitte — Gare RER SNCF (circulaire) ⥋ via Le Mesnil-le-Roi                         |
| 6 (m) | Ouverture / Fermeture — / — | Longueur —                                                                                   | Durée 5-25 min                                                                               | Nb. d’arrêts 13                                                                              | Matériel 7900 Hybrid Citaro Facelift                                                         | Jours de fonctionnement L, Ma, Me, J, V                                                      | Jour / Soir / Nuit / Fêtes O / N / N / N                                                     | Voy. / an —                                                                                  | Dépôt Montesson Les Rabaux                                                                   |
| 6 (m) | Desserte : - Villes et lieux desservis : Maisons-Laffitte et Le Mesnil-le-Roi - Gare desservie : Maisons-Laffitte |                                                                                              |                                                                                              |                                                                                              |                                                                                              |                                                                                              |                                                                                              |                                                                                              |                                                                                              |
| 6 (m) | Autre : - Zone traversée : 4 - Arrêts non accessibles aux UFR : — - Amplitudes horaires : La ligne fonctionne du lundi au vendredi de 6 h 5 à 21 h 5. - Particularités : L'arrêt Cocteau est desservi à certaines heures en période scolaire. - Date de dernière mise à jour : 7 janvier 2024. |                                                                                              |                                                                                              |                                                                                              |                                                                                              |                                                                                              |                                                                                              |                                                                                              |                                                                                              |
| 6 (m) | Dernière actualisation : — |                                                                                              |                                                                                              |                                                                                              |                                                                                              |                                                                                              |                                                                                              |                                                                                              |                                                                                              |
| 6 (r) | Gare d'Argenteuil ⥋ Gare de Houilles - Carrières-sur-Seine (via Pont de Bezons (T2)) | Gare d'Argenteuil ⥋ Gare de Houilles - Carrières-sur-Seine (via Pont de Bezons (T2))         | Gare d'Argenteuil ⥋ Gare de Houilles - Carrières-sur-Seine (via Pont de Bezons (T2))         | Gare d'Argenteuil ⥋ Gare de Houilles - Carrières-sur-Seine (via Pont de Bezons (T2))         | Gare d'Argenteuil ⥋ Gare de Houilles - Carrières-sur-Seine (via Pont de Bezons (T2))         | Gare d'Argenteuil ⥋ Gare de Houilles - Carrières-sur-Seine (via Pont de Bezons (T2))         | Gare d'Argenteuil ⥋ Gare de Houilles - Carrières-sur-Seine (via Pont de Bezons (T2))         | Gare d'Argenteuil ⥋ Gare de Houilles - Carrières-sur-Seine (via Pont de Bezons (T2))         | Gare d'Argenteuil ⥋ Gare de Houilles - Carrières-sur-Seine (via Pont de Bezons (T2))         |
| 6 (r) | Ouverture / Fermeture 19 novembre 2012 / — | Longueur 10,10 km                                                                            | Durée 25-35 min                                                                              | Nb. d’arrêts 11                                                                              | Matériel GX 337 Elec                                                                         | Jours de fonctionnement L, Ma, Me, J, V, S                                                   | Jour / Soir / Nuit / Fêtes O / N / N / N                                                     | Voy. / an —                                                                                  | Dépôt Argenteuil                                                                             |
| 6 (r) | Desserte : - Villes et lieux desservis : Houilles (Zone d'activités commerciales Espace Sarrazin), Bezons (Hôtel de Ville, Hôtel d'agglomération Argenteuil-Bezons, Lycée E. Ronceray, Lycée du Grand Cerf) et Argenteuil (Parc d'activités des Berges de Seine) - Station et gares desservies : Argenteuil, Pont de Bezons (T2) et Houilles - Carrières-sur-Seine |                                                                                              |                                                                                              |                                                                                              |                                                                                              |                                                                                              |                                                                                              |                                                                                              |                                                                                              |
| 6 (r) | Autre : - Zone traversée : 4 - Arrêts non accessibles aux UFR : La Fontaine, Calmette, Grand Cerf (vers Houilles), Zola (vers Houilles) et Grâce de Dieu (vers Argenteuil) - Amplitudes horaires : La ligne fonctionne du lundi au vendredi de 5 h 25 à 22 h 25 et le samedi de 6 h à 22 h 15. - Date de dernière mise à jour : 7 janvier 2024. |                                                                                              |                                                                                              |                                                                                              |                                                                                              |                                                                                              |                                                                                              |                                                                                              |                                                                                              |
| 6 (r) | Dernière actualisation : — |                                                                                              |                                                                                              |                                                                                              |                                                                                              |                                                                                              |                                                                                              |                                                                                              |                                                                                              |
| 7     | Gare d'Argenteuil ⥋ Gare d'Enghien-les-Bains | Gare d'Argenteuil ⥋ Gare d'Enghien-les-Bains                                                 | Gare d'Argenteuil ⥋ Gare d'Enghien-les-Bains                                                 | Gare d'Argenteuil ⥋ Gare d'Enghien-les-Bains                                                 | Gare d'Argenteuil ⥋ Gare d'Enghien-les-Bains                                                 | Gare d'Argenteuil ⥋ Gare d'Enghien-les-Bains                                                 | Gare d'Argenteuil ⥋ Gare d'Enghien-les-Bains                                                 | Gare d'Argenteuil ⥋ Gare d'Enghien-les-Bains                                                 | Gare d'Argenteuil ⥋ Gare d'Enghien-les-Bains                                                 |
| 7     | Ouverture / Fermeture — / — | Longueur 6,80 km                                                                             | Durée 20-30 min                                                                              | Nb. d’arrêts 17                                                                              | Matériel Lion's City Citaro Facelift Citaro C2                                               | Jours de fonctionnement L, Ma, Me, J, V, S, D                                                | Jour / Soir / Nuit / Fêtes O / O / N / O                                                     | Voy. / an —                                                                                  | Dépôt Argenteuil                                                                             |
| 7     | Desserte : - Ville et lieux desservis : Argenteuil (Gare d'Argenteuil, Collège Irène Joliot-Curie), Épinay-sur-Seine, Enghien-les-Bains (Bibliothèque municipale, Casino municipal, Établissement thermal, Hôtel de Ville) - Station et gares desservies : Épinay - Orgemont (T8), Argenteuil et Enghien-les-Bains |                                                                                              |                                                                                              |                                                                                              |                                                                                              |                                                                                              |                                                                                              |                                                                                              |                                                                                              |
| 7     | Autre : - Zone traversée : 4 - Arrêts non accessibles aux UFR : Place Chauvelot et Cygne d'Enghien - Amplitudes horaires : La ligne fonctionne du lundi au vendredi de 4 h 40 à 1 h 45, le samedi de 5 h à 1 h 45 et les dimanches et fêtes de 6 h 30 à 1 h 50. - Date de dernière mise à jour : 23 février 2022. |                                                                                              |                                                                                              |                                                                                              |                                                                                              |                                                                                              |                                                                                              |                                                                                              |                                                                                              |
| 7     | Dernière actualisation : — |                                                                                              |                                                                                              |                                                                                              |                                                                                              |                                                                                              |                                                                                              |                                                                                              |                                                                                              |
| 8     | Gare d'Argenteuil ⥋ Argenteuil — Berionne | Gare d'Argenteuil ⥋ Argenteuil — Berionne                                                    | Gare d'Argenteuil ⥋ Argenteuil — Berionne                                                    | Gare d'Argenteuil ⥋ Argenteuil — Berionne                                                    | Gare d'Argenteuil ⥋ Argenteuil — Berionne                                                    | Gare d'Argenteuil ⥋ Argenteuil — Berionne                                                    | Gare d'Argenteuil ⥋ Argenteuil — Berionne                                                    | Gare d'Argenteuil ⥋ Argenteuil — Berionne                                                    | Gare d'Argenteuil ⥋ Argenteuil — Berionne                                                    |
| 8     | Ouverture / Fermeture — / — | Longueur 8,45 km                                                                             | Durée 25-35 min                                                                              | Nb. d’arrêts 23                                                                              | Matériel Lion's City L Citaro Facelift Citaro G Citaro G Facelift                            | Jours de fonctionnement L, Ma, Me, J, V, S, D                                                | Jour / Soir / Nuit / Fêtes O / O / N / O                                                     | Voy. / an —                                                                                  | Dépôt Argenteuil                                                                             |
| 8     | Desserte : - Ville et lieux desservis : Argenteuil (Hôtel de Ville, Cimetière du Chemin Vert, Sous-Préfecture, Dispensaire municipal I. Lézine, Bibliothèque municipale R. Desnos, Centre commercial du Val d'argent, Maison de quartier du Val d'Argent, Lycée Cognac-Jay, Conservatoire, Centre culturel Jean-Vilar, Hôpital Victor-Dupouy, Collège Eugénie-Cotton, Lycée Fernand-Léger, Lycée Daubié, Stade Pierre-de-Coubertin, Collège Claude-Monet, Espace Monti) - Gares desservies : Val d'Argenteuil et Argenteuil |                                                                                              |                                                                                              |                                                                                              |                                                                                              |                                                                                              |                                                                                              |                                                                                              |                                                                                              |
| 8     | Autre : - Zone traversée : 4 - Arrêts non accessibles aux UFR : Charcot (vers Berionne) et Prudhon (vers Berionne) - Amplitudes horaires : La ligne fonctionne du lundi au vendredi de 4 h 20 à 1 h 55, le samedi de 5 h à 1 h 50 et les dimanches et fêtes 5 h 20 à 1 h 45. - Particularités : La ligne est déviée entre les arrêts Petit Marly et J. Borderel les vendredis et dimanches matin de marchés. Cette déviation a été mise en place en 2001 par l'Association des usagers des transports d'Argenteuil. - Date de dernière mise à jour : 23 février 2022. |                                                                                              |                                                                                              |                                                                                              |                                                                                              |                                                                                              |                                                                                              |                                                                                              |                                                                                              |
| 8     | Dernière actualisation : — |                                                                                              |                                                                                              |                                                                                              |                                                                                              |                                                                                              |                                                                                              |                                                                                              |                                                                                              |
| 9     | Gare d'Argenteuil ⥋ Gare de Sartrouville (via Argenteuil - Val Notre-Dame) | Gare d'Argenteuil ⥋ Gare de Sartrouville (via Argenteuil - Val Notre-Dame)                   | Gare d'Argenteuil ⥋ Gare de Sartrouville (via Argenteuil - Val Notre-Dame)                   | Gare d'Argenteuil ⥋ Gare de Sartrouville (via Argenteuil - Val Notre-Dame)                   | Gare d'Argenteuil ⥋ Gare de Sartrouville (via Argenteuil - Val Notre-Dame)                   | Gare d'Argenteuil ⥋ Gare de Sartrouville (via Argenteuil - Val Notre-Dame)                   | Gare d'Argenteuil ⥋ Gare de Sartrouville (via Argenteuil - Val Notre-Dame)                   | Gare d'Argenteuil ⥋ Gare de Sartrouville (via Argenteuil - Val Notre-Dame)                   | Gare d'Argenteuil ⥋ Gare de Sartrouville (via Argenteuil - Val Notre-Dame)                   |
| 9     | Ouverture / Fermeture — / — | Longueur 11 km                                                                               | Durée 35-45 min                                                                              | Nb. d’arrêts 29                                                                              | Matériel Lion's City L GX 437 Citaro G Citaro G Facelift Citaro G C2                         | Jours de fonctionnement L, Ma, Me, J, V, S, D                                                | Jour / Soir / Nuit / Fêtes O / O / N / O                                                     | Voy. / an —                                                                                  | Dépôt Argenteuil                                                                             |
| 9     | Desserte : - Villes et lieux desservis : Sartrouville (Mairie, Mairie annexe du Plateau, Marché de la Gare, Bibliothèque municipale, Collège R. Rolland, Lycée professionnel Jules-Verne, Collège Louis-Paulhan, Maison du Citoyen, Centre municipal de Santé) et Argenteuil (Basilique Saint-Denis, Cimetière du Centre, Dispensaire municipal F. Goulène, Lycée polyvalent G. Braque, Collège Carnot, Sous-Préfecture, Collège Albert-Camus, Lycée Jean-Jaurès, Collège Vaillant-Couturier, Mairie annexe du Val Notre-Dame, Mairie) - Gares desservies : Sartrouville et Argenteuil |                                                                                              |                                                                                              |                                                                                              |                                                                                              |                                                                                              |                                                                                              |                                                                                              |                                                                                              |
| 9     | Autre : - Zone traversée : 4 - Arrêts non accessibles aux UFR : Hôtel de Ville, Bordin (vers Sartrouville), Quatre Chemins (vers Sartrouville), Val Notre-Dame (vers Sartrouville) - Amplitudes horaires : La ligne fonctionne du lundi au vendredi de 4 h 30 à 1 h 40, le samedi de 4 h 30 à 1 h 40 et les dimanches et fêtes 5 h 30 à 1 h 45. - Date de dernière mise à jour : 23 février 2022. |                                                                                              |                                                                                              |                                                                                              |                                                                                              |                                                                                              |                                                                                              |                                                                                              |                                                                                              |
| 9     | Dernière actualisation : — |                                                                                              |                                                                                              |                                                                                              |                                                                                              |                                                                                              |                                                                                              |                                                                                              |                                                                                              |

#### Lignes à deux chiffres
| Ligne  | Caractéristiques | Caractéristiques                                                                               | Caractéristiques                                                                               | Caractéristiques                                                                               | Caractéristiques                                                                               | Caractéristiques                                                                               | Caractéristiques                                                                               | Caractéristiques                                                                               | Caractéristiques                                                                               |
| 12 (m) | Maisons-Laffitte — Gare RER SNCF (circulaire) ⥋ via Maisons-Laffitte | Maisons-Laffitte — Gare RER SNCF (circulaire) ⥋ via Maisons-Laffitte                           | Maisons-Laffitte — Gare RER SNCF (circulaire) ⥋ via Maisons-Laffitte                           | Maisons-Laffitte — Gare RER SNCF (circulaire) ⥋ via Maisons-Laffitte                           | Maisons-Laffitte — Gare RER SNCF (circulaire) ⥋ via Maisons-Laffitte                           | Maisons-Laffitte — Gare RER SNCF (circulaire) ⥋ via Maisons-Laffitte                           | Maisons-Laffitte — Gare RER SNCF (circulaire) ⥋ via Maisons-Laffitte                           | Maisons-Laffitte — Gare RER SNCF (circulaire) ⥋ via Maisons-Laffitte                           | Maisons-Laffitte — Gare RER SNCF (circulaire) ⥋ via Maisons-Laffitte                           |
| ------ | --- | ---------------------------------------------------------------------------------------------- | ---------------------------------------------------------------------------------------------- | ---------------------------------------------------------------------------------------------- | ---------------------------------------------------------------------------------------------- | ---------------------------------------------------------------------------------------------- | ---------------------------------------------------------------------------------------------- | ---------------------------------------------------------------------------------------------- | ---------------------------------------------------------------------------------------------- |
| 12 (m) | Ouverture / Fermeture — / — | Longueur —                                                                                     | Durée 10-45 min                                                                                | Nb. d’arrêts 26                                                                                | Matériel Citaro Facelift                                                                       | Jours de fonctionnement L, Ma, Me, J, V, S, D                                                  | Jour / Soir / Nuit / Fêtes O / N / N / O                                                       | Voy. / an —                                                                                    | Dépôt Montesson                                                                                |
| 12 (m) | Desserte : - Ville et lieux desservis : Maisons-Laffitte - Gare desservie : Maisons-Laffitte |                                                                                                |                                                                                                |                                                                                                |                                                                                                |                                                                                                |                                                                                                |                                                                                                |                                                                                                |
| 12 (m) | Autre : - Zone traversée : 4 - Arrêts non accessibles aux UFR : — - Amplitudes horaires : La ligne fonctionne du lundi au vendredi de 6 h à 21 h, le samedi de 6 h 30 à 20 h 50 et les dimanches et fêtes de 9 h 5 à 18 h 30. - Particularités : - L'arrêt Lesage est desservi du lundi au vendredi aux heures de pointe. - Les arrêts entre Rue Saint-Nicolas et Club des Anciens sont desservis du lundi au samedi. - Les parcours de la ligne se décomposent comme suit : - Une circulaire entre la gare et le quartier du Parc du Château ; - Une circulaire entre la gare et les quartiers du Petit Parc et du Parc du Château ; - Une circulaire entre la gare et le quartier Saint-Nicolas - Date de dernière mise à jour : 1er novembre 2023. |                                                                                                |                                                                                                |                                                                                                |                                                                                                |                                                                                                |                                                                                                |                                                                                                |                                                                                                |
| 12 (m) | Dernière actualisation : — |                                                                                                |                                                                                                |                                                                                                |                                                                                                |                                                                                                |                                                                                                |                                                                                                |                                                                                                |
| 17     | Gare du Val d'Argenteuil (circulaire) ⥋ via Parc d'activités du Val d'Argent | Gare du Val d'Argenteuil (circulaire) ⥋ via Parc d'activités du Val d'Argent                   | Gare du Val d'Argenteuil (circulaire) ⥋ via Parc d'activités du Val d'Argent                   | Gare du Val d'Argenteuil (circulaire) ⥋ via Parc d'activités du Val d'Argent                   | Gare du Val d'Argenteuil (circulaire) ⥋ via Parc d'activités du Val d'Argent                   | Gare du Val d'Argenteuil (circulaire) ⥋ via Parc d'activités du Val d'Argent                   | Gare du Val d'Argenteuil (circulaire) ⥋ via Parc d'activités du Val d'Argent                   | Gare du Val d'Argenteuil (circulaire) ⥋ via Parc d'activités du Val d'Argent                   | Gare du Val d'Argenteuil (circulaire) ⥋ via Parc d'activités du Val d'Argent                   |
| 17     | Ouverture / Fermeture 24 août 2009 / — | Longueur 4,70 km                                                                               | Durée 10-15 min                                                                                | Nb. d’arrêts 12                                                                                | Matériel GX 137 L                                                                              | Jours de fonctionnement L, Ma, Me, J, V                                                        | Jour / Soir / Nuit / Fêtes O / N / N / N                                                       | Voy. / an —                                                                                    | Dépôt Argenteuil                                                                               |
| 17     | Desserte : - Ville et lieux desservis : Argenteuil (Parc d'activités du Val d'Argent, Centre d'aide par le travail, Les Ateliers de Jolival) - Gare desservie : Val d'Argenteuil |                                                                                                |                                                                                                |                                                                                                |                                                                                                |                                                                                                |                                                                                                |                                                                                                |                                                                                                |
| 17     | Autre : - Zone traversée : 4 - Arrêt non accessible aux UFR : — - Amplitudes horaires : La ligne fonctionne du lundi au vendredi de 5 h 55 à 9 h 50 puis de 15 h 25 à 19 h 35. - Date de dernière mise à jour : 23 février 2022. |                                                                                                |                                                                                                |                                                                                                |                                                                                                |                                                                                                |                                                                                                |                                                                                                |                                                                                                |
| 17     | Dernière actualisation : — |                                                                                                |                                                                                                |                                                                                                |                                                                                                |                                                                                                |                                                                                                |                                                                                                |                                                                                                |
| 18     | Gare d'Argenteuil ⥋ Argenteuil — Champagne - Rousillon | Gare d'Argenteuil ⥋ Argenteuil — Champagne - Rousillon                                         | Gare d'Argenteuil ⥋ Argenteuil — Champagne - Rousillon                                         | Gare d'Argenteuil ⥋ Argenteuil — Champagne - Rousillon                                         | Gare d'Argenteuil ⥋ Argenteuil — Champagne - Rousillon                                         | Gare d'Argenteuil ⥋ Argenteuil — Champagne - Rousillon                                         | Gare d'Argenteuil ⥋ Argenteuil — Champagne - Rousillon                                         | Gare d'Argenteuil ⥋ Argenteuil — Champagne - Rousillon                                         | Gare d'Argenteuil ⥋ Argenteuil — Champagne - Rousillon                                         |
| 18     | Ouverture / Fermeture — / — | Longueur 4,15 km                                                                               | Durée 10-15 min                                                                                | Nb. d’arrêts 14                                                                                | Matériel GX 337 Elec Citaro Facelift                                                           | Jours de fonctionnement L, Ma, Me, J, V, S, D                                                  | Jour / Soir / Nuit / Fêtes O / N / N / O                                                       | Voy. / an —                                                                                    | Dépôt Argenteuil                                                                               |
| 18     | Desserte : - Ville et lieux desservis : Argenteuil (Sous-Préfecture, Centre aquatique Y. Gagarine, Gymnase des Châtaigniers, École Lapierre, Musée du Vieil Argenteuil, Collège Ariane) - Gare desservie : Argenteuil |                                                                                                |                                                                                                |                                                                                                |                                                                                                |                                                                                                |                                                                                                |                                                                                                |                                                                                                |
| 18     | Autre : - Zone traversée : 4 - Arrêt non accessibles aux UFR : Cloviers (vers Champagne - Rousillon) - Amplitudes horaires : La ligne fonctionne du lundi au vendredi de 5 h à 22 h 10, le samedi de 5 h 55 à 21 h 50 et les dimanches et fêtes 7 h 25 à 22 h 5. - Date de dernière mise à jour : 23 février 2022. |                                                                                                |                                                                                                |                                                                                                |                                                                                                |                                                                                                |                                                                                                |                                                                                                |                                                                                                |
| 18     | Dernière actualisation : — |                                                                                                |                                                                                                |                                                                                                |                                                                                                |                                                                                                |                                                                                                |                                                                                                |                                                                                                |
| 20     | Gare du Vésinet - Le Pecq ⥋ Gare du Vésinet-Centre | Gare du Vésinet - Le Pecq ⥋ Gare du Vésinet-Centre                                             | Gare du Vésinet - Le Pecq ⥋ Gare du Vésinet-Centre                                             | Gare du Vésinet - Le Pecq ⥋ Gare du Vésinet-Centre                                             | Gare du Vésinet - Le Pecq ⥋ Gare du Vésinet-Centre                                             | Gare du Vésinet - Le Pecq ⥋ Gare du Vésinet-Centre                                             | Gare du Vésinet - Le Pecq ⥋ Gare du Vésinet-Centre                                             | Gare du Vésinet - Le Pecq ⥋ Gare du Vésinet-Centre                                             | Gare du Vésinet - Le Pecq ⥋ Gare du Vésinet-Centre                                             |
| 20     | Ouverture / Fermeture 2 septembre 2019 / — | Longueur —                                                                                     | Durée 10-25 min                                                                                | Nb. d’arrêts 22                                                                                | Matériel GX 137                                                                                | Jours de fonctionnement L, Ma, Me, J, V                                                        | Jour / Soir / Nuit / Fêtes O / N / N / N                                                       | Voy. / an —                                                                                    | Dépôt Montesson                                                                                |
| 20     | Desserte : - Villes et lieux desservis : Le Vésinet, Le Pecq et Croissy-sur-Seine - Gares desservies : Le Vésinet - Le Pecq et Vésinet-Centre |                                                                                                |                                                                                                |                                                                                                |                                                                                                |                                                                                                |                                                                                                |                                                                                                |                                                                                                |
| 20     | Autre : - Zone traversée : 4 - Arrêts non accessibles aux UFR : Aligre, Verdun, Liberté, Chemin de Ronde et Allée des Machines - Amplitudes horaires : La ligne est en service du lundi au vendredi de 6 h 35 à 20 h 25. - Particularités : L'arrêt Hameau Sisley - Collège P. et M. Curie est desservi à certaines heures. - Date de dernière mise à jour : 23 février 2022. |                                                                                                |                                                                                                |                                                                                                |                                                                                                |                                                                                                |                                                                                                |                                                                                                |                                                                                                |
| 20     | Dernière actualisation : — |                                                                                                |                                                                                                |                                                                                                |                                                                                                |                                                                                                |                                                                                                |                                                                                                |                                                                                                |
| 25     | Gare de Sartrouville ⥋ via Trembleaux (Sens Horaire - Circulaire) | Gare de Sartrouville ⥋ via Trembleaux (Sens Horaire - Circulaire)                              | Gare de Sartrouville ⥋ via Trembleaux (Sens Horaire - Circulaire)                              | Gare de Sartrouville ⥋ via Trembleaux (Sens Horaire - Circulaire)                              | Gare de Sartrouville ⥋ via Trembleaux (Sens Horaire - Circulaire)                              | Gare de Sartrouville ⥋ via Trembleaux (Sens Horaire - Circulaire)                              | Gare de Sartrouville ⥋ via Trembleaux (Sens Horaire - Circulaire)                              | Gare de Sartrouville ⥋ via Trembleaux (Sens Horaire - Circulaire)                              | Gare de Sartrouville ⥋ via Trembleaux (Sens Horaire - Circulaire)                              |
| 25     | Ouverture / Fermeture 6 janvier 2025 / — | Longueur —                                                                                     | Durée 10-26 min                                                                                | Nb. d’arrêts 26                                                                                | Matériel GX 137                                                                                | Jours de fonctionnement L, Ma, Me, J, V, S, D                                                  | Jour / Soir / Nuit / Fêtes O / O / N / N                                                       | Voy. / an —                                                                                    | Dépôt Montesson                                                                                |
| 25     | Desserte : - Villes et lieux desservis : Sartrouville - Gares desservis : Sartrouville |                                                                                                |                                                                                                |                                                                                                |                                                                                                |                                                                                                |                                                                                                |                                                                                                |                                                                                                |
| 25     | Autre : - Zone traversée : 4 - Arrêts non accessibles aux UFR : Aucun - Amplitudes horaires : La ligne est en service du Lundi au Vendredi en période scolaire et petites vacances scolaire de 4 h 45 à 22 h, le Samedi en période scolaire et petites vacances scolaires de 5 h à 22 h et le Dimanche en période scolaire et petites vacances scolaires de 5 h à 21 h 20 - Date de dernière mise à jour : 6 janvier 2025. |                                                                                                |                                                                                                |                                                                                                |                                                                                                |                                                                                                |                                                                                                |                                                                                                |                                                                                                |
| 25     | Dernière actualisation : — |                                                                                                |                                                                                                |                                                                                                |                                                                                                |                                                                                                |                                                                                                |                                                                                                |                                                                                                |
| 26     | Gare de Sartrouville ⥋ via Trembleaux (Sens Anti-Horaire - Circulaire) | Gare de Sartrouville ⥋ via Trembleaux (Sens Anti-Horaire - Circulaire)                         | Gare de Sartrouville ⥋ via Trembleaux (Sens Anti-Horaire - Circulaire)                         | Gare de Sartrouville ⥋ via Trembleaux (Sens Anti-Horaire - Circulaire)                         | Gare de Sartrouville ⥋ via Trembleaux (Sens Anti-Horaire - Circulaire)                         | Gare de Sartrouville ⥋ via Trembleaux (Sens Anti-Horaire - Circulaire)                         | Gare de Sartrouville ⥋ via Trembleaux (Sens Anti-Horaire - Circulaire)                         | Gare de Sartrouville ⥋ via Trembleaux (Sens Anti-Horaire - Circulaire)                         | Gare de Sartrouville ⥋ via Trembleaux (Sens Anti-Horaire - Circulaire)                         |
| 26     | Ouverture / Fermeture 6 janvier 2025 / — | Longueur —                                                                                     | Durée 10-26 min                                                                                | Nb. d’arrêts 25                                                                                | Matériel GX 137                                                                                | Jours de fonctionnement L, Ma, Me, J, V, S, D                                                  | Jour / Soir / Nuit / Fêtes O / O / N / N                                                       | Voy. / an —                                                                                    | Dépôt Montesson                                                                                |
| 26     | Desserte : - Villes et lieux desservis : Sartrouville - Gares desservis : Sartrouville |                                                                                                |                                                                                                |                                                                                                |                                                                                                |                                                                                                |                                                                                                |                                                                                                |                                                                                                |
| 26     | Autre : - Zone traversée : 4 - Arrêts non accessibles aux UFR : Aucun - Amplitudes horaires : La ligne est en service du Lundi au Vendredi en période scolaire et petites vacances scolaire de 5 h 30 à 22 h 8, le Samedi en période scolaire et petites vacances scolaires de 5 h 20 à 21 h 55 et le Dimanche en période scolaire et petites vacances scolaires de 5 h 35 à 22 h - Date de dernière mise à jour : 6 janvier 2025. |                                                                                                |                                                                                                |                                                                                                |                                                                                                |                                                                                                |                                                                                                |                                                                                                |                                                                                                |
| 26     | Dernière actualisation : — |                                                                                                |                                                                                                |                                                                                                |                                                                                                |                                                                                                |                                                                                                |                                                                                                |                                                                                                |
| 34     | Argenteuil — Marché des Côteaux ⥋ Gare de Houilles - Carrières-sur-Seine / Pont de Bezons (T2) | Argenteuil — Marché des Côteaux ⥋ Gare de Houilles - Carrières-sur-Seine / Pont de Bezons (T2) | Argenteuil — Marché des Côteaux ⥋ Gare de Houilles - Carrières-sur-Seine / Pont de Bezons (T2) | Argenteuil — Marché des Côteaux ⥋ Gare de Houilles - Carrières-sur-Seine / Pont de Bezons (T2) | Argenteuil — Marché des Côteaux ⥋ Gare de Houilles - Carrières-sur-Seine / Pont de Bezons (T2) | Argenteuil — Marché des Côteaux ⥋ Gare de Houilles - Carrières-sur-Seine / Pont de Bezons (T2) | Argenteuil — Marché des Côteaux ⥋ Gare de Houilles - Carrières-sur-Seine / Pont de Bezons (T2) | Argenteuil — Marché des Côteaux ⥋ Gare de Houilles - Carrières-sur-Seine / Pont de Bezons (T2) | Argenteuil — Marché des Côteaux ⥋ Gare de Houilles - Carrières-sur-Seine / Pont de Bezons (T2) |
| 34     | Ouverture / Fermeture — / — | Longueur 13 km                                                                                 | Durée 15-60 min                                                                                | Nb. d’arrêts 36                                                                                | Matériel Citaro Facelift                                                                       | Jours de fonctionnement L, Ma, Me, J, V, S, D                                                  | Jour / Soir / Nuit / Fêtes O / N / N / O                                                       | Voy. / an —                                                                                    | Dépôt Argenteuil                                                                               |
| 34     | Desserte : - Villes et lieux desservis : Houilles, Bezons (Collège H. Vallon, Lycée E. Ronceray, Complexe sportif Jean-Moulin) et Argenteuil (Hôpital Victor-Dupouy, Lycée Jean-Jaurès, Lycée F. Léger, Collège Lucie-Aubrac, Collège Jean-Jacques-Rousseau, Stade du Marais, Collège Eugénie-Cotton, Patinoire, Lycée J. V. Daubié) - Station et gares desservies : Pont de Bezons (T2), Houilles - Carrières-sur-Seine et Val d'Argenteuil |                                                                                                |                                                                                                |                                                                                                |                                                                                                |                                                                                                |                                                                                                |                                                                                                |                                                                                                |
| 34     | Autre : - Zone traversée : 4 - Arrêt non accessible aux UFR : — - Amplitudes horaires : La ligne fonctionne du lundi au vendredi de 5 h 30 à 23 h 10, le samedi de 6 h 30 à 21 h 55 et les dimanches et fêtes de 7 h à 21 h 25. - Particularités : - Le dimanche, la ligne est limitée au tronçon Pont de Bezons - Marché des Côteaux. - Il existe une desserte scolaire entre Jean Lurçat et Pont de Bezons qui est effectuée du lundi au vendredi de 7 h 30 à 8 h 15 puis de 16 h 50 à 17 h 35 / 12 h 45 à 13 h 10 (le mercredi uniquement) et le samedi de 7 h 55 à 8 h 10 puis de 12 h 45 à 13 h 10. - Historique : La ligne a repris l'itinéraire de l'ancienne ligne de bus 363 de la RATP le 19 novembre 2012 lors de l'arrivée du T2 à Pont de Bezons. Depuis le 16 avril 2018, la ligne abandonne le tronçon entre la gare de Houilles - Carrières-sur-Seine et le lycée « Les Pierres Vives », itinéraire repris par la ligne H du réseau de bus Bus en Seine. - Date de dernière mise à jour : 23 février 2022. |                                                                                                |                                                                                                |                                                                                                |                                                                                                |                                                                                                |                                                                                                |                                                                                                |                                                                                                |
| 34     | Dernière actualisation : — |                                                                                                |                                                                                                |                                                                                                |                                                                                                |                                                                                                |                                                                                                |                                                                                                |                                                                                                |

#### Lignes à trois chiffres
| Ligne | Caractéristiques | Caractéristiques                          | Caractéristiques                          | Caractéristiques                          | Caractéristiques                          | Caractéristiques                              | Caractéristiques                          | Caractéristiques                          | Caractéristiques                          |
| 262   | Gare de Maisons-Laffitte ⥋ Pont de Bezons | Gare de Maisons-Laffitte ⥋ Pont de Bezons | Gare de Maisons-Laffitte ⥋ Pont de Bezons | Gare de Maisons-Laffitte ⥋ Pont de Bezons | Gare de Maisons-Laffitte ⥋ Pont de Bezons | Gare de Maisons-Laffitte ⥋ Pont de Bezons     | Gare de Maisons-Laffitte ⥋ Pont de Bezons | Gare de Maisons-Laffitte ⥋ Pont de Bezons | Gare de Maisons-Laffitte ⥋ Pont de Bezons |
| ----- | --- | ----------------------------------------- | ----------------------------------------- | ----------------------------------------- | ----------------------------------------- | --------------------------------------------- | ----------------------------------------- | ----------------------------------------- | ----------------------------------------- |
| 262   | Ouverture / Fermeture 3 mars 2025 / — | Longueur —                                | Durée 25-40 min                           | Nb. d’arrêts 18                           | Matériel Standards                        | Jours de fonctionnement L, Ma, Me, J, V, S, D | Jour / Soir / Nuit / Fêtes O / O / N / O  | Voy. / an —                               | Dépôt Montesson                           |
| 262   | Desserte : - Villes et lieux desservis : Maisons-Laffitte, Sartrouville, Houilles et Bezons. - Station et gares desservies : Maisons-Laffitte et Pont de Bezons (T2). |                                           |                                           |                                           |                                           |                                               |                                           |                                           |                                           |
| 262   | Autre : - Zone traversée : 4 - Arrêt non accessible aux UFR : — - Amplitudes horaires : La ligne fonctionne du lundi au vendredi de 5 h 0 à 22 h 2, le samedi de 5 h 0 à 21 h 45 et les dimanches et fêtes de 6 h 0 à 21 h 35. - Historique : La ligne est intégrée au réseau de bus Argenteuil - Boucles de Seine opéré par Keolis Argenteuil Boucles de Seine le 3 mars 2025 suite à son transfert depuis le réseau de bus RATP. - Date de dernière mise à jour : 17 mars 2025. |                                           |                                           |                                           |                                           |                                               |                                           |                                           |                                           |
| 262   | Dernière actualisation : — |                                           |                                           |                                           |                                           |                                               |                                           |                                           |                                           |

#### Lignes à lettres
| Ligne | Caractéristiques | Caractéristiques                                                                                          | Caractéristiques                                                                                          | Caractéristiques                                                                                          | Caractéristiques                                                                                          | Caractéristiques                                                                                          | Caractéristiques                                                                                          | Caractéristiques                                                                                          | Caractéristiques                                                                                          |
| A     | Gare du Vésinet - Le Pecq ⥋ Gare de Houilles - Carrières-sur-Seine (via Chatou) | Gare du Vésinet - Le Pecq ⥋ Gare de Houilles - Carrières-sur-Seine (via Chatou)                           | Gare du Vésinet - Le Pecq ⥋ Gare de Houilles - Carrières-sur-Seine (via Chatou)                           | Gare du Vésinet - Le Pecq ⥋ Gare de Houilles - Carrières-sur-Seine (via Chatou)                           | Gare du Vésinet - Le Pecq ⥋ Gare de Houilles - Carrières-sur-Seine (via Chatou)                           | Gare du Vésinet - Le Pecq ⥋ Gare de Houilles - Carrières-sur-Seine (via Chatou)                           | Gare du Vésinet - Le Pecq ⥋ Gare de Houilles - Carrières-sur-Seine (via Chatou)                           | Gare du Vésinet - Le Pecq ⥋ Gare de Houilles - Carrières-sur-Seine (via Chatou)                           | Gare du Vésinet - Le Pecq ⥋ Gare de Houilles - Carrières-sur-Seine (via Chatou)                           |
| ----- | --- | --- | --- | --- | --- | --- | --- | --- | --- |
| A     | Ouverture / Fermeture 16 avril 2018 / — | Longueur —                                                                                                | Durée 10-30 min                                                                                           | Nb. d’arrêts 22                                                                                           | Matériel GX 327 GX 337 Hybrid Lion's City Citaro Citaro C2                                                | Jours de fonctionnement L, Ma, Me, J, V, S, D                                                             | Jour / Soir / Nuit / Fêtes O / O / N / O                                                                  | Voy. / an —                                                                                               | Dépôt Montesson                                                                                           |
| A     | Desserte : - Villes et lieux desservis : Le Vésinet, Chatou, Carrières-sur-Seine et Houilles - Gares desservies : Le Vésinet - Le Pecq et Houilles - Carrières-sur-Seine | | | | | | | | |
| A     | Autre : - Zone traversée : 4 - Arrêts non accessibles aux UFR : Cormiers Ricard, Place du Docteur Roux, Renoir et Maurice Berteaux - Amplitudes horaires : La ligne fonctionne du lundi au vendredi de 4 h 45 à 1 h 35, le samedi de 5 h 20 à 1 h 30 et les dimanches et fêtes à partir de 7 h 30. - Particularités : Les premiers et les derniers services sont originaires / à destination de Renoir. - Date de dernière mise à jour : 23 février 2022. | | | | | | | | |
| A     | Dernière actualisation : — | | | | | | | | |
| B     | Gare de Rueil-Malmaison ⥋ Gare de Sartrouville | Gare de Rueil-Malmaison ⥋ Gare de Sartrouville                                                            | Gare de Rueil-Malmaison ⥋ Gare de Sartrouville                                                            | Gare de Rueil-Malmaison ⥋ Gare de Sartrouville                                                            | Gare de Rueil-Malmaison ⥋ Gare de Sartrouville                                                            | Gare de Rueil-Malmaison ⥋ Gare de Sartrouville                                                            | Gare de Rueil-Malmaison ⥋ Gare de Sartrouville                                                            | Gare de Rueil-Malmaison ⥋ Gare de Sartrouville                                                            | Gare de Rueil-Malmaison ⥋ Gare de Sartrouville                                                            |
| B     | Ouverture / Fermeture 16 avril 2018 / — | Longueur —                                                                                                | Durée 12-52 min                                                                                           | Nb. d’arrêts 28                                                                                           | Matériel GX 327 GX 337 Hybrid Lion's City Citaro GX 137 L                                                 | Jours de fonctionnement L, Ma, Me, J, V, S, D                                                             | Jour / Soir / Nuit / Fêtes O / N / N / O                                                                  | Voy. / an —                                                                                               | Dépôts Montesson Argenteuil                                                                               |
| B     | Desserte : - Villes et lieux desservis : Rueil-Malmaison, Chatou, Montesson et Sartrouville - Gares desservies : Rueil-Malmaison et Sartrouville | | | | | | | | |
| B     | Autre : - Zone traversée : 4 - Arrêts non accessibles aux UFR : — - Amplitudes horaires : La ligne fonctionne du lundi au vendredi de 5 h 35 à 22 h 40, le samedi de 6 h 10 à 21 h 55 et les dimanches et fêtes de 7 h 35 à 22 h. - Particularités : - Les premiers et les derniers services sont originaires / à destination de Renoir. - Les arrêts de Champs Roger à Jean Macé sont desservis le samedi à partir de 18 h et les dimanches et fêtes jusqu'à 16 h. - Date de dernière mise à jour : 23 février 2022. | | | | | | | | |
| B     | Dernière actualisation : — | | | | | | | | |
| C     | Gare du Vésinet - Le Pecq ⥋ Gare de Houilles - Carrières-sur-Seine (via Montesson) | Gare du Vésinet - Le Pecq ⥋ Gare de Houilles - Carrières-sur-Seine (via Montesson)                        | Gare du Vésinet - Le Pecq ⥋ Gare de Houilles - Carrières-sur-Seine (via Montesson)                        | Gare du Vésinet - Le Pecq ⥋ Gare de Houilles - Carrières-sur-Seine (via Montesson)                        | Gare du Vésinet - Le Pecq ⥋ Gare de Houilles - Carrières-sur-Seine (via Montesson)                        | Gare du Vésinet - Le Pecq ⥋ Gare de Houilles - Carrières-sur-Seine (via Montesson)                        | Gare du Vésinet - Le Pecq ⥋ Gare de Houilles - Carrières-sur-Seine (via Montesson)                        | Gare du Vésinet - Le Pecq ⥋ Gare de Houilles - Carrières-sur-Seine (via Montesson)                        | Gare du Vésinet - Le Pecq ⥋ Gare de Houilles - Carrières-sur-Seine (via Montesson)                        |
| C     | Ouverture / Fermeture 16 avril 2018 / — | Longueur —                                                                                                | Durée 7-27 min                                                                                            | Nb. d’arrêts 14-17                                                                                        | Matériel GX 327 GX 337 GX 337 Hybrid Lion's City Citaro Citaro C2                                         | Jours de fonctionnement L, Ma, Me, J, V, S, D                                                             | Jour / Soir / Nuit / Fêtes O / O / N / O                                                                  | Voy. / an —                                                                                               | Dépôt Montesson                                                                                           |
| C     | Desserte : - Villes et lieux desservis : Le Vésinet, Chatou, Montesson, Carrières-sur-Seine et Houilles - Gares desservies : Le Vésinet - Le Pecq et Houilles - Carrières-sur-Seine | | | | | | | | |
| C     | Autre : - Zone traversée : 4 - Arrêts non accessibles aux UFR : — - Amplitudes horaires : La ligne fonctionne du lundi au vendredi de 4 h 40 à 1 h 35, le samedi de 5 h 15 et 1 h 35 et les dimanches et fêtes de 7 h 45 à 1 h 35. - Particularités : - En début et en fin de service, la ligne est limitée entre ses terminus respectifs et le centre de Montesson. - Le premier service en direction de Gare de Houilles - Carrières-sur-Seine part de Konica JVC. - En période scolaire, des navettes sont assurées le matin entre Gare du Vésinet - Le Pecq et Jules Ferry. - Les arrêts Poste, Champs Roger et Le Montoir sont desservis le samedi à partir de 18 h et les dimanches et fêtes jusqu'à 16 h 30. - Date de dernière mise à jour : 23 février 2022. | | | | | | | | |
| C     | Dernière actualisation : — | | | | | | | | |
| D     | Le Chesnay-Rocquencourt — Centre Commercial Parly 2 ⥋ Gare de Chatou - Croissy | Le Chesnay-Rocquencourt — Centre Commercial Parly 2 ⥋ Gare de Chatou - Croissy                            | Le Chesnay-Rocquencourt — Centre Commercial Parly 2 ⥋ Gare de Chatou - Croissy                            | Le Chesnay-Rocquencourt — Centre Commercial Parly 2 ⥋ Gare de Chatou - Croissy                            | Le Chesnay-Rocquencourt — Centre Commercial Parly 2 ⥋ Gare de Chatou - Croissy                            | Le Chesnay-Rocquencourt — Centre Commercial Parly 2 ⥋ Gare de Chatou - Croissy                            | Le Chesnay-Rocquencourt — Centre Commercial Parly 2 ⥋ Gare de Chatou - Croissy                            | Le Chesnay-Rocquencourt — Centre Commercial Parly 2 ⥋ Gare de Chatou - Croissy                            | Le Chesnay-Rocquencourt — Centre Commercial Parly 2 ⥋ Gare de Chatou - Croissy                            |
| D     | Ouverture / Fermeture 16 avril 2018 / — | Longueur —                                                                                                | Durée 10-35 min                                                                                           | Nb. d’arrêts 26                                                                                           | Matériel GX 337 Hybrid Citaro Citaro Facelift                                                             | Jours de fonctionnement L, Ma, Me, J, V, S, D                                                             | Jour / Soir / Nuit / Fêtes O / N / N / O                                                                  | Voy. / an —                                                                                               | Dépôt Montesson                                                                                           |
| D     | Desserte : - Villes et lieux desservis : Le Chesnay, La Celle-Saint-Cloud, Bougival, Croissy-sur-Seine et Chatou - Gares desservies : Bougival et Chatou - Croissy | | | | | | | | |
| D     | Autre : - Zone traversée : 4 - Arrêts non accessibles aux UFR : Hôpital Mignot - Les Chênes d'Or, Gare de Bougival, Chemin de Fer - Martin et Augier - Amplitudes horaires : La ligne fonctionne du lundi au vendredi de 6 h à 22 h 35, le samedi de 6 h 35 à 22 h 15 et les dimanches et fêtes de 8 h à 21 h 55. - Particularités : Il existe de nombreux services du lundi au vendredi aux heures de pointe entre Gare de Bougival et Gare de Chatou - Croissy. - Date de dernière mise à jour : 23 février 2022. | | | | | | | | |
| D     | Dernière actualisation : — | | | | | | | | |
| E     | Gare du Vésinet-Centre ⥋ Gare de Chatou - Croissy | Gare du Vésinet-Centre ⥋ Gare de Chatou - Croissy                                                         | Gare du Vésinet-Centre ⥋ Gare de Chatou - Croissy                                                         | Gare du Vésinet-Centre ⥋ Gare de Chatou - Croissy                                                         | Gare du Vésinet-Centre ⥋ Gare de Chatou - Croissy                                                         | Gare du Vésinet-Centre ⥋ Gare de Chatou - Croissy                                                         | Gare du Vésinet-Centre ⥋ Gare de Chatou - Croissy                                                         | Gare du Vésinet-Centre ⥋ Gare de Chatou - Croissy                                                         | Gare du Vésinet-Centre ⥋ Gare de Chatou - Croissy                                                         |
| E     | Ouverture / Fermeture 16 avril 2018 / — | Longueur —                                                                                                | Durée 10-25 min                                                                                           | Nb. d’arrêts 19                                                                                           | Matériel —                                                                                                | Jours de fonctionnement L, Ma, Me, J, V, S                                                                | Jour / Soir / Nuit / Fêtes O / N / N / N                                                                  | Voy. / an —                                                                                               | Dépôt Montesson                                                                                           |
| E     | Desserte : - Villes et lieux desservis : Le Vésinet, Croissy-sur-Seine et Chatou - Gares desservies : Vésinet-Centre et Chatou - Croissy | | | | | | | | |
| E     | Autre : - Zone traversée : 4 - Arrêts non accessibles aux UFR : Gare du Vésinet-Centre, Lucien Guitry et Augier - Amplitudes horaires : La ligne fonctionne du lundi au vendredi de 6 h 20 à 22 h 20 et le samedi de 6 h 55 à 21 h 25. - Particularités : Les derniers services du lundi au vendredi sont effectués entre Gare du Vésinet-Centre et Chemin de Ronde. - Date de dernière mise à jour : 23 février 2022. | | | | | | | | |
| E     | Dernière actualisation : — | | | | | | | | |
| F     | Gare du Vésinet - Le Pecq ⥋ Montesson — La Tour | Gare du Vésinet - Le Pecq ⥋ Montesson — La Tour                                                           | Gare du Vésinet - Le Pecq ⥋ Montesson — La Tour                                                           | Gare du Vésinet - Le Pecq ⥋ Montesson — La Tour                                                           | Gare du Vésinet - Le Pecq ⥋ Montesson — La Tour                                                           | Gare du Vésinet - Le Pecq ⥋ Montesson — La Tour                                                           | Gare du Vésinet - Le Pecq ⥋ Montesson — La Tour                                                           | Gare du Vésinet - Le Pecq ⥋ Montesson — La Tour                                                           | Gare du Vésinet - Le Pecq ⥋ Montesson — La Tour                                                           |
| F     | Ouverture / Fermeture 16 avril 2018 / — | Longueur —                                                                                                | Durée 10-20 min                                                                                           | Nb. d’arrêts 16                                                                                           | Matériel GX 137 L                                                                                         | Jours de fonctionnement L, Ma, Me, J, V, S                                                                | Jour / Soir / Nuit / Fêtes O / N / N / N                                                                  | Voy. / an —                                                                                               | Dépôt Montesson                                                                                           |
| F     | Desserte : - Villes et lieux desservis : Le Vésinet, Chatou et Montesson - Gare desservie : Vésinet - Le Pecq | | | | | | | | |
| F     | Autre : - Zone traversée : 4 - Arrêts non accessibles aux UFR : Franklin Roosevelt, Stade des Merlettes et Collège Pablo-Picasso - Amplitudes horaires : La ligne fonctionne du lundi au vendredi de 6 h 5 à 22 h 10 et le samedi de 6 h 30 à 21 h 45. - Particularités : Le samedi à partir de 17 h 30, la ligne est limitée entre Gare du Vésinet - Le Pecq et Montesson — Cimetière. - Date de dernière mise à jour : 23 février 2022. | | | | | | | | |
| F     | Dernière actualisation : — | | | | | | | | |
| G     | Gare du Vésinet - Le Pecq ⥋ Gare de Sartrouville | Gare du Vésinet - Le Pecq ⥋ Gare de Sartrouville                                                          | Gare du Vésinet - Le Pecq ⥋ Gare de Sartrouville                                                          | Gare du Vésinet - Le Pecq ⥋ Gare de Sartrouville                                                          | Gare du Vésinet - Le Pecq ⥋ Gare de Sartrouville                                                          | Gare du Vésinet - Le Pecq ⥋ Gare de Sartrouville                                                          | Gare du Vésinet - Le Pecq ⥋ Gare de Sartrouville                                                          | Gare du Vésinet - Le Pecq ⥋ Gare de Sartrouville                                                          | Gare du Vésinet - Le Pecq ⥋ Gare de Sartrouville                                                          |
| G     | Ouverture / Fermeture 16 avril 2018 / — | Longueur —                                                                                                | Durée 15-20 min                                                                                           | Nb. d’arrêts 14                                                                                           | Matériel GX 337 Elec Citaro Facelift GX 137 L                                                             | Jours de fonctionnement L, Ma, Me, J, V, S                                                                | Jour / Soir / Nuit / Fêtes O / N / N / N                                                                  | Voy. / an —                                                                                               | Dépôt Argenteuil                                                                                          |
| G     | Desserte : - Villes et lieux desservis : Le Vésinet, Le Pecq, Montesson et Sartrouville - Gares desservies : Vésinet - Le Pecq et Sartrouville | | | | | | | | |
| G     | Autre : - Zone traversée : 4 - Arrêts non accessibles aux UFR : Aucun - Amplitudes horaires : La ligne fonctionne du lundi au vendredi de 5 h 40 à 22 h 45 et le samedi de 6 h 35 à 21 h 30. - Date de dernière mise à jour : 23 février 2022. | | | | | | | | |
| G     | Dernière actualisation : — | | | | | | | | |
| H     | Bezons — Plateau ⥋ Gare de Houilles - Carrières-sur-Seine / Carrières-sur-Seine — Lycée Les Pierres Vives | Bezons — Plateau ⥋ Gare de Houilles - Carrières-sur-Seine / Carrières-sur-Seine — Lycée Les Pierres Vives | Bezons — Plateau ⥋ Gare de Houilles - Carrières-sur-Seine / Carrières-sur-Seine — Lycée Les Pierres Vives | Bezons — Plateau ⥋ Gare de Houilles - Carrières-sur-Seine / Carrières-sur-Seine — Lycée Les Pierres Vives | Bezons — Plateau ⥋ Gare de Houilles - Carrières-sur-Seine / Carrières-sur-Seine — Lycée Les Pierres Vives | Bezons — Plateau ⥋ Gare de Houilles - Carrières-sur-Seine / Carrières-sur-Seine — Lycée Les Pierres Vives | Bezons — Plateau ⥋ Gare de Houilles - Carrières-sur-Seine / Carrières-sur-Seine — Lycée Les Pierres Vives | Bezons — Plateau ⥋ Gare de Houilles - Carrières-sur-Seine / Carrières-sur-Seine — Lycée Les Pierres Vives | Bezons — Plateau ⥋ Gare de Houilles - Carrières-sur-Seine / Carrières-sur-Seine — Lycée Les Pierres Vives |
| H     | Ouverture / Fermeture 16 avril 2018 / — | Longueur —                                                                                                | Durée 15-25 min                                                                                           | Nb. d’arrêts 20                                                                                           | Matériel GX 337 Elec GX 137 L                                                                             | Jours de fonctionnement L, Ma, Me, J, V, S                                                                | Jour / Soir / Nuit / Fêtes O / N / N / N                                                                  | Voy. / an —                                                                                               | Dépôt Argenteuil                                                                                          |
| H     | Desserte : - Villes et lieux desservis : Carrières-sur-Seine, Houilles et Bezons - Gare desservie : Houilles - Carrières-sur-Seine | | | | | | | | |
| H     | Autre : - Zone traversée : 4 - Arrêts non accessibles aux UFR : Buzenval, 4 Septembre, Martyrs et Pierson - Amplitudes horaires : La ligne fonctionne du lundi au vendredi de 5 h 50 à 22 h 50 et le samedi de 7 h 5 à 22 h 20. - Particularités : Le service est prolongé jusqu'à l'arrêt Lycée Les Pierres Vives du lundi au vendredi aux heures de pointe et le samedi après-midi. - Date de dernière mise à jour : 23 février 2022. | | | | | | | | |
| H     | Dernière actualisation : — | | | | | | | | |
| J     | Gare de Sartrouville ⥋ Gare de Houilles - Carrières-sur-Seine | Gare de Sartrouville ⥋ Gare de Houilles - Carrières-sur-Seine                                             | Gare de Sartrouville ⥋ Gare de Houilles - Carrières-sur-Seine                                             | Gare de Sartrouville ⥋ Gare de Houilles - Carrières-sur-Seine                                             | Gare de Sartrouville ⥋ Gare de Houilles - Carrières-sur-Seine                                             | Gare de Sartrouville ⥋ Gare de Houilles - Carrières-sur-Seine                                             | Gare de Sartrouville ⥋ Gare de Houilles - Carrières-sur-Seine                                             | Gare de Sartrouville ⥋ Gare de Houilles - Carrières-sur-Seine                                             | Gare de Sartrouville ⥋ Gare de Houilles - Carrières-sur-Seine                                             |
| J     | Ouverture / Fermeture 16 avril 2018 / — | Longueur —                                                                                                | Durée 20-25 min                                                                                           | Nb. d’arrêts 15                                                                                           | Matériel GX 337 Elec Lion's City GX 137 L                                                                 | Jours de fonctionnement L, Ma, Me, J, V, S, D                                                             | Jour / Soir / Nuit / Fêtes O / N / N / O                                                                  | Voy. / an —                                                                                               | Dépôt Argenteuil                                                                                          |
| J     | Desserte : - Villes et lieux desservis : Sartrouville et Houilles - Gares desservies : Sartrouville et Houilles - Carrières-sur-Seine | | | | | | | | |
| J     | Autre : - Zone traversée : 4 - Arrêts non accessibles aux UFR : Gare de Sartrouville et de La Paix - Passerelle à Gare de Houilles - Carrières-sur-Seine - Amplitudes horaires : La ligne fonctionne du lundi au vendredi de 5 h 20 à 22 h 50 et le week-end et jours fériés de 8 h 40 à 21 h 5. - Date de dernière mise à jour : 23 février 2022. | | | | | | | | |
| J     | Dernière actualisation : — | | | | | | | | |
| K     | Gare de Houilles - Carrières-sur-Seine (circulaire) ⥋ via Z.I. des Amandiers | Gare de Houilles - Carrières-sur-Seine (circulaire) ⥋ via Z.I. des Amandiers                              | Gare de Houilles - Carrières-sur-Seine (circulaire) ⥋ via Z.I. des Amandiers                              | Gare de Houilles - Carrières-sur-Seine (circulaire) ⥋ via Z.I. des Amandiers                              | Gare de Houilles - Carrières-sur-Seine (circulaire) ⥋ via Z.I. des Amandiers                              | Gare de Houilles - Carrières-sur-Seine (circulaire) ⥋ via Z.I. des Amandiers                              | Gare de Houilles - Carrières-sur-Seine (circulaire) ⥋ via Z.I. des Amandiers                              | Gare de Houilles - Carrières-sur-Seine (circulaire) ⥋ via Z.I. des Amandiers                              | Gare de Houilles - Carrières-sur-Seine (circulaire) ⥋ via Z.I. des Amandiers                              |
| K     | Ouverture / Fermeture 16 avril 2018 / — | Longueur —                                                                                                | Durée 20 min                                                                                              | Nb. d’arrêts 8                                                                                            | Matériel GX 137                                                                                           | Jours de fonctionnement L, Ma, Me, J, V                                                                   | Jour / Soir / Nuit / Fêtes O / N / N / N                                                                  | Voy. / an —                                                                                               | Dépôt Montesson                                                                                           |
| K     | Desserte : - Villes et lieux desservis : Houilles et Carrières-sur-Seine - Gare desservie : Houilles - Carrières-sur-Seine | | | | | | | | |
| K     | Autre : - Zone traversée : 4 - Arrêts non accessibles aux UFR : — - Amplitudes horaires : La ligne fonctionne du lundi au vendredi de 6 h 25 à 9 h 40 puis de 16 h 30 à 19 h 20. - Particularités : La ligne fonctionne dans le sens horaire le matin et dans le sens anti-horaire le soir. - Date de dernière mise à jour : 23 février 2022. | | | | | | | | |
| K     | Dernière actualisation : — | | | | | | | | |
| L     | Chatou — Mayoly ⥋ Gare de Houilles - Carrières-sur-Seine | Chatou — Mayoly ⥋ Gare de Houilles - Carrières-sur-Seine                                                  | Chatou — Mayoly ⥋ Gare de Houilles - Carrières-sur-Seine                                                  | Chatou — Mayoly ⥋ Gare de Houilles - Carrières-sur-Seine                                                  | Chatou — Mayoly ⥋ Gare de Houilles - Carrières-sur-Seine                                                  | Chatou — Mayoly ⥋ Gare de Houilles - Carrières-sur-Seine                                                  | Chatou — Mayoly ⥋ Gare de Houilles - Carrières-sur-Seine                                                  | Chatou — Mayoly ⥋ Gare de Houilles - Carrières-sur-Seine                                                  | Chatou — Mayoly ⥋ Gare de Houilles - Carrières-sur-Seine                                                  |
| L     | Ouverture / Fermeture 16 avril 2018 / — | Longueur —                                                                                                | Durée 15-20 min                                                                                           | Nb. d’arrêts 14                                                                                           | Matériel Citaro Facelift GX 427 Lion's City G Lion's City 18c Efficient Hybrid                            | Jours de fonctionnement L, Ma, Me, J, V                                                                   | Jour / Soir / Nuit / Fêtes O / N / N / N                                                                  | Voy. / an —                                                                                               | Dépôt Montesson                                                                                           |
| L     | Desserte : - Villes et lieux desservis : Chatou, Carrières-sur-Seine et Houilles - Gare desservie : Houilles - Carrières-sur-Seine | | | | | | | | |
| L     | Autre : - Zone traversée : 4 - Arrêts non accessibles aux UFR : Europe, Maupassant et Maurice Berteaux - Amplitudes horaires : La ligne fonctionne du lundi au vendredi de 6 h 55 à 9 h 20 puis de 16 h 35 à 20 h 20. - Particularités : La ligne L renforce la ligne A de Gare de Houilles - Carrières-sur-Seine à Renoir aux heures de pointe. - Date de dernière mise à jour : 23 février 2022. | | | | | | | | |
| L     | Dernière actualisation : — | | | | | | | | |
| M     | Gare du Vésinet - Le Pecq ⥋ Gare de Chatou - Croissy | Gare du Vésinet - Le Pecq ⥋ Gare de Chatou - Croissy                                                      | Gare du Vésinet - Le Pecq ⥋ Gare de Chatou - Croissy                                                      | Gare du Vésinet - Le Pecq ⥋ Gare de Chatou - Croissy                                                      | Gare du Vésinet - Le Pecq ⥋ Gare de Chatou - Croissy                                                      | Gare du Vésinet - Le Pecq ⥋ Gare de Chatou - Croissy                                                      | Gare du Vésinet - Le Pecq ⥋ Gare de Chatou - Croissy                                                      | Gare du Vésinet - Le Pecq ⥋ Gare de Chatou - Croissy                                                      | Gare du Vésinet - Le Pecq ⥋ Gare de Chatou - Croissy                                                      |
| M     | Ouverture / Fermeture 16 avril 2018 / — | Longueur —                                                                                                | Durée 20 min                                                                                              | Nb. d’arrêts 13                                                                                           | Matériel —                                                                                                | Jours de fonctionnement L, Ma, Me, J, V, S                                                                | Jour / Soir / Nuit / Fêtes O / N / N / N                                                                  | Voy. / an —                                                                                               | Dépôt Montesson                                                                                           |
| M     | Desserte : - Villes et lieux desservis : Le Pecq, Le Vésinet, Croissy-sur-Seine et Chatou - Gares desservies : Le Vésinet - Le Pecq, Le Vésinet-Centre et Chatou - Croissy | | | | | | | | |
| M     | Autre : - Zone traversée : 4 - Arrêts non accessibles aux UFR : Émile Thiébaut et Gare du Vésinet-Centre - Amplitudes horaires : La ligne fonctionne du lundi au vendredi de 7 h à 9 h 30 puis de 16 h 15 à 20 h 5 et le samedi en période scolaire de 7 h 5 à 9 h 30 puis de 11 h 35 à 13 h. Des passages supplémentaires sont effectués le mercredi en période scolaire entre 11 h 35 à 13 h 10. - Date de dernière mise à jour : 23 février 2022. | | | | | | | | |
| M     | Dernière actualisation : — | | | | | | | | |
| N     | Houilles — Mairie ⥋ Houilles — Place Abbé Grégoire | Houilles — Mairie ⥋ Houilles — Place Abbé Grégoire                                                        | Houilles — Mairie ⥋ Houilles — Place Abbé Grégoire                                                        | Houilles — Mairie ⥋ Houilles — Place Abbé Grégoire                                                        | Houilles — Mairie ⥋ Houilles — Place Abbé Grégoire                                                        | Houilles — Mairie ⥋ Houilles — Place Abbé Grégoire                                                        | Houilles — Mairie ⥋ Houilles — Place Abbé Grégoire                                                        | Houilles — Mairie ⥋ Houilles — Place Abbé Grégoire                                                        | Houilles — Mairie ⥋ Houilles — Place Abbé Grégoire                                                        |
| N     | Ouverture / Fermeture 13 octobre 2022 / — | Longueur —                                                                                                | Durée Aller : 20 Retour : 19 min                                                                          | Nb. d’arrêts 23                                                                                           | Matériel e-Jest                                                                                           | Jours de fonctionnement Ma, Me, J, V, S                                                                   | Jour / Soir / Nuit / Fêtes O / N / N / N                                                                  | Voy. / an —                                                                                               | Dépôt CTM Houilles                                                                                        |
| N     | Desserte : - Ville et lieux desservis : Houilles (Mairie, Commissariat, Médiathèque, Place Abbé Grégoire) - Gare desservie : Aucune. | | | | | | | | |
| N     | Autre : - Zones traversées : 4 - Arrêts non accessibles aux UFR : — - Amplitudes horaires : La ligne est en service du mardi au samedi de 8 h à 18 h 56. - Histoire : Créée sous le nom Circuit urbain de Houilles, la ligne prend l'indice N le 1er novembre 2023. - Date de dernière mise à jour : 1er novembre 2023. | | | | | | | | |
| N     | Dernière actualisation : — | | | | | | | | |
| P     | Montesson — Berges de Montesson ⥋ Gare de Houilles - Carrières-sur-Seine | Montesson — Berges de Montesson ⥋ Gare de Houilles - Carrières-sur-Seine                                  | Montesson — Berges de Montesson ⥋ Gare de Houilles - Carrières-sur-Seine                                  | Montesson — Berges de Montesson ⥋ Gare de Houilles - Carrières-sur-Seine                                  | Montesson — Berges de Montesson ⥋ Gare de Houilles - Carrières-sur-Seine                                  | Montesson — Berges de Montesson ⥋ Gare de Houilles - Carrières-sur-Seine                                  | Montesson — Berges de Montesson ⥋ Gare de Houilles - Carrières-sur-Seine                                  | Montesson — Berges de Montesson ⥋ Gare de Houilles - Carrières-sur-Seine                                  | Montesson — Berges de Montesson ⥋ Gare de Houilles - Carrières-sur-Seine                                  |
| P     | Ouverture / Fermeture 16 avril 2018 / — | Longueur —                                                                                                | Durée 25-30 min                                                                                           | Nb. d’arrêts 24                                                                                           | Matériel Citaro Citaro Facelift Citaro C2 GX 137 L                                                        | Jours de fonctionnement L, Ma, Me, J, V                                                                   | Jour / Soir / Nuit / Fêtes O / N / N / N                                                                  | Voy. / an —                                                                                               | Dépôt Montesson                                                                                           |
| P     | Desserte : - Villes et lieux desservis : Houilles, Carrières-sur-Seine, Montesson et Chatou - Gare desservie : Houilles - Carrières-sur-Seine | | | | | | | | |
| P     | Autre : - Zone traversée : 4 - Arrêts non accessibles aux UFR : — - Amplitudes horaires : La ligne fonctionne du lundi au vendredi de 6 h 30 à 9 h 35 puis de 16 h 35 à 20 h 40. - Particularités : La ligne P renforce la ligne C de Gare de Houilles - Carrières-sur-Seine au centre de Montesson et la ligne F du centre de Montesson à Cormeilles aux heures de pointe. - Date de dernière mise à jour : 23 février 2022. | | | | | | | | |
| P     | Dernière actualisation : — | | | | | | | | |
| T     | Gare de Chatou - Croissy ⥋ Chatou — Place du Docteur-Roux | Gare de Chatou - Croissy ⥋ Chatou — Place du Docteur-Roux                                                 | Gare de Chatou - Croissy ⥋ Chatou — Place du Docteur-Roux                                                 | Gare de Chatou - Croissy ⥋ Chatou — Place du Docteur-Roux                                                 | Gare de Chatou - Croissy ⥋ Chatou — Place du Docteur-Roux                                                 | Gare de Chatou - Croissy ⥋ Chatou — Place du Docteur-Roux                                                 | Gare de Chatou - Croissy ⥋ Chatou — Place du Docteur-Roux                                                 | Gare de Chatou - Croissy ⥋ Chatou — Place du Docteur-Roux                                                 | Gare de Chatou - Croissy ⥋ Chatou — Place du Docteur-Roux                                                 |
| T     | Ouverture / Fermeture 16 avril 2018 / — | Longueur —                                                                                                | Durée 20 min                                                                                              | Nb. d’arrêts 20                                                                                           | Matériel GX 327 Lion's City Citaro Citaro Facelift                                                        | Jours de fonctionnement L, Ma, Me, J, V, S, D                                                             | Jour / Soir / Nuit / Fêtes O / N / N / O                                                                  | Voy. / an —                                                                                               | Dépôt Montesson                                                                                           |
| T     | Desserte : - Ville et lieux desservis : Chatou - Gare desservie : Chatou - Croissy | | | | | | | | |
| T     | Autre : - Zone traversée : 4 - Arrêts non accessibles aux UFR : — - Amplitudes horaires : La ligne fonctionne du lundi au vendredi de 6 h à 22 h 55 et le week-end et jours fériés jusqu'à 22 h 20. - Date de dernière mise à jour : 23 février 2022. | | | | | | | | |
| T     | Dernière actualisation : — | | | | | | | | |

### Lignes scolaires

#### Lignes à chiffres
| Ligne  | Caractéristiques | Caractéristiques | Caractéristiques | Caractéristiques | Caractéristiques | Caractéristiques | Caractéristiques | Caractéristiques | Caractéristiques |
| 1 (s)  | Carrières-sur-Seine — Lycée des Pierres Vives / Gare de Rueil-Malmaison ⥋ Saint-Germain-en-Laye — Lycée International | Carrières-sur-Seine — Lycée des Pierres Vives / Gare de Rueil-Malmaison ⥋ Saint-Germain-en-Laye — Lycée International | Carrières-sur-Seine — Lycée des Pierres Vives / Gare de Rueil-Malmaison ⥋ Saint-Germain-en-Laye — Lycée International | Carrières-sur-Seine — Lycée des Pierres Vives / Gare de Rueil-Malmaison ⥋ Saint-Germain-en-Laye — Lycée International | Carrières-sur-Seine — Lycée des Pierres Vives / Gare de Rueil-Malmaison ⥋ Saint-Germain-en-Laye — Lycée International | Carrières-sur-Seine — Lycée des Pierres Vives / Gare de Rueil-Malmaison ⥋ Saint-Germain-en-Laye — Lycée International | Carrières-sur-Seine — Lycée des Pierres Vives / Gare de Rueil-Malmaison ⥋ Saint-Germain-en-Laye — Lycée International | Carrières-sur-Seine — Lycée des Pierres Vives / Gare de Rueil-Malmaison ⥋ Saint-Germain-en-Laye — Lycée International | Carrières-sur-Seine — Lycée des Pierres Vives / Gare de Rueil-Malmaison ⥋ Saint-Germain-en-Laye — Lycée International |
| ------ | --- | --- | --- | --- | --- | --- | --- | --- | --- |
| 1 (s)  | Ouverture / Fermeture — / — | Longueur 25,60 km | Durée 35 à 75 min | Nb. d’arrêts 42 | Matériel GX 137 L Intouro M                                                                                           | Jours de fonctionnement L, Ma, Me, J, V                                                                               | Jour / Soir / Nuit / Fêtes O / N / N / N                                                                              | Voy. / an — | Dépôt Montesson |
| 1 (s)  | Desserte : - Villes et lieux desservis : Rueil-Malmaison, Chatou, Le Vésinet, Houilles, Carrières-sur-Seine, Montesson, Le Pecq et Saint-Germain-en-Laye - Gare desservie : Rueil-Malmaison | | | | | | | | |
| 1 (s)  | Autre : - Zones traversées : 3 à 4 - Arrêts non accessibles aux UFR : — - Amplitudes horaires : La ligne est en service en période scolaire du lundi au vendredi de 7 h 20 à 8 h 35, puis de 16 h 10 à 18 h 5 / de 12 h 40 à 18 h 5 (le mercredi uniquement). - Date de dernière mise à jour : 1er novembre 2023. | | | | | | | | |
| 1 (s)  | Dernière actualisation : — | | | | | | | | |
| 12 (s) | Chatou — Landes - Vésinet ⥋ Rueil-Malmaison — Madeleine Danièlou | Chatou — Landes - Vésinet ⥋ Rueil-Malmaison — Madeleine Danièlou                                                      | Chatou — Landes - Vésinet ⥋ Rueil-Malmaison — Madeleine Danièlou                                                      | Chatou — Landes - Vésinet ⥋ Rueil-Malmaison — Madeleine Danièlou                                                      | Chatou — Landes - Vésinet ⥋ Rueil-Malmaison — Madeleine Danièlou                                                      | Chatou — Landes - Vésinet ⥋ Rueil-Malmaison — Madeleine Danièlou                                                      | Chatou — Landes - Vésinet ⥋ Rueil-Malmaison — Madeleine Danièlou                                                      | Chatou — Landes - Vésinet ⥋ Rueil-Malmaison — Madeleine Danièlou                                                      | Chatou — Landes - Vésinet ⥋ Rueil-Malmaison — Madeleine Danièlou                                                      |
| 12 (s) | Ouverture / Fermeture — / — | Longueur 21,40 km | Durée 55 à 65 min | Nb. d’arrêts 32 | Matériel Intouro | Jours de fonctionnement L, Ma, Me, J, V                                                                               | Jour / Soir / Nuit / Fêtes O / N / N / N                                                                              | Voy. / an — | Dépôt Montesson |
| 12 (s) | Desserte : - Ville et lieux desservis : Chatou, Le Vésinet, Croissy-sur-Seine et Rueil-Malmaison - Gare desservie : Chatou - Croissy | | | | | | | | |
| 12 (s) | Autre : - Zones traversées : 3 et 4 - Arrêts non accessibles aux UFR : — - Amplitudes horaires : La ligne est en service du lundi au vendredi en période scolaire de 6 h 55 à 8 h puis de 17 h 5 à 18 h 35 / 13 h 40 à 14 h 40 (le mercredi uniquement). - Date de dernière mise à jour : 1er novembre 2023. | | | | | | | | |
| 12 (s) | Dernière actualisation : — | | | | | | | | |
| 37     | Ville-d'Avray — Fausses Reposes ⥋ Rueil-Malmaison — Saint-Cucufa (Madeleine-Daniélou) | Ville-d'Avray — Fausses Reposes ⥋ Rueil-Malmaison — Saint-Cucufa (Madeleine-Daniélou)                                 | Ville-d'Avray — Fausses Reposes ⥋ Rueil-Malmaison — Saint-Cucufa (Madeleine-Daniélou)                                 | Ville-d'Avray — Fausses Reposes ⥋ Rueil-Malmaison — Saint-Cucufa (Madeleine-Daniélou)                                 | Ville-d'Avray — Fausses Reposes ⥋ Rueil-Malmaison — Saint-Cucufa (Madeleine-Daniélou)                                 | Ville-d'Avray — Fausses Reposes ⥋ Rueil-Malmaison — Saint-Cucufa (Madeleine-Daniélou)                                 | Ville-d'Avray — Fausses Reposes ⥋ Rueil-Malmaison — Saint-Cucufa (Madeleine-Daniélou)                                 | Ville-d'Avray — Fausses Reposes ⥋ Rueil-Malmaison — Saint-Cucufa (Madeleine-Daniélou)                                 | Ville-d'Avray — Fausses Reposes ⥋ Rueil-Malmaison — Saint-Cucufa (Madeleine-Daniélou)                                 |
| 37     | Ouverture / Fermeture — / — | Longueur 13,50 km | Durée 40-65 min | Nb. d’arrêts 12 | Matériel Citaro C2 GX 327                                                                                             | Jours de fonctionnement L, Ma, Me, J, V                                                                               | Jour / Soir / Nuit / Fêtes O / N / N / N                                                                              | Voy. / an — | Dépôt Nanterre (Keolis Delion)                                                                                        |
| 37     | Desserte : - Villes et lieux desservis : Ville-d'Avray (Forêt de Fausses-Reposes, Étangs de Corot, Centre Commercial La Ronce, Parc de Lesser, Église Saint-Nicolas-et-Saint-Marc, Piscine et Collège La Fontaine du Roy), Marnes-la-Coquette (Mairie et Église Sainte-Eugénie), Garches (Hôpital Raymond-Poincaré, Mémorial de l'Escadrille La Fayette, Institut Pasteur, Mairie et Piscine) et Rueil-Malmaison (Collèges et lycées Passy Buzenval et Madeleine-Daniélou) | | | | | | | | |
| 37     | Autre : - Zone traversée : 3 - Arrêts non accessible aux UFR : — - Amplitudes horaires : La ligne fonctionne en période scolaire du lundi au vendredi de 7 h 20 à 8 h 10 et de 16 h 30 à 18 h 15 (lundi, mardi, jeudi et vendredi) / de 13 h 45 à 18 h 15 (mercredi uniquement). - Date de dernière mise à jour : 3 avril 2022. | | | | | | | | |
| 37     | Dernière actualisation : — | | | | | | | | |
| 40     | Suresnes — Pompidou / Suresnes — Commandant Rivière ⥋ Rueil-Malmaison — Saint-Cucufa (Madeleine-Daniélou) | Suresnes — Pompidou / Suresnes — Commandant Rivière ⥋ Rueil-Malmaison — Saint-Cucufa (Madeleine-Daniélou)             | Suresnes — Pompidou / Suresnes — Commandant Rivière ⥋ Rueil-Malmaison — Saint-Cucufa (Madeleine-Daniélou)             | Suresnes — Pompidou / Suresnes — Commandant Rivière ⥋ Rueil-Malmaison — Saint-Cucufa (Madeleine-Daniélou)             | Suresnes — Pompidou / Suresnes — Commandant Rivière ⥋ Rueil-Malmaison — Saint-Cucufa (Madeleine-Daniélou)             | Suresnes — Pompidou / Suresnes — Commandant Rivière ⥋ Rueil-Malmaison — Saint-Cucufa (Madeleine-Daniélou)             | Suresnes — Pompidou / Suresnes — Commandant Rivière ⥋ Rueil-Malmaison — Saint-Cucufa (Madeleine-Daniélou)             | Suresnes — Pompidou / Suresnes — Commandant Rivière ⥋ Rueil-Malmaison — Saint-Cucufa (Madeleine-Daniélou)             | Suresnes — Pompidou / Suresnes — Commandant Rivière ⥋ Rueil-Malmaison — Saint-Cucufa (Madeleine-Daniélou)             |
| 40     | Ouverture / Fermeture — / — | Longueur 10,05 km | Durée 40-70 min | Nb. d’arrêts 18 | Matériel GX 427 Citaro G C2                                                                                           | Jours de fonctionnement L, Ma, Me, J, V                                                                               | Jour / Soir / Nuit / Fêtes O / N / N / N                                                                              | Voy. / an — | Dépôt Montesson |
| 40     | Desserte : - Villes et lieux desservis : Suresnes (Lycée Louis-Blériot, Collège Jean-Macet et Mairie), Saint-Cloud (Jardin public de l'Avre, lycée Alexandre-Dumas, Collège Émile-Verhaeren, Centre commercial Montretout, Église Stella-Matutina et Cimetière) et Rueil-Malmaison (Collèges et lycées Passy Buzenval et Madeleine-Daniélou) - Station et gare desservies : Suresnes - Longchamps (T2) et Le Val d'Or                                                      | | | | | | | | |
| 40     | Autre : - Zone traversée : 3 - Arrêts non accessible aux UFR : — - Amplitudes horaires : La ligne fonctionne en période scolaire du lundi au vendredi de 7 h 15 à 8 h 10 et de 16 h 35 à 18 h 20 (lundi, mardi, jeudi et vendredi) / de 13 h 40 à 18 h 20 (mercredi uniquement). - Particularités : Les services sont originaires de Pompidou le matin et à destination de Commandant Rivière le soir. - Date de dernière mise à jour : 23 février 2022.                   | | | | | | | | |
| 40     | Dernière actualisation : — | | | | | | | | |
| 56     | Bougival — Pont de Bougival ⥋ Saint-Germain-en-Laye — Lycée International | Bougival — Pont de Bougival ⥋ Saint-Germain-en-Laye — Lycée International                                             | Bougival — Pont de Bougival ⥋ Saint-Germain-en-Laye — Lycée International                                             | Bougival — Pont de Bougival ⥋ Saint-Germain-en-Laye — Lycée International                                             | Bougival — Pont de Bougival ⥋ Saint-Germain-en-Laye — Lycée International                                             | Bougival — Pont de Bougival ⥋ Saint-Germain-en-Laye — Lycée International                                             | Bougival — Pont de Bougival ⥋ Saint-Germain-en-Laye — Lycée International                                             | Bougival — Pont de Bougival ⥋ Saint-Germain-en-Laye — Lycée International                                             | Bougival — Pont de Bougival ⥋ Saint-Germain-en-Laye — Lycée International                                             |
| 56     | Ouverture / Fermeture — / — | Longueur — | Durée — | Nb. d’arrêts 19 | Matériel Intouro M | Jours de fonctionnement L, Ma, Me, J, V                                                                               | Jour / Soir / Nuit / Fêtes O / N / N / N                                                                              | Voy. / an — | Dépôt Montesson |
| 56     | Desserte : - Villes et lieux desservis : Bougival, Croissy-sur-Seine, Le Vésinet, Le Pecq et Saint-Germain-en-Laye - Station et gare desservie : Aucune. | | | | | | | | |
| 56     | Autre : - Zone traversée : 4 - Arrêts non accessibles aux UFR : — - Amplitudes horaires : La ligne est en service du lundi au vendredi en période scolaire de 7 h 45 à 8 h 35 puis de 17 h à 18 h 5 / de 12 h 40 à 13 h 25 (le mercredi uniquement). - Date de dernière mise à jour : 23 février 2022. | | | | | | | | |
| 56     | Dernière actualisation : — | | | | | | | | |
| 57     | Le Port-Marly — Saint Fiacre ⥋ Le Chesnay — Hôpital André Mignot Les Chênes d'Or | Le Port-Marly — Saint Fiacre ⥋ Le Chesnay — Hôpital André Mignot Les Chênes d'Or                                      | Le Port-Marly — Saint Fiacre ⥋ Le Chesnay — Hôpital André Mignot Les Chênes d'Or                                      | Le Port-Marly — Saint Fiacre ⥋ Le Chesnay — Hôpital André Mignot Les Chênes d'Or                                      | Le Port-Marly — Saint Fiacre ⥋ Le Chesnay — Hôpital André Mignot Les Chênes d'Or                                      | Le Port-Marly — Saint Fiacre ⥋ Le Chesnay — Hôpital André Mignot Les Chênes d'Or                                      | Le Port-Marly — Saint Fiacre ⥋ Le Chesnay — Hôpital André Mignot Les Chênes d'Or                                      | Le Port-Marly — Saint Fiacre ⥋ Le Chesnay — Hôpital André Mignot Les Chênes d'Or                                      | Le Port-Marly — Saint Fiacre ⥋ Le Chesnay — Hôpital André Mignot Les Chênes d'Or                                      |
| 57     | Ouverture / Fermeture — / — | Longueur — | Durée — | Nb. d’arrêts 12 | Matériel Citaro Facelift Intouro M                                                                                    | Jours de fonctionnement L, Ma, Me, J, V                                                                               | Jour / Soir / Nuit / Fêtes O / N / N / N                                                                              | Voy. / an — | Dépôt Montesson |
| 57     | Desserte : - Villes et lieux desservis : Le Port-Marly, Louveciennes, Bougival, La Celle-Saint-Cloud et Le Chesnay - Station et gare desservie : Louveciennes et Bougival. | | | | | | | | |
| 57     | Autre : - Zone traversée : 4 - Arrêts non accessibles aux UFR : — - Amplitudes horaires : La ligne est en service du lundi au vendredi en période scolaire de 7 h 40 à 8 h 15 puis de 16 h 15 à 18 h 45 / de 12 h 45 à 13 h 5 (le mercredi uniquement). - Date de dernière mise à jour : 23 février 2022. | | | | | | | | |
| 57     | Dernière actualisation : — | | | | | | | | |
| 60     | Maisons-Laffitte — Eugène Adam ⥋ Sartrouville — Lycée Évariste-Galois | Maisons-Laffitte — Eugène Adam ⥋ Sartrouville — Lycée Évariste-Galois                                                 | Maisons-Laffitte — Eugène Adam ⥋ Sartrouville — Lycée Évariste-Galois                                                 | Maisons-Laffitte — Eugène Adam ⥋ Sartrouville — Lycée Évariste-Galois                                                 | Maisons-Laffitte — Eugène Adam ⥋ Sartrouville — Lycée Évariste-Galois                                                 | Maisons-Laffitte — Eugène Adam ⥋ Sartrouville — Lycée Évariste-Galois                                                 | Maisons-Laffitte — Eugène Adam ⥋ Sartrouville — Lycée Évariste-Galois                                                 | Maisons-Laffitte — Eugène Adam ⥋ Sartrouville — Lycée Évariste-Galois                                                 | Maisons-Laffitte — Eugène Adam ⥋ Sartrouville — Lycée Évariste-Galois                                                 |
| 60     | Ouverture / Fermeture 2 septembre 2024 / — | Longueur — | Durée — | Nb. d’arrêts — | Matériel — | Jours de fonctionnement L, Ma, Me, J, V                                                                               | Jour / Soir / Nuit / Fêtes O / N / N / N                                                                              | Voy. / an — | Dépôt — |
| 60     | Desserte : - Villes et lieux desservis : Maisons-Laffitte et Sartrouville - Station et gare desservie : Aucune. | | | | | | | | |
| 60     | Autre : - Zone traversée : 4 - Arrêts non accessibles aux UFR : — - Amplitudes horaires : - Date de dernière mise à jour : 9 octobre 2024. | | | | | | | | |
| 60     | Dernière actualisation : — | | | | | | | | |
| 61     | Maisons-Laffitte — Place Napoléon ⥋ Sartrouville — Lycée Évariste-Galois | Maisons-Laffitte — Place Napoléon ⥋ Sartrouville — Lycée Évariste-Galois                                              | Maisons-Laffitte — Place Napoléon ⥋ Sartrouville — Lycée Évariste-Galois                                              | Maisons-Laffitte — Place Napoléon ⥋ Sartrouville — Lycée Évariste-Galois                                              | Maisons-Laffitte — Place Napoléon ⥋ Sartrouville — Lycée Évariste-Galois                                              | Maisons-Laffitte — Place Napoléon ⥋ Sartrouville — Lycée Évariste-Galois                                              | Maisons-Laffitte — Place Napoléon ⥋ Sartrouville — Lycée Évariste-Galois                                              | Maisons-Laffitte — Place Napoléon ⥋ Sartrouville — Lycée Évariste-Galois                                              | Maisons-Laffitte — Place Napoléon ⥋ Sartrouville — Lycée Évariste-Galois                                              |
| 61     | Ouverture / Fermeture 2 septembre 2024 / — | Longueur — | Durée — | Nb. d’arrêts — | Matériel — | Jours de fonctionnement L, Ma, Me, J, V                                                                               | Jour / Soir / Nuit / Fêtes O / N / N / N                                                                              | Voy. / an — | Dépôt — |
| 61     | Desserte : - Villes et lieux desservis : Maisons-Laffitte et Sartrouville - Station et gare desservie : Aucune. | | | | | | | | |
| 61     | Autre : - Zone traversée : 4 - Arrêts non accessibles aux UFR : — - Amplitudes horaires : - Date de dernière mise à jour : 9 octobre 2024. | | | | | | | | |
| 61     | Dernière actualisation : — | | | | | | | | |
| 62     | Maisons-Laffitte — République ⥋ Sartrouville — Lycée Évariste-Galois | Maisons-Laffitte — République ⥋ Sartrouville — Lycée Évariste-Galois                                                  | Maisons-Laffitte — République ⥋ Sartrouville — Lycée Évariste-Galois                                                  | Maisons-Laffitte — République ⥋ Sartrouville — Lycée Évariste-Galois                                                  | Maisons-Laffitte — République ⥋ Sartrouville — Lycée Évariste-Galois                                                  | Maisons-Laffitte — République ⥋ Sartrouville — Lycée Évariste-Galois                                                  | Maisons-Laffitte — République ⥋ Sartrouville — Lycée Évariste-Galois                                                  | Maisons-Laffitte — République ⥋ Sartrouville — Lycée Évariste-Galois                                                  | Maisons-Laffitte — République ⥋ Sartrouville — Lycée Évariste-Galois                                                  |
| 62     | Ouverture / Fermeture 2 septembre 2024 / — | Longueur — | Durée — | Nb. d’arrêts — | Matériel — | Jours de fonctionnement L, Ma, Me, J, V                                                                               | Jour / Soir / Nuit / Fêtes O / N / N / N                                                                              | Voy. / an — | Dépôt — |
| 62     | Desserte : - Villes et lieux desservis : Maisons-Laffitte, Le Mesnil-le-Roi et Sartrouville - Station et gare desservie : Aucune. | | | | | | | | |
| 62     | Autre : - Zone traversée : 4 - Arrêts non accessibles aux UFR : — - Amplitudes horaires : - Date de dernière mise à jour : 9 octobre 2024. | | | | | | | | |
| 62     | Dernière actualisation : — | | | | | | | | |
| 63     | Maisons-Laffitte — Rue du Tir ⥋ Sartrouville — Lycée Évariste-Galois | Maisons-Laffitte — Rue du Tir ⥋ Sartrouville — Lycée Évariste-Galois                                                  | Maisons-Laffitte — Rue du Tir ⥋ Sartrouville — Lycée Évariste-Galois                                                  | Maisons-Laffitte — Rue du Tir ⥋ Sartrouville — Lycée Évariste-Galois                                                  | Maisons-Laffitte — Rue du Tir ⥋ Sartrouville — Lycée Évariste-Galois                                                  | Maisons-Laffitte — Rue du Tir ⥋ Sartrouville — Lycée Évariste-Galois                                                  | Maisons-Laffitte — Rue du Tir ⥋ Sartrouville — Lycée Évariste-Galois                                                  | Maisons-Laffitte — Rue du Tir ⥋ Sartrouville — Lycée Évariste-Galois                                                  | Maisons-Laffitte — Rue du Tir ⥋ Sartrouville — Lycée Évariste-Galois                                                  |
| 63     | Ouverture / Fermeture 2 septembre 2024 / — | Longueur — | Durée — | Nb. d’arrêts — | Matériel — | Jours de fonctionnement L, Ma, Me, J, V                                                                               | Jour / Soir / Nuit / Fêtes O / N / N / N                                                                              | Voy. / an — | Dépôt — |
| 63     | Desserte : - Villes et lieux desservis : Maisons-Laffitte, Le Mesnil-le-Roi et Sartrouville - Station et gare desservie : Aucune. | | | | | | | | |
| 63     | Autre : - Zone traversée : 4 - Arrêts non accessibles aux UFR : — - Amplitudes horaires : - Date de dernière mise à jour : 9 octobre 2024. | | | | | | | | |
| 63     | Dernière actualisation : — | | | | | | | | |
| 501    | Sartrouville — Romain Rolland ⥋ Sartrouville — Lycée E. Galois - Collège Colette | Sartrouville — Romain Rolland ⥋ Sartrouville — Lycée E. Galois - Collège Colette                                      | Sartrouville — Romain Rolland ⥋ Sartrouville — Lycée E. Galois - Collège Colette                                      | Sartrouville — Romain Rolland ⥋ Sartrouville — Lycée E. Galois - Collège Colette                                      | Sartrouville — Romain Rolland ⥋ Sartrouville — Lycée E. Galois - Collège Colette                                      | Sartrouville — Romain Rolland ⥋ Sartrouville — Lycée E. Galois - Collège Colette                                      | Sartrouville — Romain Rolland ⥋ Sartrouville — Lycée E. Galois - Collège Colette                                      | Sartrouville — Romain Rolland ⥋ Sartrouville — Lycée E. Galois - Collège Colette                                      | Sartrouville — Romain Rolland ⥋ Sartrouville — Lycée E. Galois - Collège Colette                                      |
| 501    | Ouverture / Fermeture — / — | Longueur 5,25 km | Durée 20-40 min | Nb. d’arrêts 10 | Matériel Citaro G | Jours de fonctionnement L, Ma, Me, J, V                                                                               | Jour / Soir / Nuit / Fêtes O / N / N / N                                                                              | Voy. / an — | Dépôt Argenteuil |
| 501    | Desserte : - Ville et lieux desservis : Sartrouville (Collège Romain-Rolland, Lycée E. Galois, Collège Colette) | | | | | | | | |
| 501    | Autre : - Zone traversée : 4 - Arrêt non accessible aux UFR : — - Amplitudes horaires : La ligne fonctionne du lundi au vendredi en période scolaire de 7 h 40 à 9 h 20 puis de 15 h 50 à 18 h 20 / 12 h 45 à 13 h 5 (le mercredi uniquement). - Date de dernière mise à jour : 23 février 2022. | | | | | | | | |
| 501    | Dernière actualisation : — | | | | | | | | |
| 502    | Sartrouville — Barian ⥋ Sartrouville — Lycée E. Galois - Collège Colette | Sartrouville — Barian ⥋ Sartrouville — Lycée E. Galois - Collège Colette                                              | Sartrouville — Barian ⥋ Sartrouville — Lycée E. Galois - Collège Colette                                              | Sartrouville — Barian ⥋ Sartrouville — Lycée E. Galois - Collège Colette                                              | Sartrouville — Barian ⥋ Sartrouville — Lycée E. Galois - Collège Colette                                              | Sartrouville — Barian ⥋ Sartrouville — Lycée E. Galois - Collège Colette                                              | Sartrouville — Barian ⥋ Sartrouville — Lycée E. Galois - Collège Colette                                              | Sartrouville — Barian ⥋ Sartrouville — Lycée E. Galois - Collège Colette                                              | Sartrouville — Barian ⥋ Sartrouville — Lycée E. Galois - Collège Colette                                              |
| 502    | Ouverture / Fermeture — / — | Longueur 5 km | Durée 20-25 min | Nb. d’arrêts 10 | Matériel Citaro G | Jours de fonctionnement L, Ma, Me, J, V                                                                               | Jour / Soir / Nuit / Fêtes O / N / N / N                                                                              | Voy. / an — | Dépôt Argenteuil |
| 502    | Desserte : - Ville et lieux desservis : Sartrouville (Collège Milhaud, Lycée E. Galois, Collège Colette) | | | | | | | | |
| 502    | Autre : - Zone traversée : 4 - Arrêt non accessible aux UFR : — - Amplitudes horaires : La ligne fonctionne du lundi au vendredi en période scolaire de 7 h 45 à 8 h 10 / 9 h 20 (le mercredi uniquement) puis de 15 h 50 à 18 h 15 / de 12 h 45 à 13 h 5 (le mercredi uniquement). - Date de dernière mise à jour : 23 février 2022. | | | | | | | | |
| 502    | Dernière actualisation : — | | | | | | | | |
| 503    | Sartrouville — Boulevard de Bezons ⥋ Sartrouville — Lycée E. Galois - Collège Colette | Sartrouville — Boulevard de Bezons ⥋ Sartrouville — Lycée E. Galois - Collège Colette                                 | Sartrouville — Boulevard de Bezons ⥋ Sartrouville — Lycée E. Galois - Collège Colette                                 | Sartrouville — Boulevard de Bezons ⥋ Sartrouville — Lycée E. Galois - Collège Colette                                 | Sartrouville — Boulevard de Bezons ⥋ Sartrouville — Lycée E. Galois - Collège Colette                                 | Sartrouville — Boulevard de Bezons ⥋ Sartrouville — Lycée E. Galois - Collège Colette                                 | Sartrouville — Boulevard de Bezons ⥋ Sartrouville — Lycée E. Galois - Collège Colette                                 | Sartrouville — Boulevard de Bezons ⥋ Sartrouville — Lycée E. Galois - Collège Colette                                 | Sartrouville — Boulevard de Bezons ⥋ Sartrouville — Lycée E. Galois - Collège Colette                                 |
| 503    | Ouverture / Fermeture — / — | Longueur 8,20 km | Durée 30-40 min | Nb. d’arrêts 14 | Matériel Citaro G | Jours de fonctionnement L, Ma, Me, J, V, S                                                                            | Jour / Soir / Nuit / Fêtes O / N / N / N                                                                              | Voy. / an — | Dépôt Argenteuil |
| 503    | Desserte : - Ville et lieux desservis : Sartrouville (Collège Romain-Rolland, Collège Milhaud, Lycée E. Galois, Collège Colette) | | | | | | | | |
| 503    | Autre : - Zone traversée : 4 - Arrêt non accessible aux UFR : — - Amplitudes horaires : La ligne fonctionne du lundi au vendredi en période scolaire de 7 h 35 à 10 h 20 puis de 10 h 40 à 14 h 20 (le mercredi uniquement) et le samedi de 7 h 50 à 9 h 20 puis de 11 h 45 à 13 h 25. - Date de dernière mise à jour : 23 février 2022. | | | | | | | | |
| 503    | Dernière actualisation : — | | | | | | | | |

#### Lignes S1 à S7
| Ligne | Caractéristiques | Caractéristiques                                                            | Caractéristiques                                                            | Caractéristiques                                                            | Caractéristiques                                                            | Caractéristiques                                                            | Caractéristiques                                                            | Caractéristiques                                                            | Caractéristiques                                                            |
| S1    | Montesson — Collège Pablo-Picasso ⥋ Gare de Sartrouville | Montesson — Collège Pablo-Picasso ⥋ Gare de Sartrouville                    | Montesson — Collège Pablo-Picasso ⥋ Gare de Sartrouville                    | Montesson — Collège Pablo-Picasso ⥋ Gare de Sartrouville                    | Montesson — Collège Pablo-Picasso ⥋ Gare de Sartrouville                    | Montesson — Collège Pablo-Picasso ⥋ Gare de Sartrouville                    | Montesson — Collège Pablo-Picasso ⥋ Gare de Sartrouville                    | Montesson — Collège Pablo-Picasso ⥋ Gare de Sartrouville                    | Montesson — Collège Pablo-Picasso ⥋ Gare de Sartrouville                    |
| ----- | --- | --------------------------------------------------------------------------- | --------------------------------------------------------------------------- | --------------------------------------------------------------------------- | --------------------------------------------------------------------------- | --------------------------------------------------------------------------- | --------------------------------------------------------------------------- | --------------------------------------------------------------------------- | --------------------------------------------------------------------------- |
| S1    | Ouverture / Fermeture 16 avril 2018 / — | Longueur —                                                                  | Durée 15 min                                                                | Nb. d’arrêts 9                                                              | Matériel Lion's City G                                                      | Jours de fonctionnement L, Ma, Me, J, V                                     | Jour / Soir / Nuit / Fêtes O / N / N / N                                    | Voy. / an —                                                                 | Dépôt Montesson                                                             |
| S1    | Desserte : - Villes et lieux desservis : Montesson et Sartrouville - Gare desservie : Sartrouville |                                                                             |                                                                             |                                                                             |                                                                             |                                                                             |                                                                             |                                                                             |                                                                             |
| S1    | Autre : - Zone traversée : 4 - Arrêts non accessibles aux UFR : — - Amplitudes horaires : La ligne fonctionne du lundi au vendredi en période scolaire de 7 h 45 à 9 h puis de 16 h 10 à 17 h 25 (le lundi, mardi, jeudi et vendredi) / de 12 h 30 à 12 h 45 (le mercredi uniquement). - Date de dernière mise à jour : 23 février 2022.                            |                                                                             |                                                                             |                                                                             |                                                                             |                                                                             |                                                                             |                                                                             |                                                                             |
| S1    | Dernière actualisation : — |                                                                             |                                                                             |                                                                             |                                                                             |                                                                             |                                                                             |                                                                             |                                                                             |
| S2    | Montesson — Berges de Montesson ⥋ Sartrouville — Lycée Evariste Galois | Montesson — Berges de Montesson ⥋ Sartrouville — Lycée Evariste Galois      | Montesson — Berges de Montesson ⥋ Sartrouville — Lycée Evariste Galois      | Montesson — Berges de Montesson ⥋ Sartrouville — Lycée Evariste Galois      | Montesson — Berges de Montesson ⥋ Sartrouville — Lycée Evariste Galois      | Montesson — Berges de Montesson ⥋ Sartrouville — Lycée Evariste Galois      | Montesson — Berges de Montesson ⥋ Sartrouville — Lycée Evariste Galois      | Montesson — Berges de Montesson ⥋ Sartrouville — Lycée Evariste Galois      | Montesson — Berges de Montesson ⥋ Sartrouville — Lycée Evariste Galois      |
| S2    | Ouverture / Fermeture 16 avril 2018 / — | Longueur —                                                                  | Durée 25-28 min                                                             | Nb. d’arrêts 15-19                                                          | Matériel Lion's City G                                                      | Jours de fonctionnement L, Ma, Me, J, V, S                                  | Jour / Soir / Nuit / Fêtes O / N / N / N                                    | Voy. / an —                                                                 | Dépôt Montesson                                                             |
| S2    | Desserte : - Villes et lieux desservis : Montesson, Chatou et Sartrouville |                                                                             |                                                                             |                                                                             |                                                                             |                                                                             |                                                                             |                                                                             |                                                                             |
| S2    | Autre : - Zone traversée : 4 - Arrêts non accessibles aux UFR : — - Amplitudes horaires : La ligne fonctionne du lundi au samedi en période scolaire de 7 h 40 à 9 h 10 puis de 15 h 50 à 18 h 20 (le lundi, mardi, jeudi et vendredi) / de 12 h 55 à 13 h 25 (le mercredi et samedi uniquement). - Date de dernière mise à jour : 23 février 2022.                 |                                                                             |                                                                             |                                                                             |                                                                             |                                                                             |                                                                             |                                                                             |                                                                             |
| S2    | Dernière actualisation : — |                                                                             |                                                                             |                                                                             |                                                                             |                                                                             |                                                                             |                                                                             |                                                                             |
| S3    | Chatou — Cormeilles ⥋ Chatou — Paul Bert | Chatou — Cormeilles ⥋ Chatou — Paul Bert                                    | Chatou — Cormeilles ⥋ Chatou — Paul Bert                                    | Chatou — Cormeilles ⥋ Chatou — Paul Bert                                    | Chatou — Cormeilles ⥋ Chatou — Paul Bert                                    | Chatou — Cormeilles ⥋ Chatou — Paul Bert                                    | Chatou — Cormeilles ⥋ Chatou — Paul Bert                                    | Chatou — Cormeilles ⥋ Chatou — Paul Bert                                    | Chatou — Cormeilles ⥋ Chatou — Paul Bert                                    |
| S3    | Ouverture / Fermeture 16 avril 2018 / — | Longueur —                                                                  | Durée 25-30 min                                                             | Nb. d’arrêts 24                                                             | Matériel GX 327                                                             | Jours de fonctionnement L, Ma, Me, J, V                                     | Jour / Soir / Nuit / Fêtes O / N / N / N                                    | Voy. / an —                                                                 | Dépôt Montesson                                                             |
| S3    | Desserte : - Villes et lieux desservis : Chatou et Montesson |                                                                             |                                                                             |                                                                             |                                                                             |                                                                             |                                                                             |                                                                             |                                                                             |
| S3    | Autre : - Zone traversée : 4 - Arrêts non accessibles aux UFR : — - Amplitudes horaires : La ligne fonctionne du lundi au vendredi en période scolaire de 7 h 20 à 8 h 45 puis de 15 h 35 à 18 h (le lundi, mardi, jeudi et vendredi) / de 12 h 30 à 12 h 55 (le mercredi uniquement). - Date de dernière mise à jour : 23 février 2022.                            |                                                                             |                                                                             |                                                                             |                                                                             |                                                                             |                                                                             |                                                                             |                                                                             |
| S3    | Dernière actualisation : — |                                                                             |                                                                             |                                                                             |                                                                             |                                                                             |                                                                             |                                                                             |                                                                             |
| S4    | Carrières-sur-Seine — Monceau ⥋ Carrières-sur-Seine — Collège des Amandiers | Carrières-sur-Seine — Monceau ⥋ Carrières-sur-Seine — Collège des Amandiers | Carrières-sur-Seine — Monceau ⥋ Carrières-sur-Seine — Collège des Amandiers | Carrières-sur-Seine — Monceau ⥋ Carrières-sur-Seine — Collège des Amandiers | Carrières-sur-Seine — Monceau ⥋ Carrières-sur-Seine — Collège des Amandiers | Carrières-sur-Seine — Monceau ⥋ Carrières-sur-Seine — Collège des Amandiers | Carrières-sur-Seine — Monceau ⥋ Carrières-sur-Seine — Collège des Amandiers | Carrières-sur-Seine — Monceau ⥋ Carrières-sur-Seine — Collège des Amandiers | Carrières-sur-Seine — Monceau ⥋ Carrières-sur-Seine — Collège des Amandiers |
| S4    | Ouverture / Fermeture 16 avril 2018 / — | Longueur —                                                                  | Durée 10 min                                                                | Nb. d’arrêts 8                                                              | Matériel Lion's City G                                                      | Jours de fonctionnement L, Ma, Me, J, V                                     | Jour / Soir / Nuit / Fêtes O / N / N / N                                    | Voy. / an —                                                                 | Dépôt Montesson                                                             |
| S4    | Desserte : - Ville et lieux desservis : Carrières-sur-Seine |                                                                             |                                                                             |                                                                             |                                                                             |                                                                             |                                                                             |                                                                             |                                                                             |
| S4    | Autre : - Zone traversée : 4 - Arrêts non accessibles aux UFR : Carnot et Salle des Fêtes - Amplitudes horaires : La ligne fonctionne du lundi au vendredi en période scolaire de 7 h 55 à 9 h 15 puis de 16 h 15 à 17 h 15 (le lundi, mardi, jeudi et vendredi) / de 12 h 30 à 12 h 40 (le mercredi uniquement). - Date de dernière mise à jour : 23 février 2022. |                                                                             |                                                                             |                                                                             |                                                                             |                                                                             |                                                                             |                                                                             |                                                                             |
| S4    | Dernière actualisation : — |                                                                             |                                                                             |                                                                             |                                                                             |                                                                             |                                                                             |                                                                             |                                                                             |
| S5    | Carrières-sur-Seine — Piscine ⥋ Carrières-sur-Seine — Collège des Amandiers | Carrières-sur-Seine — Piscine ⥋ Carrières-sur-Seine — Collège des Amandiers | Carrières-sur-Seine — Piscine ⥋ Carrières-sur-Seine — Collège des Amandiers | Carrières-sur-Seine — Piscine ⥋ Carrières-sur-Seine — Collège des Amandiers | Carrières-sur-Seine — Piscine ⥋ Carrières-sur-Seine — Collège des Amandiers | Carrières-sur-Seine — Piscine ⥋ Carrières-sur-Seine — Collège des Amandiers | Carrières-sur-Seine — Piscine ⥋ Carrières-sur-Seine — Collège des Amandiers | Carrières-sur-Seine — Piscine ⥋ Carrières-sur-Seine — Collège des Amandiers | Carrières-sur-Seine — Piscine ⥋ Carrières-sur-Seine — Collège des Amandiers |
| S5    | Ouverture / Fermeture 16 avril 2018 / — | Longueur —                                                                  | Durée 10-20 min                                                             | Nb. d’arrêts 9                                                              | Matériel Lion's City                                                        | Jours de fonctionnement L, Ma, Me, J, V                                     | Jour / Soir / Nuit / Fêtes O / N / N / N                                    | Voy. / an —                                                                 | Dépôt Montesson                                                             |
| S5    | Desserte : - Villes et lieux desservis : Carrières-sur-Seine et Houilles - Gare desservie : Houilles - Carrières-sur-Seine |                                                                             |                                                                             |                                                                             |                                                                             |                                                                             |                                                                             |                                                                             |                                                                             |
| S5    | Autre : - Zone traversée : 4 - Arrêts non accessibles aux UFR : — - Amplitudes horaires : La ligne fonctionne du lundi au vendredi en période scolaire de 7 h 45 à 9 h 15 puis de 16 h 15 à 17 h 15 (le lundi, mardi, jeudi et vendredi) / de 12 h 30 à 12 h 40 (le mercredi uniquement). - Date de dernière mise à jour : 23 février 2022.                         |                                                                             |                                                                             |                                                                             |                                                                             |                                                                             |                                                                             |                                                                             |                                                                             |
| S5    | Dernière actualisation : — |                                                                             |                                                                             |                                                                             |                                                                             |                                                                             |                                                                             |                                                                             |                                                                             |
| S6    | Carrières-sur-Seine — Lycée Les Pierres Vives ⥋ Houilles — Martyrs | Carrières-sur-Seine — Lycée Les Pierres Vives ⥋ Houilles — Martyrs          | Carrières-sur-Seine — Lycée Les Pierres Vives ⥋ Houilles — Martyrs          | Carrières-sur-Seine — Lycée Les Pierres Vives ⥋ Houilles — Martyrs          | Carrières-sur-Seine — Lycée Les Pierres Vives ⥋ Houilles — Martyrs          | Carrières-sur-Seine — Lycée Les Pierres Vives ⥋ Houilles — Martyrs          | Carrières-sur-Seine — Lycée Les Pierres Vives ⥋ Houilles — Martyrs          | Carrières-sur-Seine — Lycée Les Pierres Vives ⥋ Houilles — Martyrs          | Carrières-sur-Seine — Lycée Les Pierres Vives ⥋ Houilles — Martyrs          |
| S6    | Ouverture / Fermeture 16 avril 2018 / — | Longueur —                                                                  | Durée 20-25 min                                                             | Nb. d’arrêts 10                                                             | Matériel Lion's City G                                                      | Jours de fonctionnement L, Ma, Me, J, V                                     | Jour / Soir / Nuit / Fêtes O / N / N / N                                    | Voy. / an —                                                                 | Dépôt Montesson                                                             |
| S6    | Desserte : - Villes et lieux desservis : Carrières-sur-Seine et Houilles - Gare desservie : Houilles - Carrières-sur-Seine |                                                                             |                                                                             |                                                                             |                                                                             |                                                                             |                                                                             |                                                                             |                                                                             |
| S6    | Autre : - Zone traversée : 4 - Arrêts non accessibles aux UFR : — - Amplitudes horaires : La ligne fonctionne du lundi au vendredi en période scolaire de 7 h 20 à 8 h 50 puis de 17 h 15 à 18 h 40 (le lundi, mardi, jeudi et vendredi) / de 12 h 10 à 13 h 30 (le mercredi uniquement). - Date de dernière mise à jour : 23 février 2022.                         |                                                                             |                                                                             |                                                                             |                                                                             |                                                                             |                                                                             |                                                                             |                                                                             |
| S6    | Dernière actualisation : — |                                                                             |                                                                             |                                                                             |                                                                             |                                                                             |                                                                             |                                                                             |                                                                             |
| S7    | Montesson — Théophile Roussel ⥋ Sartrouville — Lycée Evariste Galois | Montesson — Théophile Roussel ⥋ Sartrouville — Lycée Evariste Galois        | Montesson — Théophile Roussel ⥋ Sartrouville — Lycée Evariste Galois        | Montesson — Théophile Roussel ⥋ Sartrouville — Lycée Evariste Galois        | Montesson — Théophile Roussel ⥋ Sartrouville — Lycée Evariste Galois        | Montesson — Théophile Roussel ⥋ Sartrouville — Lycée Evariste Galois        | Montesson — Théophile Roussel ⥋ Sartrouville — Lycée Evariste Galois        | Montesson — Théophile Roussel ⥋ Sartrouville — Lycée Evariste Galois        | Montesson — Théophile Roussel ⥋ Sartrouville — Lycée Evariste Galois        |
| S7    | Ouverture / Fermeture 16 avril 2018 / — | Longueur —                                                                  | Durée 15 min                                                                | Nb. d’arrêts 7                                                              | Matériel GX 337 Hybrid                                                      | Jours de fonctionnement L, Ma, Me, J, V, S                                  | Jour / Soir / Nuit / Fêtes O / N / N / N                                    | Voy. / an —                                                                 | Dépôt Montesson                                                             |
| S7    | Desserte : - Villes et lieux desservis : Montesson et Sartrouville - Gare desservie : Sartrouville |                                                                             |                                                                             |                                                                             |                                                                             |                                                                             |                                                                             |                                                                             |                                                                             |
| S7    | Autre : - Zone traversée : 4 - Arrêts non accessibles aux UFR : — - Amplitudes horaires : La ligne fonctionne du lundi au samedi en période scolaire de 8 h à 9 h 20 puis de 15 h 50 à 18 h 5 (le lundi, mardi, jeudi et vendredi) / de 12 h 55 à 13 h 10 (le mercredi et samedi uniquement). - Date de dernière mise à jour : 23 février 2022.                     |                                                                             |                                                                             |                                                                             |                                                                             |                                                                             |                                                                             |                                                                             |                                                                             |
| S7    | Dernière actualisation : — |                                                                             |                                                                             |                                                                             |                                                                             |                                                                             |                                                                             |                                                                             |                                                                             |

## Gestion et exploitation
Les réseaux de transports en commun franciliens sont organisés par Île-de-France Mobilités. L'exploitation du réseau de bus d'Argenteuil - Boucles de Seine revient à Keolis Argenteuil Boucles de Seine depuis le 1er janvier 2022. Ce dernier fait appel à un sous-traitant pour la ligne 37, Keolis Delion,.

### Parc de véhicules

#### Dépôts
| Lieux                                   | Lignes remisées                                                               |
| --------------------------------------- | ----------------------------------------------------------------------------- |
| 18 rue Jean Poulmarch (Argenteuil)      | 1 (r) 2 (r) 3 4 5 6 (r) 7 8 9 17 18 34 501 502 503 B G H J                    |
| 156 avenue Paul Doumer (Montesson)      | A B C D E F K L M P T S1 S2 S3 S4 S5 S6 S7 1 (s) 12 (s) 2 (m) 6 (m) 12 (m) 40 |
| Sous-traitance Keolis Delion (Nanterre) | 37                                                                            |
| 76 avenue de l'Yser (CTM Houilles)      | N                                                                             |

En plus de leur fonction de remisage, les dépôts ont également pour mission d'assurer l'entretien préventif et curatif du matériel. L'entretien curatif ou correctif a lieu quand une panne ou un dysfonctionnement est signalé par un machiniste.

#### Parc de véhicules
Le réseau de bus d'Argenteuil - Boucles de Seine dispose d'un parc de plus de 150 autobus standards, articulés et midibus :

##### Bus standards
| Constructeur    | Modèle          | Nombre | Numéros de coquille                                                              | Période de mise en service            | Affectation                                                   | Observation |
| --------------- | --------------- | ------ | -------------------------------------------------------------------------------- | ------------------------------------- | ------------------------------------------------------------- | --- |
| Heuliez Bus     | GX 327          | 23     | A171-A172, A181-A189, A191-A194, 1122, 5043-5044, 5106, 6089, 7111, 12188, 13043 | Entre décembre 2005 et janvier 2014   | A B C L P T S3 37                                             | Ex-Transdev Montesson La Boucle depuis janvier 2022 (n°A171-A172, A181-A194) Ex-Transdev Conflans Sainte-Honorine depuis janvier 2022 (n°5106, 1122, 70111, 12188, 13043) Ex-Transdev TVO depuis janvier 2022 (n°5043-5044)         |
| Heuliez Bus     | GX 337          | 3      | A195-A197                                                                        | Entre juillet 2014 et décembre 2014   | C                                                             | Ex-Transdev Montesson La Boucle depuis janvier 2022 |
| Heuliez Bus     | GX 337 Hybrid   | 8      | A198-A205                                                                        | Entre juillet 2015 et juin 2016       | A B C D S7                                                    | Ex-Transdev Montesson La Boucle depuis janvier 2022 |
| Heuliez Bus     | GX 337 Elec     | 36     | 7004-7039                                                                        | Entre mars 2019 et février 2021       | 1 (r) 2 (r) 4 5 6 (r) 18 G H J                                | Ex-Transdev TVO depuis janvier 2022 |
| MAN Truck & Bus | Lion's City     | 11     | 1000, 1731-1733, 1735-1736, 1739, 1741, 1743-1745                                | Entre juillet 2018 et février 2020    | 4 5 7 34 A B C J T S5                                         | Ex-Transdev TVO depuis janvier 2022 (n°1000) Ex-Transdev Montesson La Boucle depuis janvier 2022 (n°1731-1733, 1735-1736, 1739, 1741, 1743-1745)                                                                                    |
| MAN Truck & Bus | Lion's City L   | 8      | 9000-9007                                                                        | Entre mai 2018 et décembre 2019       | 8 9                                                           | Trois essieux, 15 m de long Ex-Transdev TVO depuis janvier 2022 |
| Mercedes-Benz   | Citaro Facelift | 51     | A154-A158, A160-A163, A167-A169, 689, 698-702, 714, 6301-6331, 6333              | Entre octobre 2007 et juillet 2013    | 1 (r) 2 (r) 4 6 (r) 7 8 18 34 D G L P T 2 (m) 6 (m) 12 (m) 57 | Ex-Transdev Montesson La Boucle depuis janvier 2022 (n°A154-A158, A160-A163, A167-A169) Ex-Transdev TVO depuis janvier 2022 (n°6301-6331, 6333) En prêt de chez Keolis Meyer depuis janvier 2022 (n°689, 698-702, 714)              |
| Mercedes-Benz   | Citaro C2       | 9      | 6340, 6349-6351, 6353, 16223, 17253, 73573-73574                                 | Entre avril 2014 et décembre 2017     | 4 6 (r) 7 A C P 37                                            | Ex-Transdev Montesson La Boucle depuis janvier 2022 et ex-Transdev TVO depuis 2021 (n°6340, 6349-6351, 6353) Ex-Transdev Nanterre depuis janvier 2022 (n°17253) Ex-Transdev Montesson La Boucle depuis janvier 2022 (n°73573-73574) |
| Volvo Buses     | 7900 Hybrid     | 3      | 16175, 17613, 18239                                                              | Entre septembre 2016 et novembre 2018 | 2 (m) 6 (m)                                                   | Ex-Transdev Conflans Sainte-Honorine depuis janvier 2022 |

##### Bus articulés
| Constructeur    | Modèle                           | Nombre | Numéros de coquille   | Période de mise en service           | Affectation     | Observation |
| --------------- | -------------------------------- | ------ | --------------------- | ------------------------------------ | --------------- | --- |
| Heuliez Bus     | GX 427                           | 2      | 11468, 12075          | Entre octobre 2011 et juillet 2012   | L 40            | Ex-Transdev Nanterre depuis janvier 2022 |
| Heuliez Bus     | GX 437                           | 2      | 6218-6219             | juillet 2018                         | 9               | Ex-Transdev TVO depuis janvier 2022 et ex-Transdev STRAV depuis mars 2021 |
| MAN Truck & Bus | Lion's City G                    | 7      | 1724-1730             | juillet 2018                         | L S1 S2 S4 S6   | Ex-Transdev Montesson La Boucle depuis janvier 2022 |
| MAN Truck & Bus | Lion's City 18c Efficient Hybrid | 1      | 1750                  | août 2019                            | L               | Ex-Transdev Montesson La Boucle depuis janvier 2022 |
| Mercedes-Benz   | Citaro G                         | 3      | 6103-6105             | novembre 2006                        | 8 9 501 502 503 | Ex-Transdev TVO depuis janvier 2022 |
| Mercedes-Benz   | Citaro G Facelift                | 14     | 1123, 6201-6212, 6220 | Entre mars 2008 et août 2011         | 8 9 2 (m)       | Ex-Transdev TVO depuis janvier 2022 (6201-6212) Ex-Transdev TVO depuis janvier 2022 et ex-Transdev Marne-La-Vallée n°93508 depuis août 2021 (n°6220) Ex-Transdev Conflans Sainte-Honorine depuis janvier 2022 (n°1123) |
| Mercedes-Benz   | Citaro G C2                      | 5      | 6214-6217, 18244      | Entre juillet 2018 et septembre 2018 | 9 40            | Ex-Transdev TVO depuis janvier 2022 |
| Volvo Buses     | 7900A Hybrid                     | 1      | 15160                 | décembre 2015                        | 2 (m)           | Ex-Transdev Conflans-Sainte-Honorine depuis janvier 2022 |

##### Midibus
| Constructeur | Modèle   | Nombre | Numéros de coquille               | Période de mise en service          | Affectation            | Observation |
| ------------ | -------- | ------ | --------------------------------- | ----------------------------------- | ---------------------- | --- |
| Heuliez Bus  | GX 127 L | 2      | 1092-1093                         | octobre 2010                        | —                      | Ex-Transdev Montesson La Boucle depuis janvier 2022                                                                              |
| Heuliez Bus  | GX 137   | 4      | A208-A211                         | Entre décembre 2019 et juillet 2020 | 20 K                   | Ex-Transdev Montesson La Boucle depuis janvier 2022                                                                              |
| Heuliez Bus  | GX 137 L | 27     | A206-A207, 8804-8825, 74618-74620 | décembre 2019                       | 3 17 B F G H J P 1 (s) | Ex-Transdev Montesson La Boucle depuis janvier 2022 (n°A206-A207, 74618-74620) Ex-Transdev TVO depuis janvier 2022 (n°8804-8825) |

##### Minibus
| Constructeur | Modèle | Nombre     | Numéros de coquille | Période de mise en service | Affectation | Observation |
| ------------ | ------ | ---------- | ------------------- | -------------------------- | ----------- | ----------- |
| Karsan       | e-Jest | au moins 2 | —                   | 2022                       | N           |             |

##### Autocars
| Constructeur  | Modèle        | Nombre | Numéros de coquille       | Période de mise en service          | Affectation | Observation                                              |
| ------------- | ------------- | ------ | ------------------------- | ----------------------------------- | ----------- | -------------------------------------------------------- |
| Iveco Bus     | Crossway Line | 1      | 14031                     | juillet 2014                        | —           | Ex-Transdev Conflans Sainte-Honorine depuis janvier 2022 |
| Mercedes-Benz | Intouro       | 3      | 22312, 25992, 32874       | Entre décembre 2013 et juillet 2018 | 12 (s)      | Ex-Transdev Montesson La Boucle depuis janvier 2022      |
| Mercedes-Benz | Intouro M     | 5      | 23320-23322, 25068, 32971 | Entre juin 2014 et juillet 2019     | 1 (s) 56 57 | Ex-Transdev Montesson La Boucle depuis janvier 2022      |

### Tarification et fonctionnement
La tarification des lignes d'autobus d'Île-de-France est unifiée et accessible avec les mêmes abonnements. Un ticket « bus-tram », qui remplace le ticket t+ au 1er janvier 2025, permet un trajet simple quelle que soit la distance, avec une ou plusieurs correspondances possibles avec les autres lignes de bus et de tramway pendant une durée maximale de 1 h 30 entre la première et dernière validation. En revanche, un ticket validé dans un bus ne permet pas d'emprunter le métro, ni le Transilien et le RER. Les lignes Orlybus et Roissybus, assurant de façon directe les dessertes aéroportuaires via autoroute, disposent d'une tarification spécifique mais sont accessibles avec les abonnements habituels.
Les tarifs des billets et abonnements dont le montant est limité par décision politique ne couvrent pas les frais réels de transport. Le manque à gagner est compensé par l'autorité organisatrice, Île-de-France Mobilités, présidée depuis 2005 par le président du conseil régional d'Île-de-France et composé d'élus locaux. Elle définit les conditions générales d'exploitation ainsi que la durée et la fréquence des services. L'équilibre financier du fonctionnement est assuré par une dotation globale annuelle aux transporteurs de la région grâce au versement mobilité payé par les entreprises et aux contributions des collectivités publiques.

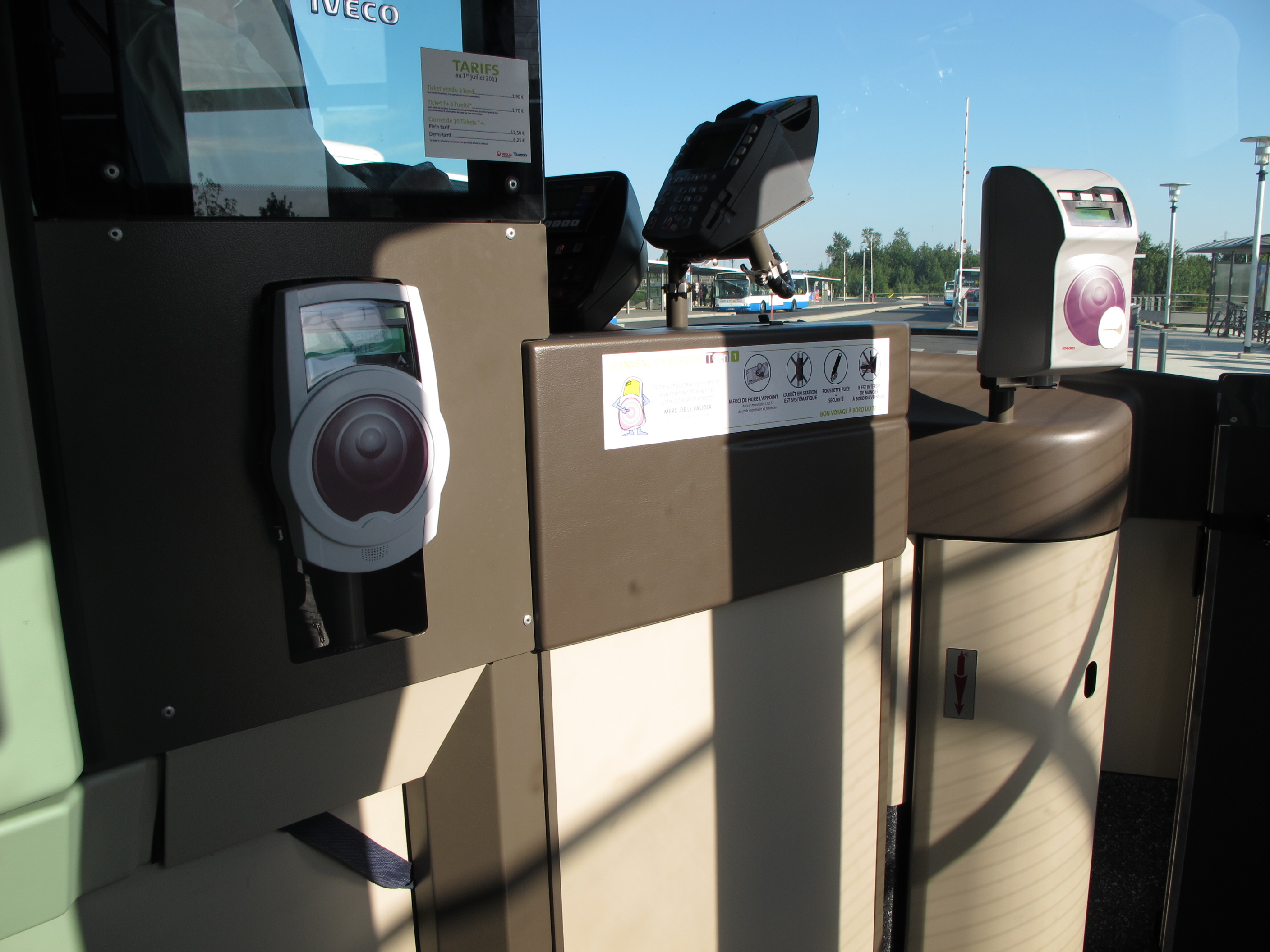
Validateurs pour passes Navigo (à gauche) et pour tickets carton (à droite) présents dans les bus et tramway.

L’achat de ticket par SMS est possible depuis 2018, en envoyant ARGBDS au 93100 (coût de 2,50€ depuis le 01/01/2023 prélevé sur les factures de téléphone). Ce ticket SMS est valable 1h sans correspondance.

## Galerie de photographies

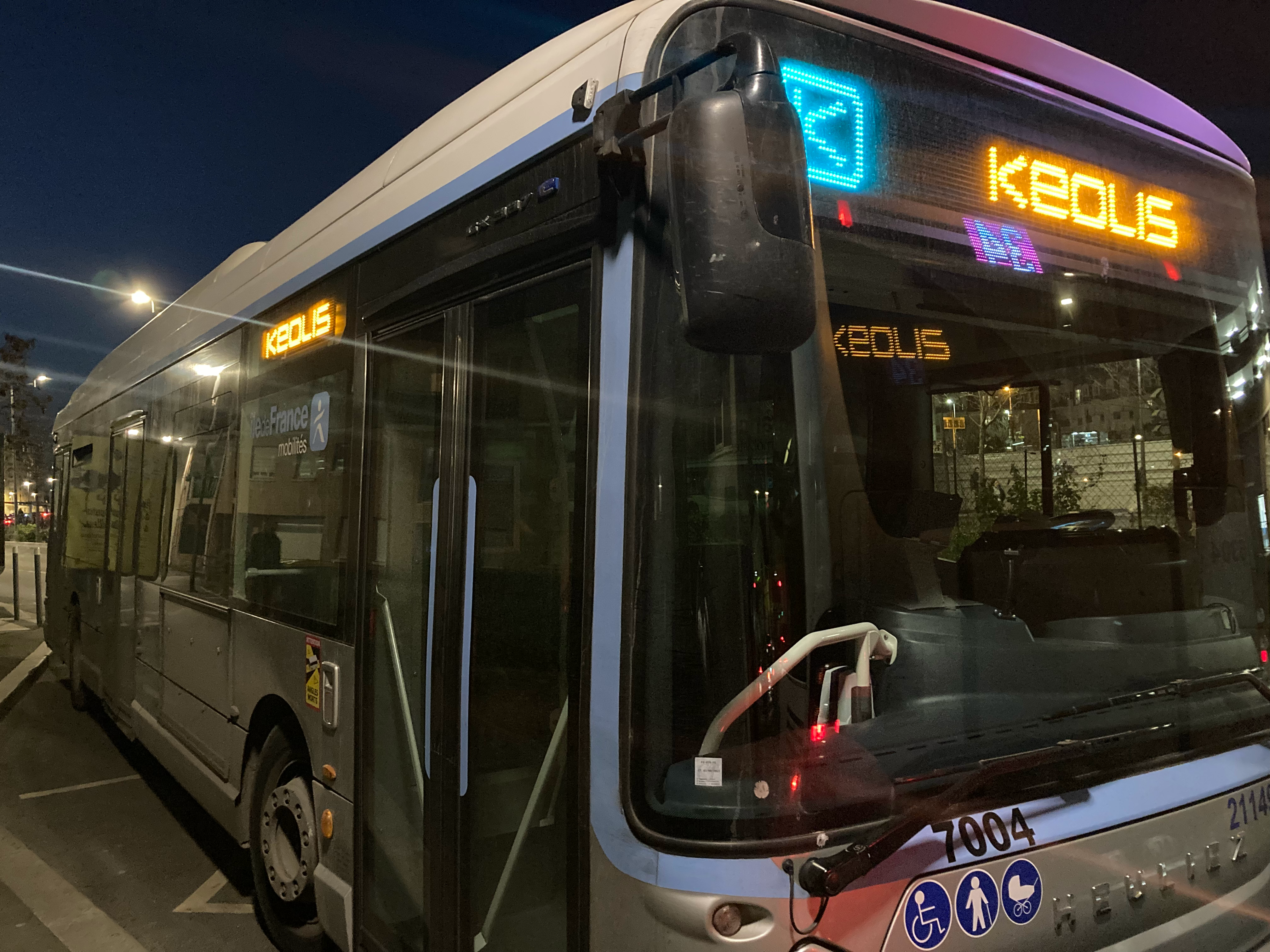
Heuliez GX 337 Elec n°7004 sans voyageurs à la gare de Houilles - Carrières-sur-Seine.
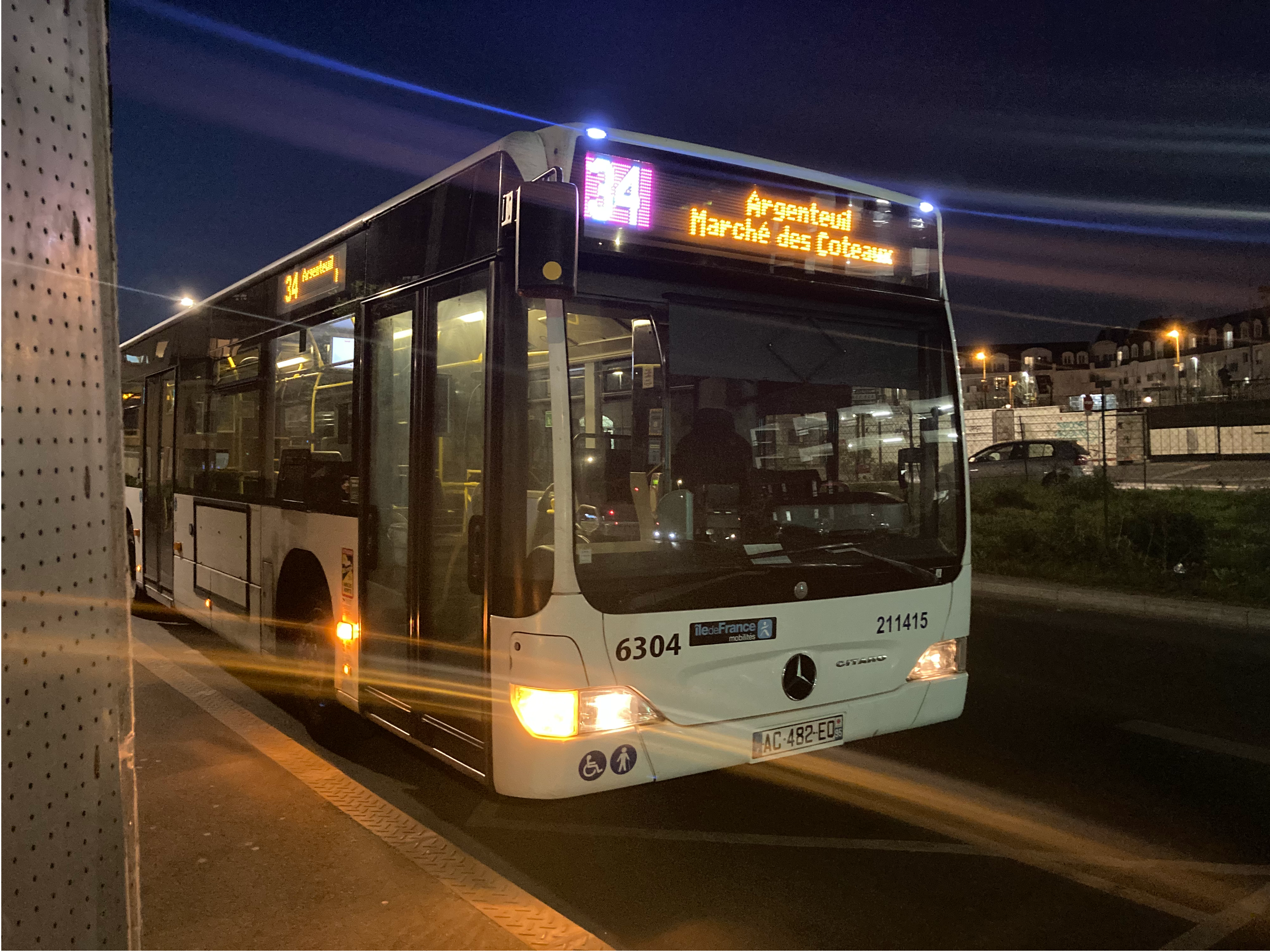
Mercedes Citaro Facelift n°6304 sur la ligne 34 à la gare de Houilles - Carrières-sur-Seine.
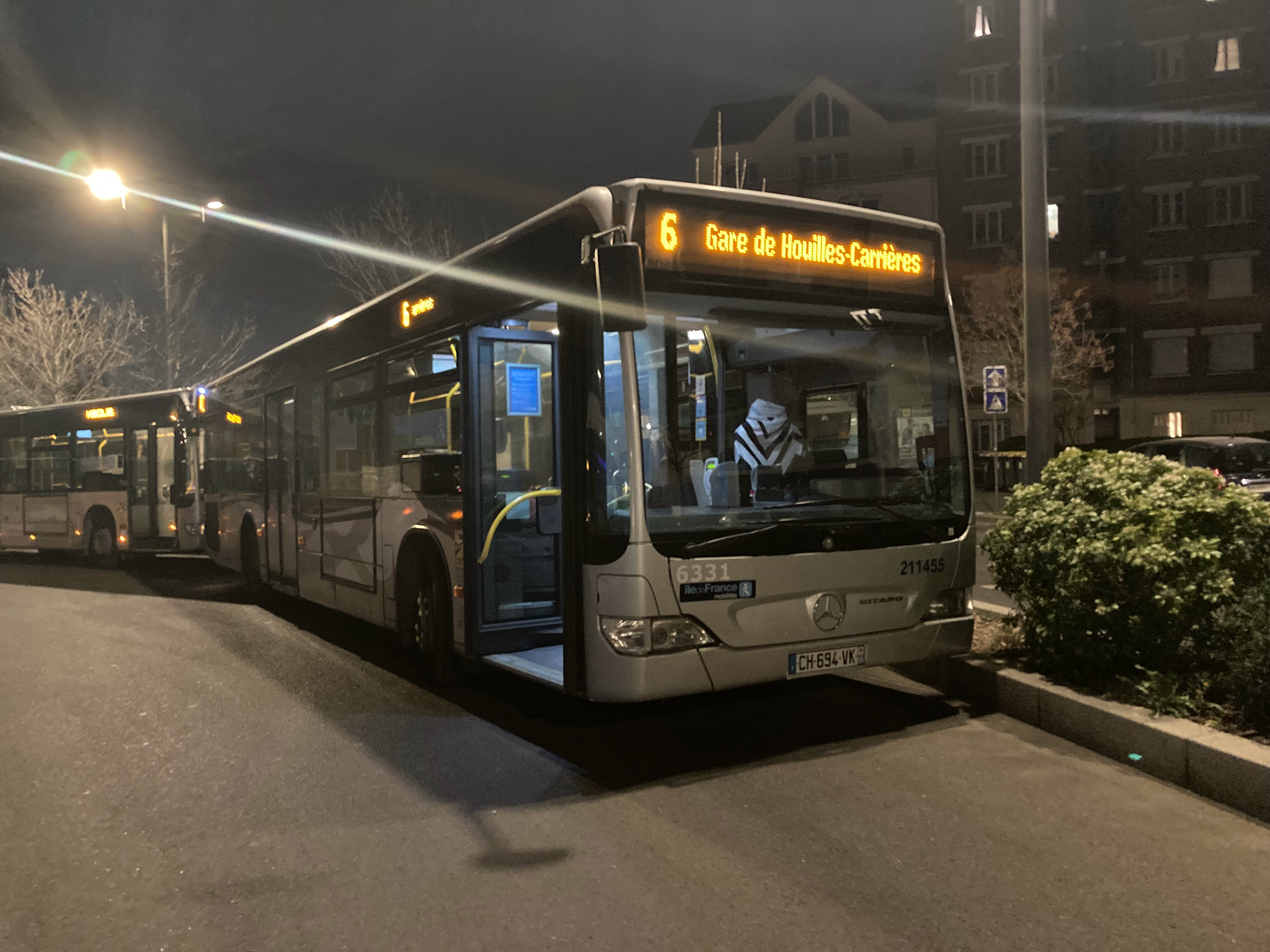
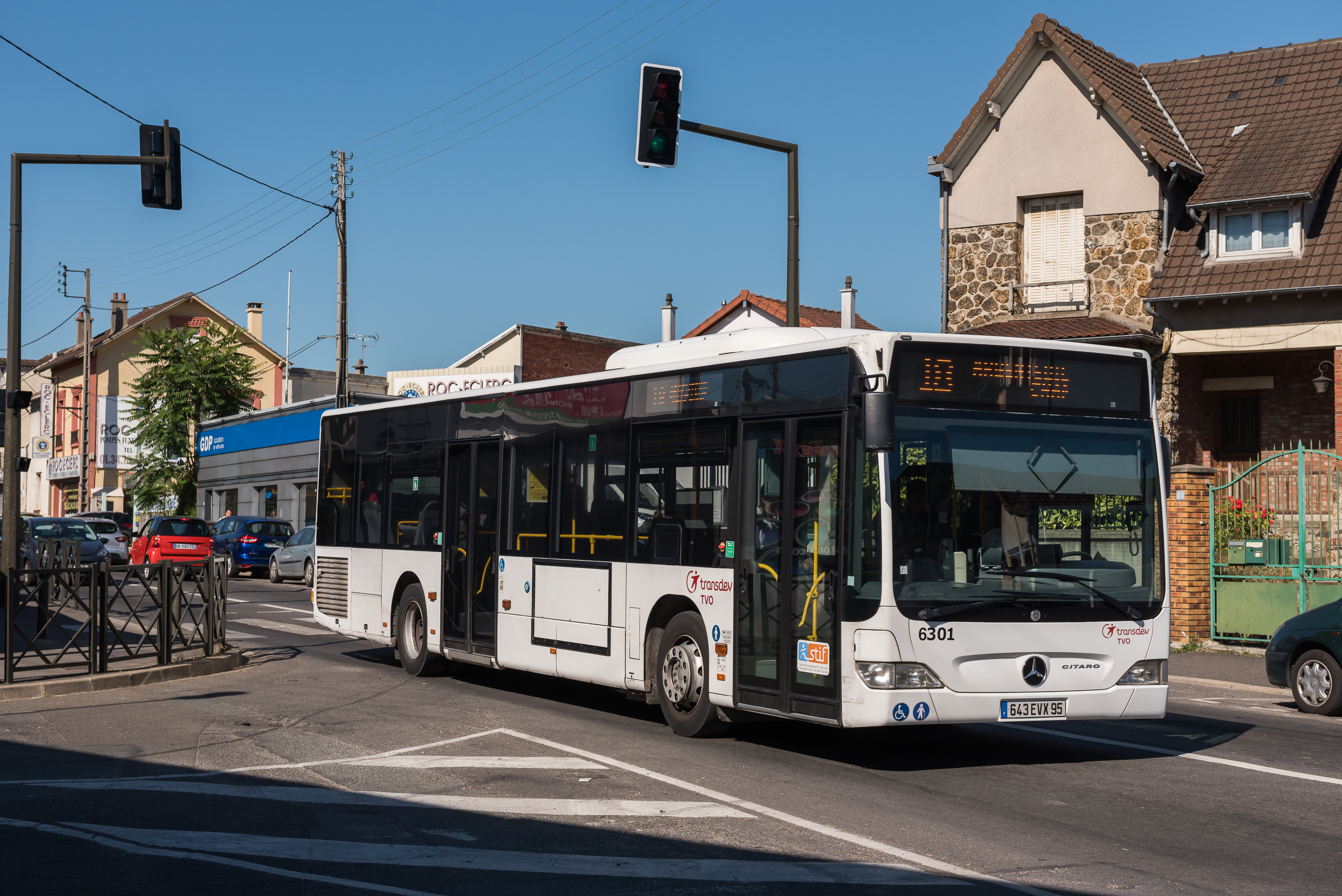
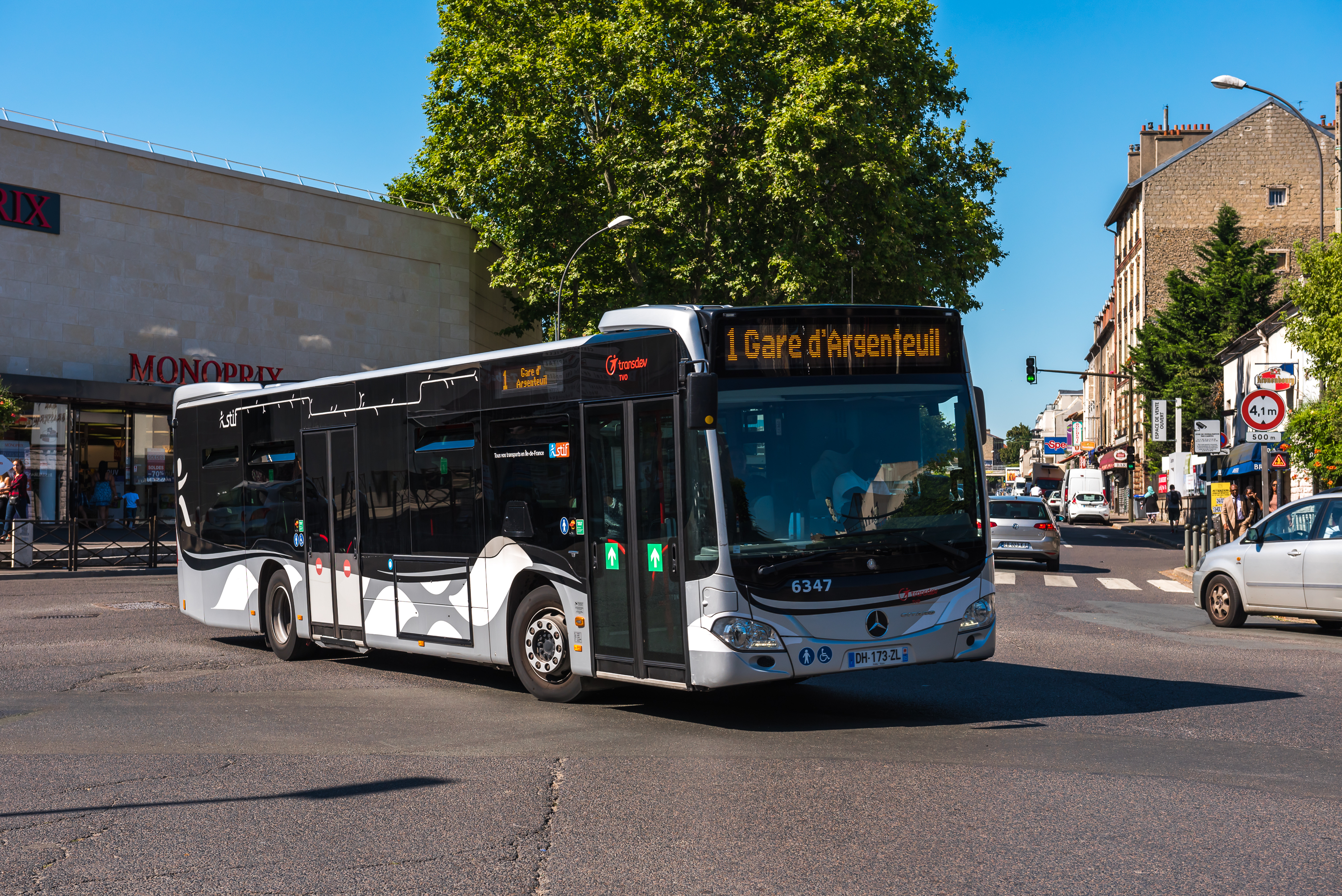
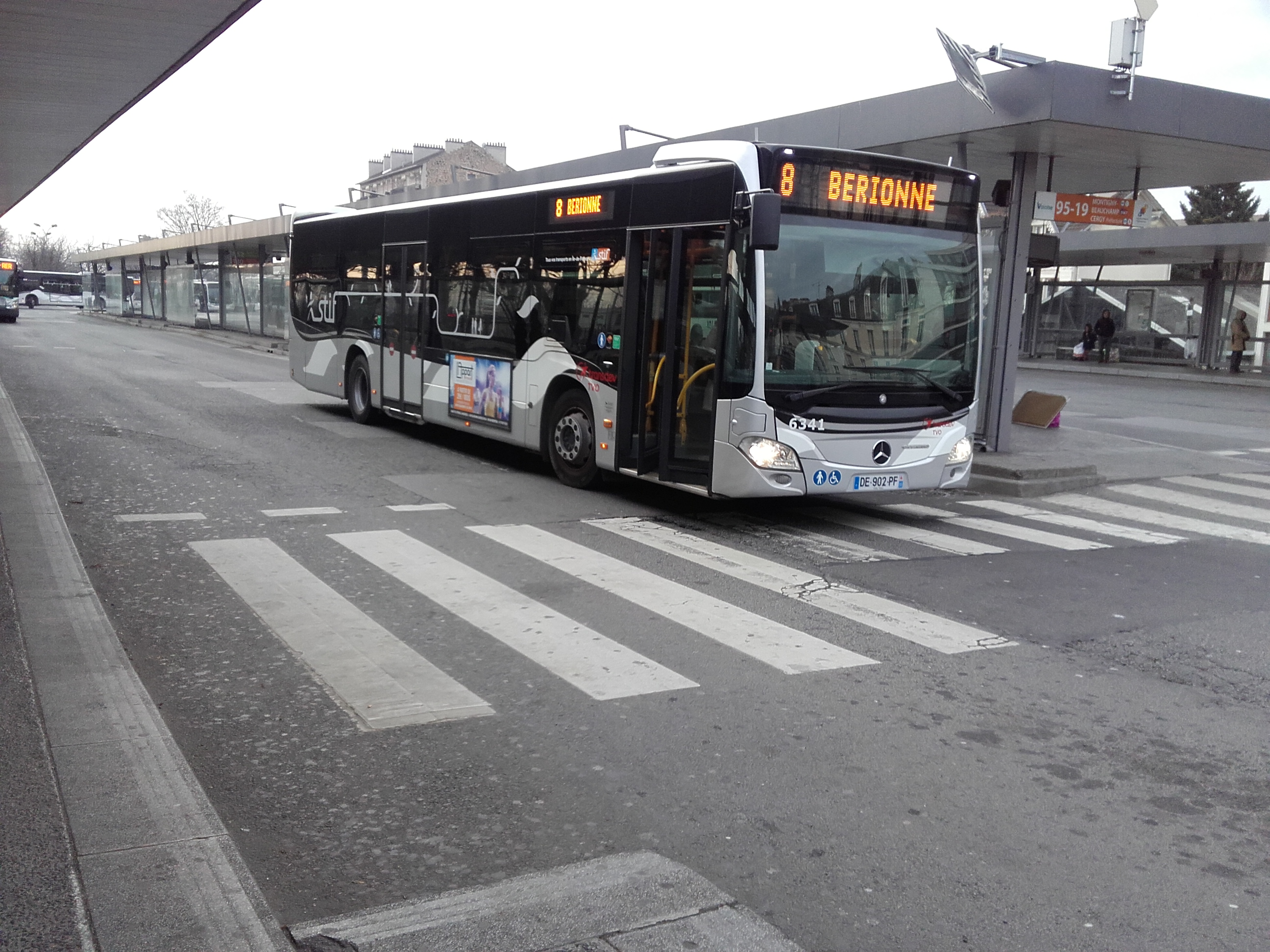
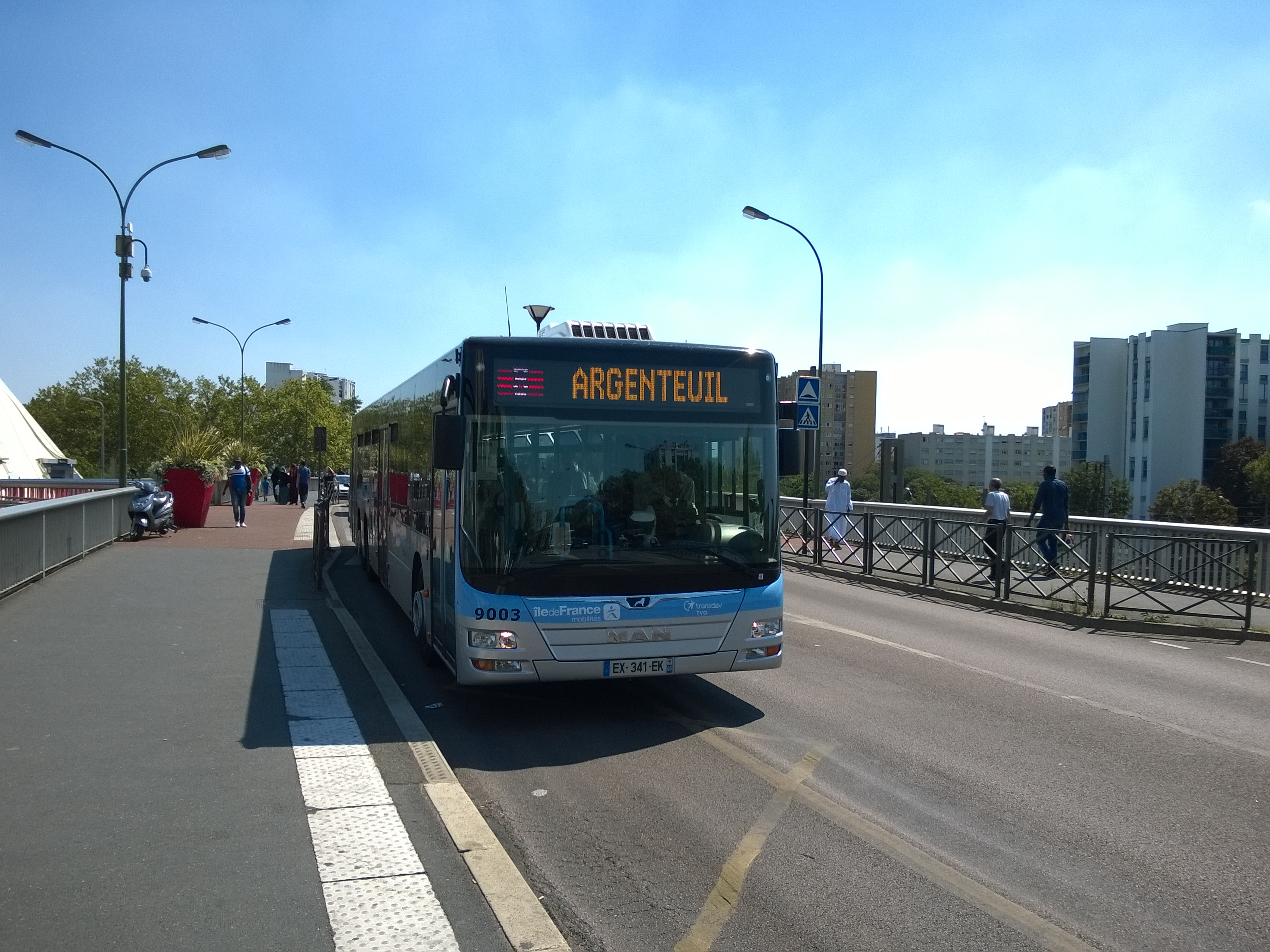
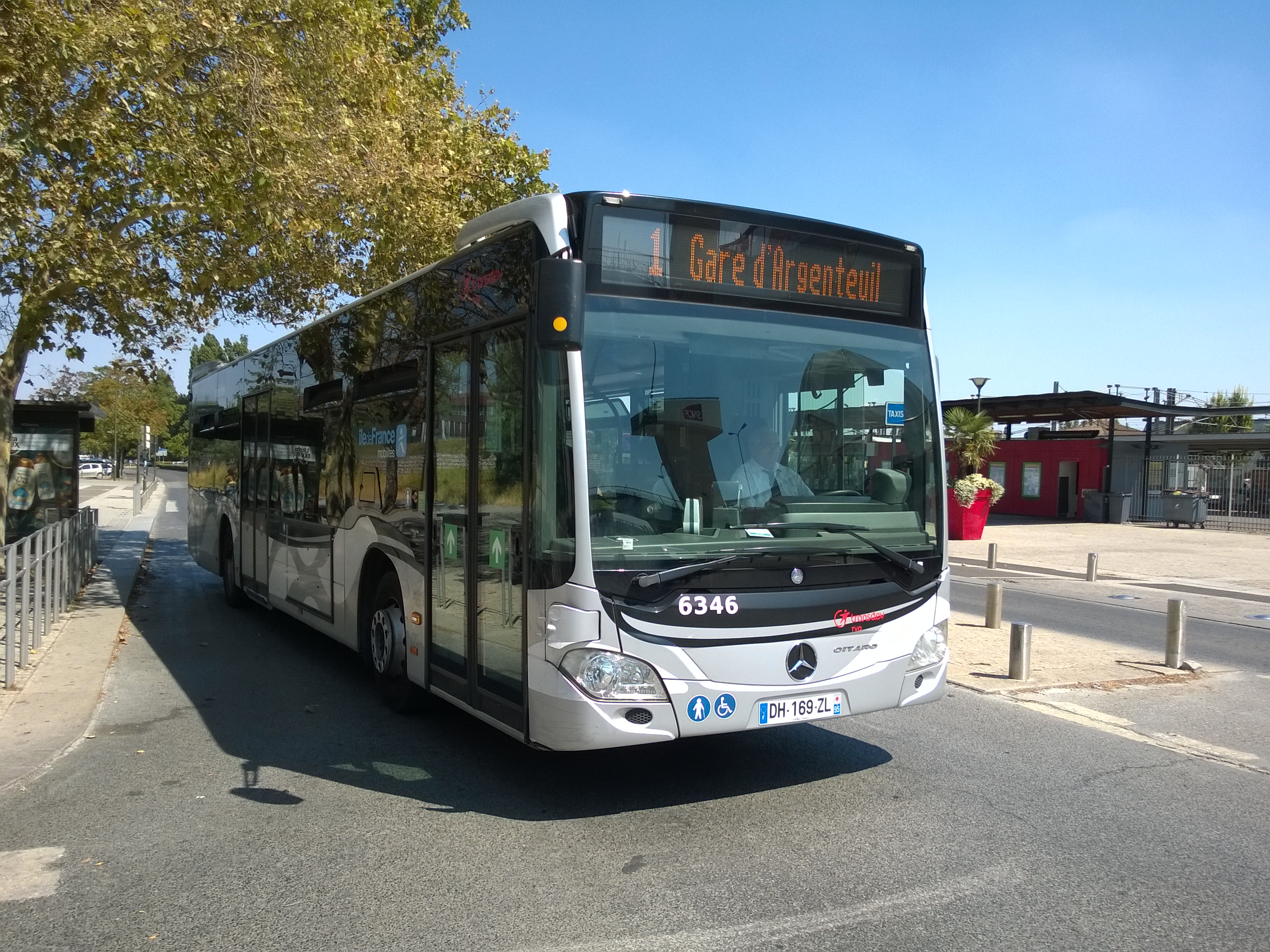
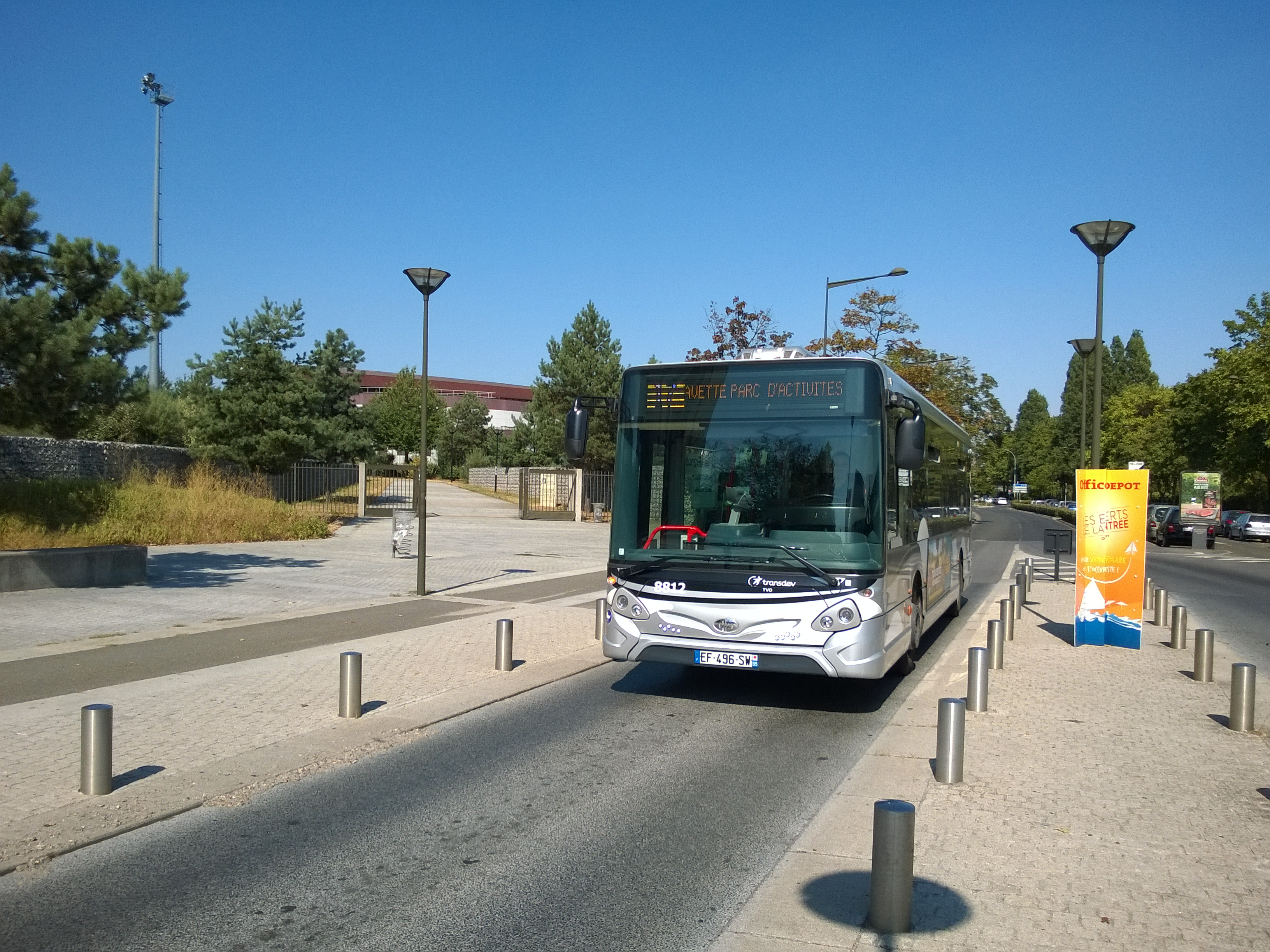
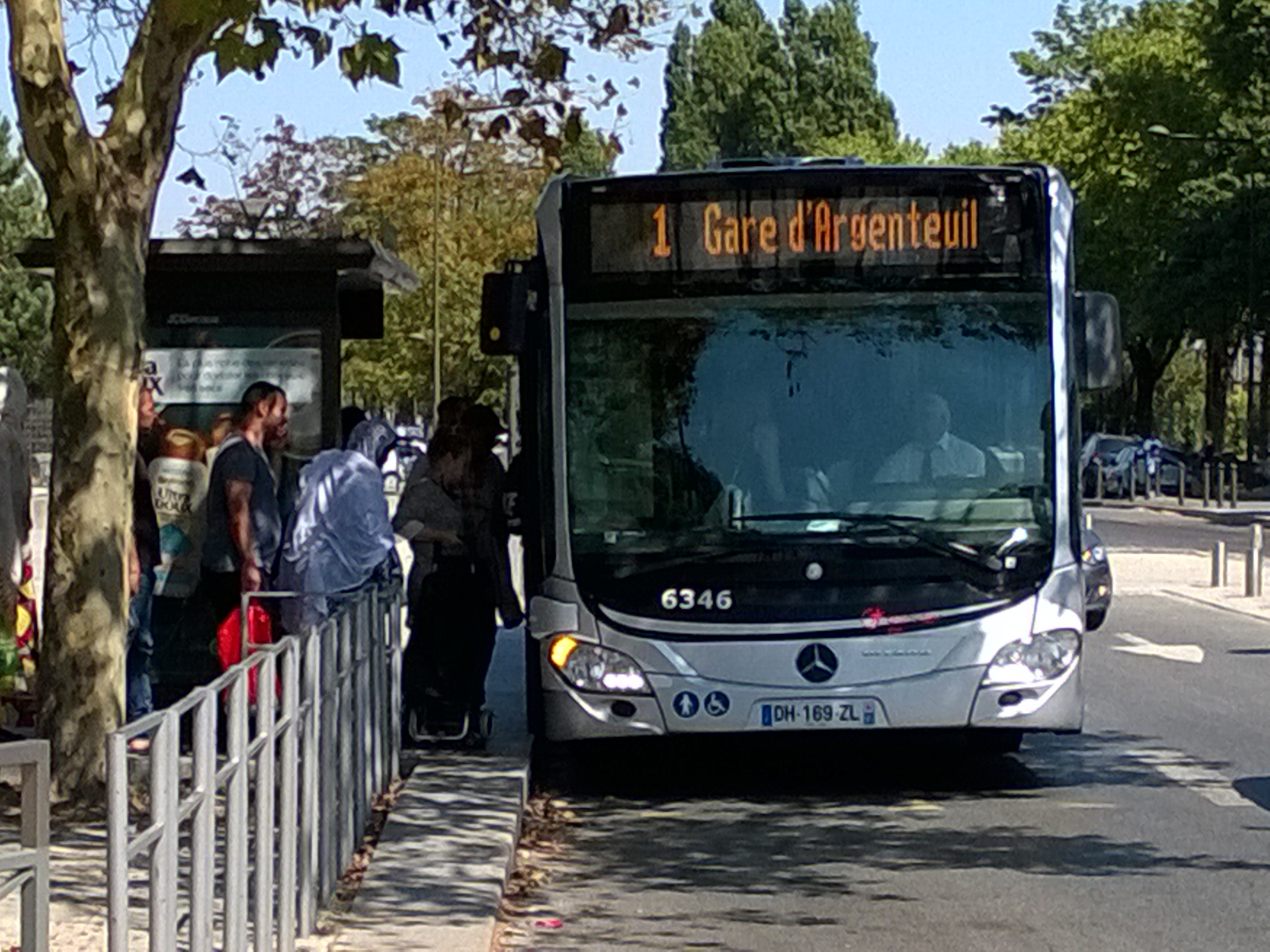
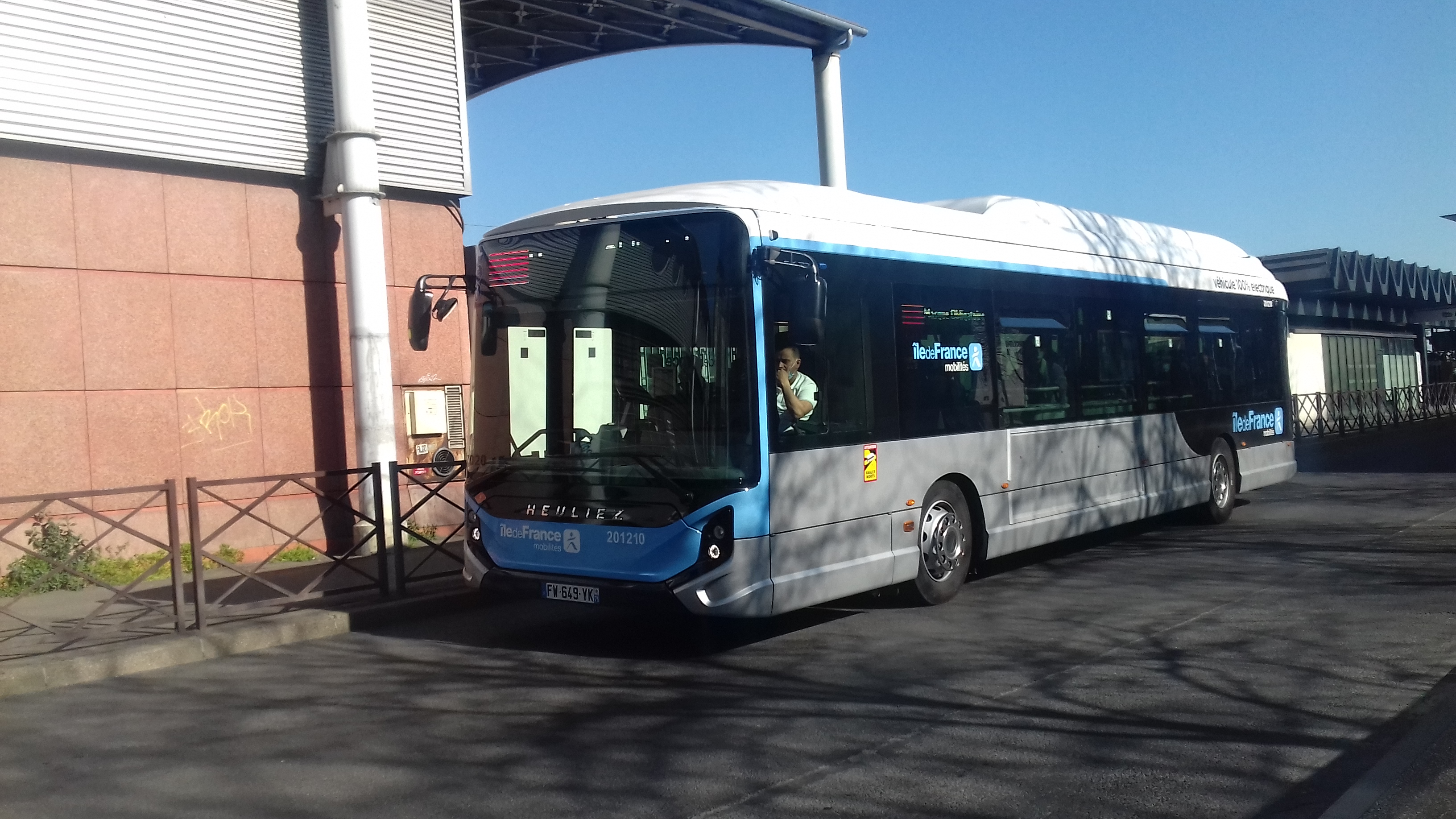
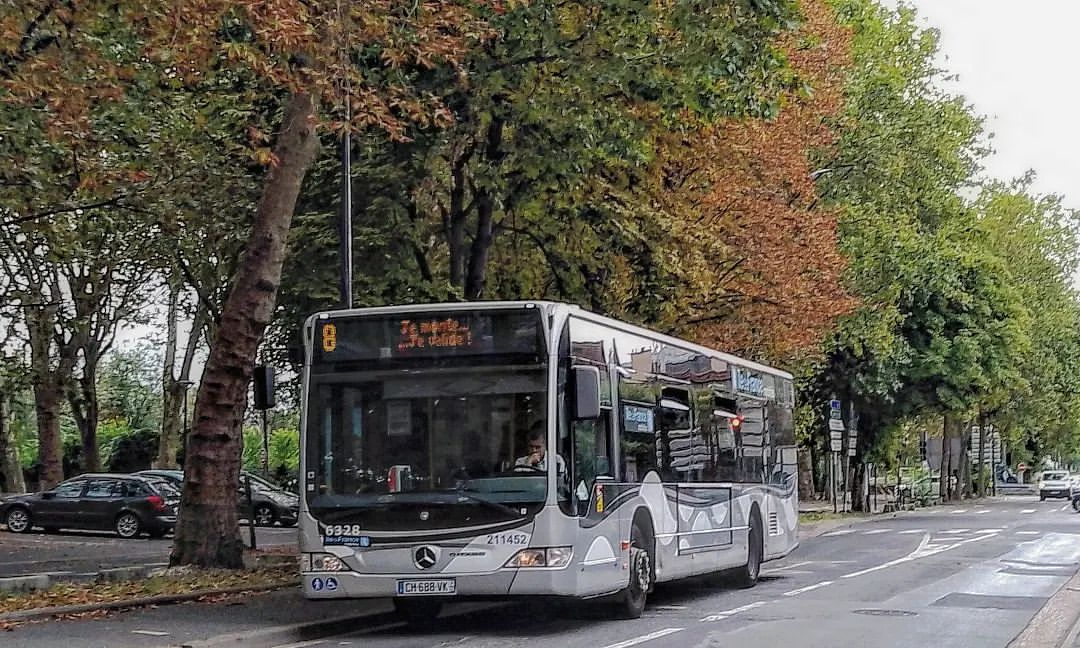
Mercedes Citaro Facelift de KABS sur la ligne 8 au Bd Héloïse à Argenteuil.